# 2024년 노토반도 지진
2024년 노토반도 지진(일본어: 令和6年能登半島地震 레이와6넨노토한토지신[*])은 일본 표준시 기준 2024년 1월 1일 16시 10분에 일본 이시카와현 노토반도(아나미즈정 동북쪽 17 km 지점)에 발생한 일본 기상청 규모 Mj7.6의 지진이다. 이시카와현 하쿠이군 시카정에서 일본 기상청 진도 계급 기준 최대진도 진도7을 관측했다. 진도7은 2018년 홋카이도 이부리 동부 지진 이후 약 5년만에 처음 관측했으며 일본 관측 역사상 진도7을 관측한 7번째 지진이다.
노토반도 서쪽 해역에서 사도섬 서쪽 해역에 이르는 활단층에서 발생한 지진이다. 노토 지방은 2018년 경부터 간헐적인 지진 활동이 이어졌는데 특히 2020년 12월 경부터 지진 발생 횟수가 400배가 증가하며 폭증했다. 이 지진 활동이 수그러지지 않는 가운데 2024년 1월 1일 16시 6분에 규모 Mj5.5의 전진이 발생해 최대진도 5강을 관측했다. 4분 후인 16시 10분에 본진이 발생했고 이후에도 최대진도 5약 이상의 강한 여진이 수 차례 발생했다.
지진 발생 이후 일본 기상청은 이시카와현 노토지방에 대쓰나미경보를, 동해 연안 일본 각지에 쓰나미경보와 쓰나미주의보를 발령했다. 대쓰나미경보는 2011년 도호쿠 지방 태평양 해역 지진 이후 처음 발령되었다. 일본 국외를 포함한 동해 연안 광범위한 지역에 쓰나미가 관측되었으며 피해 지역 각지에서 산사태, 화재, 토양액상화 현상, 주택 붕괴 등이 잇다라 발생했다. 교통망도 끊겨 오쿠노토 지역을 중심으로 호쿠리쿠 지방 각지에 막대한 피해가 발생했다. 교통망 단절과 피해 지역의 산악 지형 때문에 일본 자위대의 구조 활동도 난항을 겪었다. 일본의 새해 첫날에 발생한 지진으로 귀성객도 급증해 인명 피해가 확대되는 등 일본 사회에도 큰 영향을 미쳤다.
지진 발생일 같은 날 오후, 일본 기상청은 이시카와현 노토지방에서 2020년 이후 발생한 여러 군발지진과 이번 2024년 지진을 한 데 묶어 공식적으로 레이와 6년 노토반도 지진이라 명명했다. 기상청이 지진재해에 공식적으로 이름을 붙인 지진은 2018년 9월의 홋카이도 이부리 동부 지진 이후 최초이다.

## 명칭
이번 지진의 본진은 일본 기상청이 2018년에 정한 "육지에서 발생한 지진의 명명 요건" 중 규모 Mj7.0 이상(깊이 100 km 이하), 최대진도 5강 이상이라는 진도를 충족했다. 이 요건에는 정한 명칭이 일련의 지진 활동 전체를 지칭한다는 점도 규정되어 있다. 이에 따라 일본 기상청은 2024년 1월 1일 18시 이후 열린 기자회견에서 2024년 1월 1일의 최대진도 7의 지진 및 2020년 12월 이후 발생한 일련의 지진 활동(노토 군발지진)을 모두 묶어 레이와 6년 노토반도 지진(令和6年能登半島地震)으로 명명한다고 발표했다. 이 명칭에는 이시카와현에서 "레이와 5년 오쿠노토 지진"(令和5年奥能登地震)이라고 명명한 2023년 5월 5일 지진도 포함되어 있다. 일본 기상청이 지진 활동에 명칭을 부여한 것은 2018년 9월 홋카이도 이부리 동부 지진 이후 약 5년 4개월 만이며 처음으로 지진/쓰나미 활동에 명칭을 부여하기 시작한 1960년 발디비아 지진의 쓰나미 이후 33번째 명명이다. 일본 기상청 홈페이지 영문판에서는 이번 지진의 영문 명칭을 "The 2024 Noto Peninsula Earthquake"라고 하고 있다.
피해 지역인 이시카와현을 거점으로 둔 지방지인 《홋코쿠 신문》과 이 신문 산하 도야마현을 거점으로 둔 《도야마 신문》 등 일부 언론과 이시카와현 쓰바타정 등 피해 지역의 일부 광고지 등에서는 주로 제목에 1·1 대진재(일본어: 1.1大震災 1.1다이신재[*])라는 호칭을 쓰고 있다. 지진이 발생한 직후에는 노토대지진(能登大地震) 또는 이시카와 대진재(石川大震災)라는 명칭도 사용했다. 일본공산당의 기관지인 《신문 아카하타》는 주로 제목에서 노토반도 1.1지진(能登半島1.1地震)라는 명칭을 쓰고 있다. 그 외에 제목에 단순히 노토지진(能登地震)라고 표기하는 언론도 있다.

## 지질학적 환경

### 지진대의 구성
노토반도는 일본 해구를 따라 유라시아판 아래로 태평양판이 섭입하면서 발생하는 배호분지의 열개로 형성된 동해의 동남쪽 가장자리 지역에 있다. 이 과정은 마이오세 초기에 시작되어 마이오세 중기에 끝났다. 플라이오세 말기에는 지각이 압축하는 방향으로 바뀌었는데 이는 이즈-보닌-마리아나호와 혼슈의 충돌과 관련이 있을 것으로 추정된다. 이 때문에 열개지의 단층이 역으로 활성화되면서 단층으로 형성된 분지의 반전 현상이 일어났다. 현대 일본은 태평양판, 필리핀해판, 오호츠크판, 아무르판 사이의 수렴 경계 위에 있다. 섬 배호의 동쪽과 동남쪽 해안을 따라 발생하는 태평양판과 필리핀해판의 섭입은 각각 일본 해구와 난카이 해곡에서 일어난다. 동해와 접해 있는 혼슈 서해안은 아무르판과 오호츠크판 사이 남북을 경계로 수렴 현상이 일어난다. 이를 동해 동연 변동대라고 부른다. 특히 이 변동대 경계는 동쪽으로 가라앉는 충상단층으로 구성된 초기 섭입대라고 보여진다.
동해 동연 변동대에서는 열개와 이어진 반전 현상 때문에 경계인 혼슈 서해안을 따라 규모 M6.8~7.9의 지진을 일으킬 수 있는 일련의 여러 단층이 생겨났으며, 이 단층은 많은 경우 지진과 함께 큰 쓰나미도 일으킨다. 동해 동연 변동대에서 발생한 대표적인 지진으로 1741년, 1833년, 1940년, 1964년, 1983년, 1993년의 지진이 있으나 1741년 지진은 그 발생 여부에 대해 아직 논쟁중이다. 일본 정부가 평가한 동해 동연 변동대 지역의 60개 단층 중 F43 단층은 노토반도 북쪽 해저에서 서남서-동북동 방향으로 뻗어있는 해저 단층이다. 총 길이는 94.2 km로 2개 단층분절로 구성되어 있으며 동남쪽 방향으로 경사진 이 단층은 최대 M7.6 규모의 지진을 일으킬 수 있다고 분석되었다.

### 군발지진

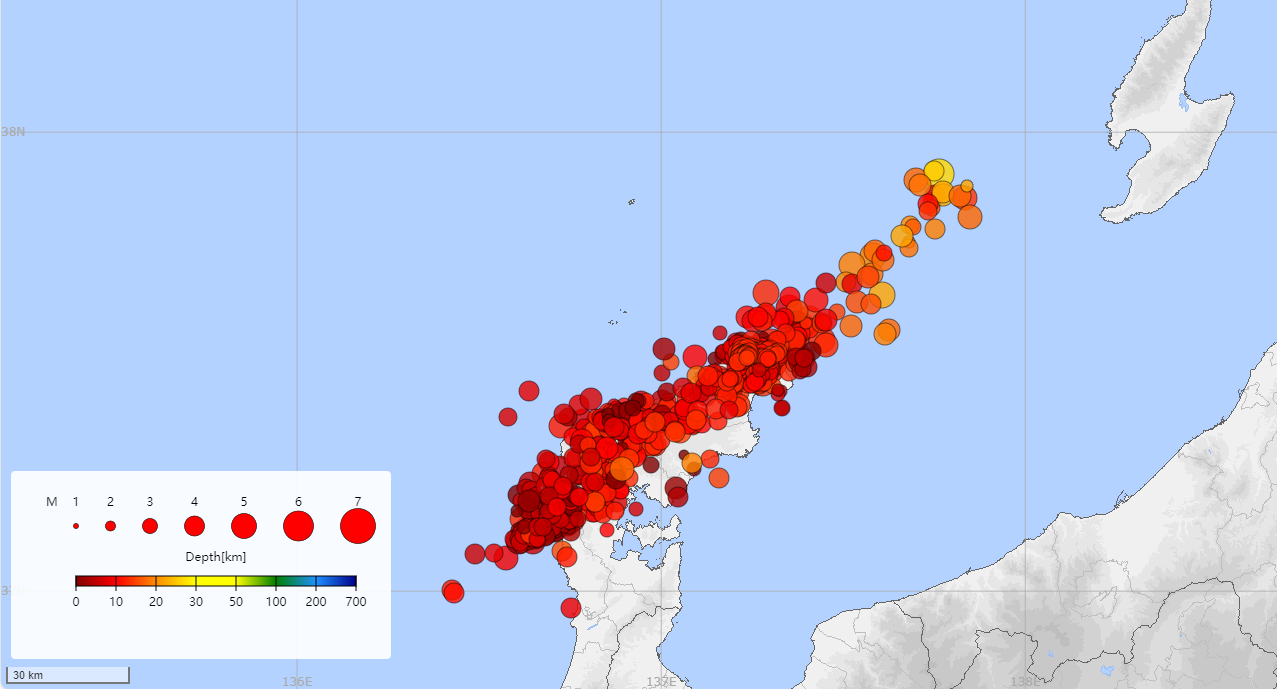
노토 군발지진의 진앙 분포 지도

일본 노토반도 동북쪽 끝은 2020년부터 현재까지 군발지진이 계속되고 있다. 이 중 2024년 전까지 가장 컸던 규모의 지진은 2023년 5월 5일에 노토 지역에서 발생한 규모 6.2의 오쿠노토 지진이다. 이 지진은 1983년 동해 중부 지진 이후 동해 연안에서 발생한 가장 큰 규모의 지진이다. 또한 2024년 1월 1일 발생한 본진은 1885년 일본에서 근대적 지진 관측이 시작된 이래 노토반도를 강타한 가장 큰 규모의 지진이다.
군발지진은 2020년 12월 노토반도 동북쪽 해저 15 km 이상 지점의 지진에서부터 시작되었다. 2021년 3월까지 군발지진은 15 km 이하의 더 얕은 지역까지 올라왔다. 2021년 5월 이후 대부분의 지진은 10~15 km 깊이 지점에서 발생했다. 군발지진 이후 발생한 규모 Mw7.5의 지진은 매우 드문 일로 간주되었다. 왜냐면 보통 군발지진이 일어나는 장소는 지각의 균열이 일어나 지진이 일어나는 정도가 다른 곳에 비해 높기 때문에 큰 지진이 발생할 만큼 응력을 쌓지 못한다고 생각했기 때문이다. 하지만 이번 군발지진의 경우에는 유체가 지하 깊이 침입해 지각이 변형되면서 발생했을 가능성이 높다.
유체의 융기는 반도 아래쪽에서 일어났을 가능성이 높으며, 이는 군발지진 발생 지역 위 표면이 70 mm 상승함이 밝혀지면서 드러났다. 지진학자는 노토반도에 이런 지진활동을 촉진하는 고압의 유체를 생성할 수 있는 활화산이나 지열 지형이 거의 보이지 않기 때문에 이런 군발지진을 예상하지 못했다. 이 유체는 상부 맨틀에서 발생해 단층을 통해 지각 위로 이동했을 수 있다. 유체로 윤활유를 공급받은 단층은 지진을 일으키기 시작했다. 군발지진과 본진 사이 직접적인 연관성은 밝혀지지 않았으나 군발지진을 일으키는 유체가 이동하며 단층에 큰 스트레스를 주어 본진이 발생했을 가능성이 있다.

## 지진

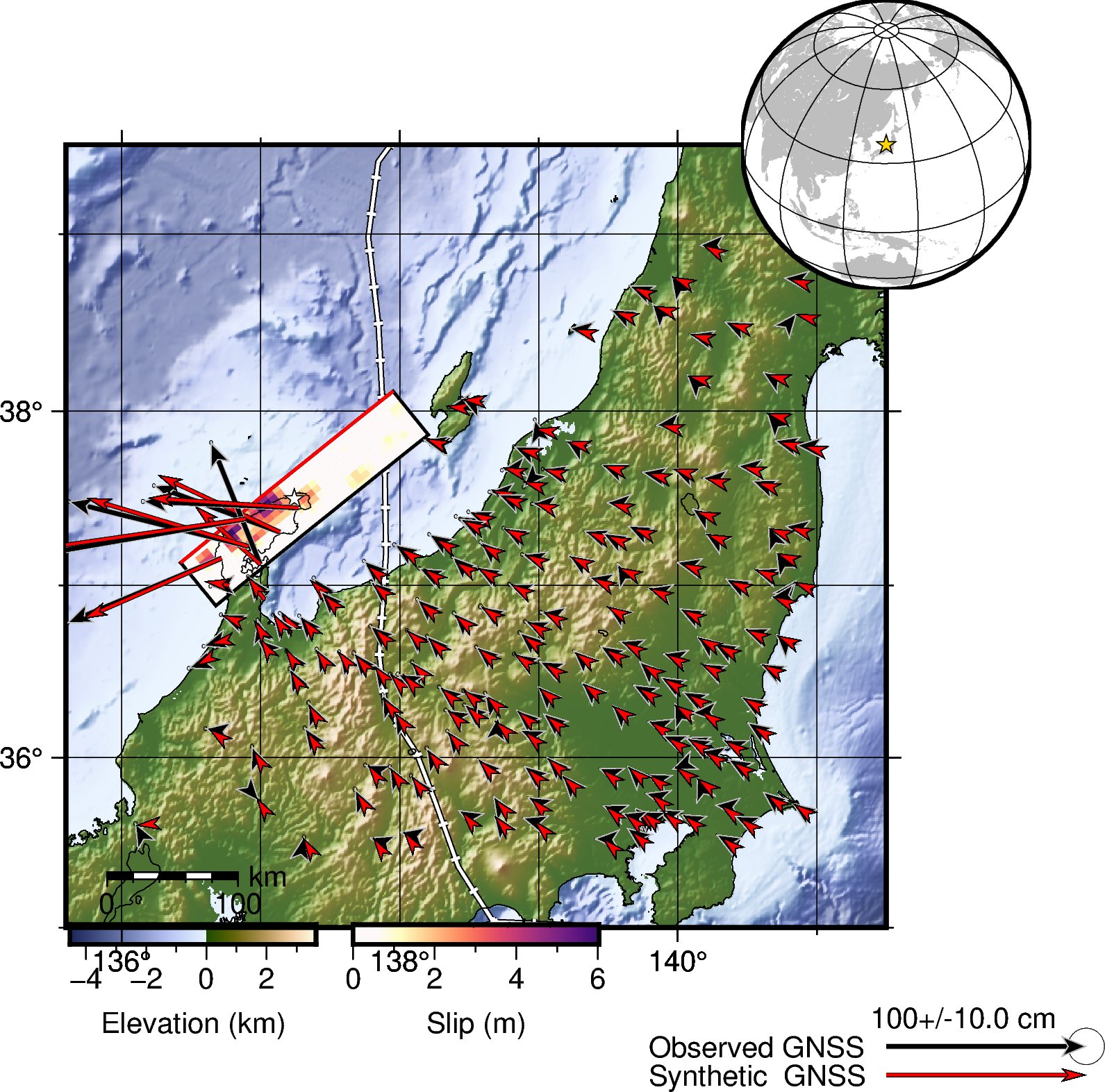
미국 지질조사국이 본진이 발생한 단층을 유한단층표면분석법을 통해 분석한 모습. 색깔이 진할 수록 단층이 더 크게 움직였단 의미이다.

미국 지질조사국(USGS)은 본진의 모멘트 규모를 Mw7.5로, 진원 깊이는 10 km로 분석했다. 일본 기상청(JMA)은 일본 기상청 규모 기준 본진의 규모를 Mj7.6으로 분석했다. 본진의 발진기구해를 분석하면 오호츠크판과 아무르판 사이 수렴 경계를 따라 서북쪽 혹은 동남쪽으로 섭입하는 동북 주향의 평면을 따라 이어진 얕은 깊이의 역단층에서 발생한 지진이다. 본진 발생 4분 전에 규모 M5.5의 전진이 발생했으며, 본진 발생 9분 후에는 규모 M6.2의 여진이 발생했다. 지진 발생 후 최소 120차례의 여진이 관측되었으며 이 중 최소 7차례 이상 여진이 규모 M5.0 이상을 기록했다.
미국 지질조사국이 발표한 유한단층모델에 따르면 단층 파열은 노토반도 동남쪽부터 사도섬까지 약 200 km 길이로 동남쪽 방향으로 움직이는 단층에서 발생했다. 단층이 가장 크게 미끄러진 지역은 진원 동북부와 서남부이다. 특히 진원 서남부 노토반도 바로 아래에서는 3.67 m나 움직이는 등 단층이 가장 크게 이동했다. 노토반도와 사도섬 사이 해역에서도 또 다른 단층 이동 구역이 있으며 이 곳에서는 최대 1.86 m 단층이 이동했다. 이를 통해 단층은 반도 육지에서부터 시작해서 해역 방향으로 파열되었다고 추정된다.

### 단층 운동과 진원 주변 활단층

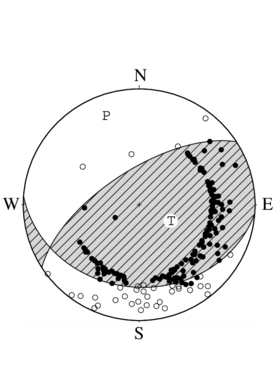
1월 1일 16시 6분에 발생한 지진의 발진기구해를 그린 비치볼 그림

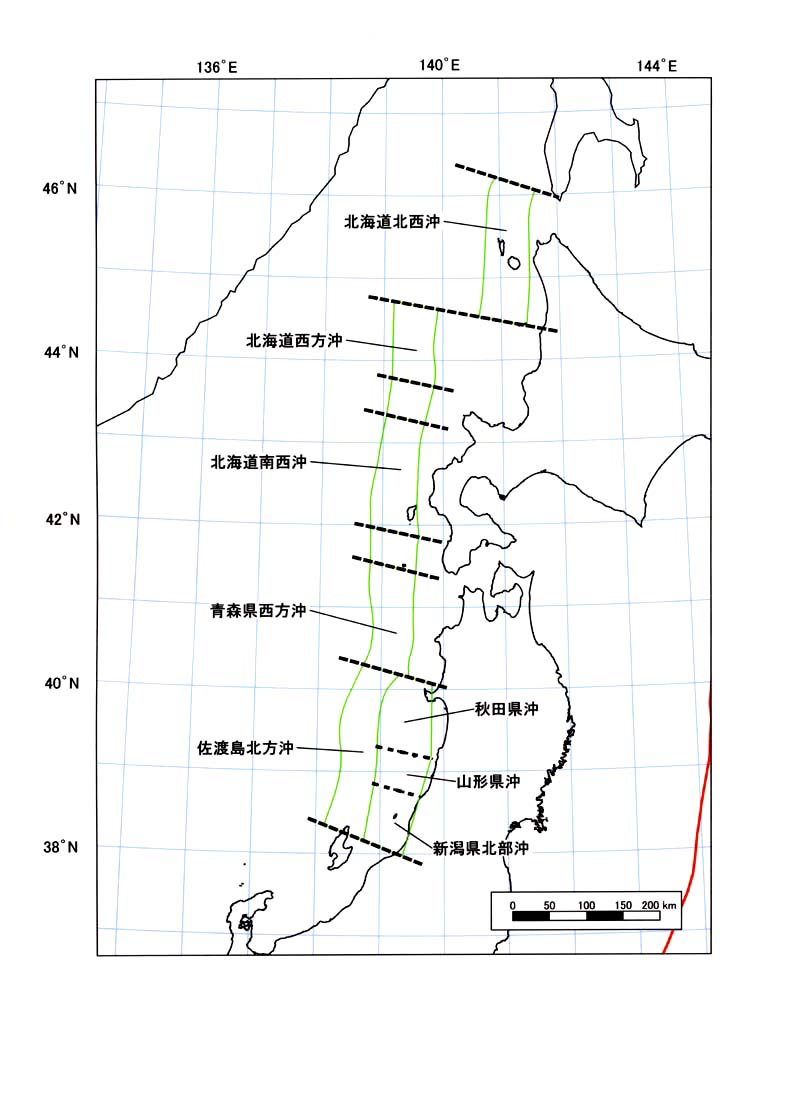
동해 동연 변동대의 지구조선을 그린 지도

본진은 동해 동연 변동대의 서쪽 끝자락에서 발생했으며 발진기구해에 따르면 서북-동남 방향으로 압축력을 가진 역단층형 지진이다. 또한 발진기구해와 지진 활동의 분포 및 범지구 위성 항법 시스템(GNSS) 관측 분석 결과 진원 단층은 동북-서남쪽 방향으로 뻗은 약 150 km 길이의 주로 동남쪽 방향 경사를 지닌 역단층으로 추정된다. 일본 방재과학기술연구소에 따르면 진원 단층의 주향은 213°, 47°, 경사는 41°, 5°, 미끄러진 경사는 79°, 99° 등으로 나타났다. 또한 일본 기상청은 29개 관측소의 데이터를 가지고 분석해 이번 본진의 CMT해를 구해 센트로이드(단층의 모든 움직임을 하나의 공간, 시간 지점으로 대표할 수 있는 그 좌표와 시각)의 경우 시각은 16시 10분 42.3초, 센트로이드 위치는 북위 37° 29.2′  동경 137° 15.6′  / 북위 37.4867°  동경 137.2600° 의 깊이 15 km이며(이론적으로 계산한 파형과 실제 파형의 일치도를 나타내는 변이도 감소도가 81%), 지진 모멘트와 6방향 모멘트 텐서해는 1020 N·m 단위로 할 때 M0 2.14, Mrr 1.89, Mtt -0.83, Mff 1.15, Mrt -0.23, Mrf -0.6, Mtf -1.1이며 단층이 밀고 당겨지는 경계와 단층면의 편차를 나타내는 비 더블 커플링 성분비(DC)는 -0.04로 계산되었다. 지진조사위원회 위원장인 도쿄 대학 명예교수 히라타 나오시는 지진 다음 날의 기자회견에서 이번 지진이 발생한 단층은 알려지지 않았던 단층이라고 밝혔다. 본진 이후 니가타현 사도가섬 서쪽에서 노토반도 서쪽에 이르는 약 150 km 범위로 지진 활동이 넓어졌으며 여진도 간헐적으로 일어나고 있다. 진원의 동쪽 끝은 도야마 해곡 서쪽 끄트머리 부근에 있다. 진원의 서쪽 끝은 2007년 노토지진의 진원역을 지나 아마곶 부근까지 뻗어있으나 1993년 노토반도 해역 지진의 진원역까지 뻗어 있진 않다. 엔다 교수는 일본 열도의 크기를 고려한다면 일본 국내에서 100 km가 넘는 길이의 활단층이 움직이는 내륙 직하지진이 발생하는 일은 매우 드물다고 말했다. 이 지진으로 모든 활단층이 파괴되기까지 약 40초의 시간이 걸렸다. 본진의 P파는 유럽, 북아메리카, 오세아니아 등 세계 각지에서 관측되었으며 우크라이나 키이우에서 338.3 μm, 카자흐스탄 마칸치강에서 301.2 μm, 필리핀 다바오에서 202.1 μm, 오스트레일리아 웨스턴오스트레일리아주 내러진에서 197.5 μm, 미드웨이 환초에서 90.2 μm, 미국 매사추세츠주 하버드 대학교에서 20.9 μm, 러시아 빌리비노에서 18.7 μm, 그린란드 칸게를루수악에서 3.2 μm 등의 진폭을 측정했다.
시시쿠라 마사노부 등의 연구에 따르면 노토반도는 신생대 제4기 플라이스토세 지바절(플라이스토세 중기, 약 78만년 전~약 13만년 전 시기) 이후 해안단구가 발달하고 있으며 홀로세 시기 형성된 3단의 저위단구면도 확인되었다. 이는 수십만년 전부터 최근까지 지반의 융기가 발생했음을 나타내며 이 융기는 주로 지진 시 단층의 운동으로 발생했다고 추정된다. 이번 지진으로 노토반도 북부에서 최대 4 m의 융기가 발생했으며 가이소 어항 북쪽 해역은 약 3.6 m의 융기가 발생해 파식대가 완전히 말라붙은 모습이 확인되었다. 시시쿠라 교수는 이를 4단계의 홀로세 저위단구면이 새롭게 발생한 걸 직접 본 것이라고 말했다.
도쿄 대학 지진연구소의 이시야마 등과 산업기술종합연구소의 시시쿠라에 따르면 2024년 지진으로 큰 융기가 관측된 지역에서는 시시쿠라의 연구에서 보고된 홀로세 시기 저위단구면 주변과 비교하여 고도가 높고, 본진으로 발생한 융기량과 저단구릉면의 구 해안선 고도(파도 치는 곳의 높이)가 근사하다고 밝혀냈다. 이는 노토반도 지역에서 이번 지진과 같은 규모 M7급 지진이 반복적으로 발생해 그에 따라 저위단구면이 형성될 가능성이 높다는 것을 보여준다. 또한 시시쿠라는 지진 직전 단계에서 지난 2023년 5월 5일 Mj6.5의 오쿠노토 지진만으로는 설명할 수 없는 융기가 과거에 노토반도에서 발생한 흔적이 있어 향후 오쿠노토 지진보다 더 큰 지진이 발생할 가능성이 있다고 논문에 언급하러던 찰나 이번 지진이 일어나 현실에서 실제로 본진 정도의 대지진이 일어났기 때문에 1 m 미만의 융기가 조금씩 퇴적되어 일어났다는 가설을 검토할 필요가 없어졌다고 언급했다. 다만 니시무라 다쿠야는 규모 Mj7.0급 대지진이 발생한다고 해도 그건 M7대 초반이었으며, 이번의 Mj7.6의 지진은 "최악의 경우를 더욱 상회한 지진"이라고 말했다. 한편 다쿠야 교수는 지진이 일어나지 않을 가능성보다 일어날 가능성이 더 높다고 말할 수 있는 상황이 아니였기 때문에 주택의 내진 보강을 촉구할 수 없는 상황이었다고 말했다.
2007년 노토반도 지진 이후 실시된 연안 해역 조사에서 노토반도 북부 해안을 따라 동남쪽 방향으로 융기하는 역단층성 해저 활단층군이 분포했다고 알려져 있다. 이노우에와 오카무라(2010)는 서쪽에서 동쪽으로 각각 몬젠 해역, 사루야마 해역, 와지마 해역, 스즈 해역 등 총 4개 단층분절(세그먼트)로 구분하고 있다.(국토교통성 외(2014)의 구분에서는 F43 단층에 해당한다) 세그먼트를 이용한 이 모델은 동해의 확대에 따른 지각 변동을 고려해 작성했다. 또한 2023년 단계에서 호쿠리쿠 전력은 이 4개의 세그먼트, 총길이 90 km의 연쇄단층을 "노토반도 북부 연안지역 단층대"(能登半島北部沿岸域断層帯)라고 총칭하고 이 단층이 연동해서 지진이 발생할 가능성에 대해 논의했다. 이번 지진도 이 단층의 활동으로 일어났을 가능성이 지적되었다. 2024년 3월 11일 지진조사위원회의 보고에 따르면 이번 지진은 사루야마 해역 세그먼트와 스즈 해역 세그먼트의 아래쪽에 감춰진 활단층에서 발생했다고 분석했다. 두 세그먼트의 중간에 있는 와지마 해역 분절은 수심이 얕아 선박을 이용한 조사가 매우 어려워 지진과의 관계가 명확하게 밝혀지지 않았다. 한편 단층 분석 과정에서 "XX 세그먼트"라면서 활단층을 지나치게 세분화해 지진의 위험성을 과소평가했다는 지적이 이어졌다. 또한 스즈 해역 세그먼트의 동북쪽 연장선상에는 서북 방향 경사의 역단층이 있으며 여진도 이 단층을 따라 분포하고 있지만 본진과 이 역단층과의 관계도 불분명하다. 또한 시시쿠라와 오카무라는 이 활단층에 대한 반사단면분석을 통해 수직 변위 속도가 1000년당 1 m인 A급 활단층일 가능성이 높다고 봤다.
이 외에도 노토반도 지진의 진원이 된 단층에서 약 20 km 떨어진 시가정의 도기강을 따라 약 3 km 이상 걸쳐 단층이 지표면에 드러났다고 추정되는 지반 이동과 융기가 발견되어 도기강 남안 단층이 노토반도 지진의 영향으로 함께 움직였으며 이른바 "동반단층 운동"을 했다고 추정된다. 하지만 이러한 동반단층과 진원 단층간의 거리가 2016년 구마모토 지진의 경우 수 km에 불과하기 때문에 20 km 내외로 두 단층이 떨어진 경우는 이번 지진 외에는 발견되지 않아 동반단층 운동으로 보기 어렵다는 의견도 있다. 이 단층의 변형량은 상하 50 cm 정도이며 그 외 지각변동에 따른 남북 방향의 압축력에 따라 10 cm에서 수십 cm의 좌편향 운동이 발생했으며 이는 지각변동의 관측 결과와도 크게 다르지 않다.

### 진원역의 지진 예측

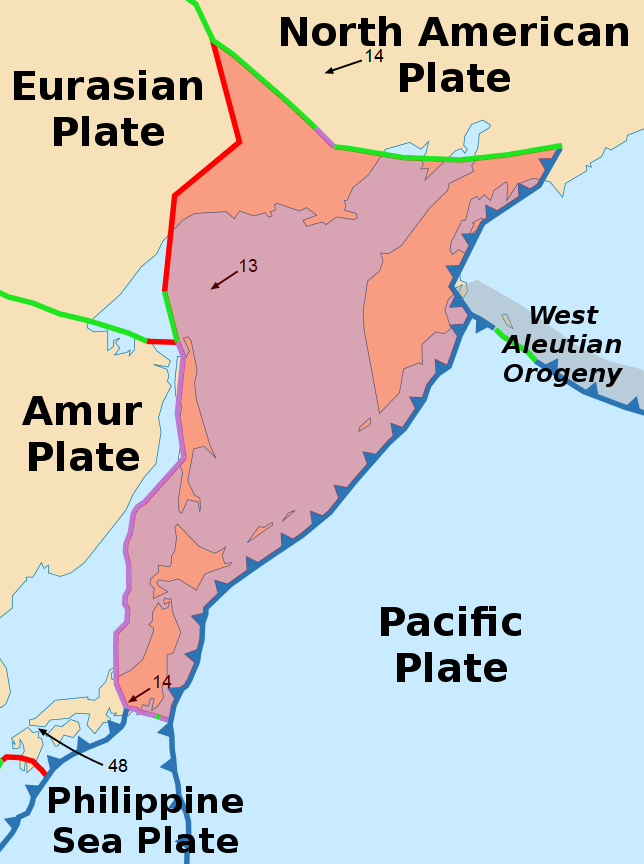
오호츠크판과 아무르판 사이의 경계를 그린 모식도. 본문에서는 오호츠크판을 북아메리카판의 일부, 아무르판을 유라시아판의 일부라고 말하고 있다. 그림에 쓰여진 화살표와 숫자는 아프리카 대륙을 기준으로 한 판의 이동 속도(단위 mm/year)이다.

이번 지진 이전에 제시된 단층 모델 자료로는 일본 정부에서 연 "일본해의 대규모 지진에 관한 조사검토회"(2014년)의 F43, "일본해지진·쓰나미 프로젝트"(2015년)의 NT4, 2023년 이시카와현 조사의 쓰나미 침수 예상 구역도 중 노토반도 북쪽 해역의 단층 등이 있다. 한편 2023년 이시카와현 분석에서는 예상되는 지진 단층으로 포함하지 않았으며 지진조사위원회도 일련의 군발지진 활동 평가에서 노토반도 북안의 활단층이 존재한다고 설명했다. 이번 지진이나 2007년 니가타현 주에쓰 해역 지진을 일으킨 연안의 활단층에 대해서는 육상이나 해안의 활단층처럼 지형을 확인하거나 땅을 굴착해 조사하거나, 해구형지진을 유발하는 해저 지형처럼 해저 초음파를 통한 확인이 어려웠다. 이후 해저에서도 지형을 단서로 조사하는 기술이 나왔으나 일본 내 장기평가는 2017년부터 시작되었다. 규슈 지방의 고토 열도 해역에서부터 주고쿠 지방 북쪽 해역까지 지역은 이번 지진이 발생하기 전인 2022년 3월 25일 장기평가 결과가 발표되었다. 이 후 이번 지진의 진원을 포함한 긴키 지방 북쪽부터 호쿠리쿠 지방 해역까지의 활단층 평가가 이루어지는 도중이었으나 지진 발생 당시에는 확률평가 및 지역별 평가 모두 계산중이었으며 평가결과 발표는 이번 지진에 맞춰 이뤄지지 않았다. 이에 지진조사연구추진본부는 방침을 바꿔 확률평가 및 지역별 평가가 진행중이라도 지진 발생 가능성이 있는 활단층이 확인된 단계라면 평가 완료를 기다리지 않고 활단층 관련 정보를 신속하게 공개하기로 결정했다. 이번 지진이 발생한 동해 동연 해역은 유라시아판과 북아메리카판이 나란히 놓여 있는 곳으로, 이곳에서 발생하는 지진은 장기평가에서 해구형지진으로 취급되었으나 이 지역에는 무수한 단층이 밀집되어 있고 실제 해구는 없기 때문에 도다 교수는 이 취급이 현실적으로 맞지 않다고 지적했다. 또한 F43 단층 관련 정보는 쓰나미 예측에만 사용되었고 육지에서의 흔들림 예측에는 전혀 사용되지 않았다는 문제점도 지적되었다.

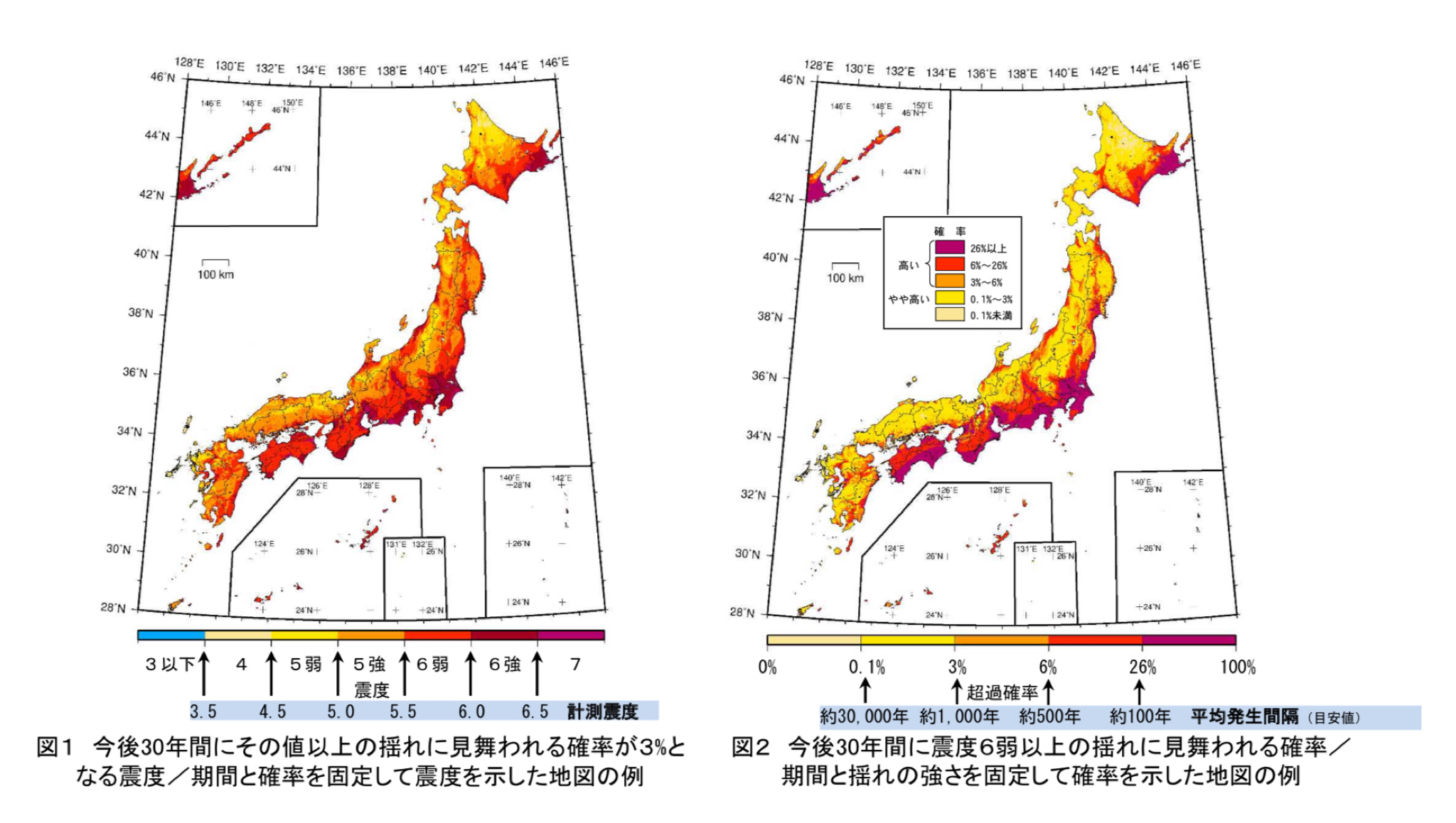
2020년 발표된 일본의 전국 지진동 예측지도

2012년 일본 경제산업성 자원에너지청의 원자력안전·보안원(현 일본 환경성의 원자력규제위원회)에서 열린 지진·쓰나미 관련 의견청문회에서는 노토반도 북부의 4개 활단층이 연동할 경우 최대 Mj8.1(Mw7.66)의 거대지진이 발생할 가능성이 있다는 호쿠리쿠 전력의 예측이 제시되었으나 지진조사위원회의 장기평가가 끝나지 않았다는 이유로 이시카와현의 지역방재계획에서는 1997년에 발표된 "최대 Mj7.0, 사망자 7명, 건물 전소 120채" 등 실제 지진의 규모와 그 피해와 비교할 경우 매우 과소평가된 추정을 그대로 사용하고 있었다. 2013년~2014년에도 일본 정부의 전문가 검토회의에서 F43을 진원으로 하는 규모 Mj7.6의 지진 발생을 가정했는데 이는 실제로 2024년 1월 1일 발생한 지진과 같은 규모이다. 하지만 당시 이시카와현지사였던 다니모토 마사노리는 구마모토 지진 이전의 구마모토, 홋카이도 이부리 동부 지진 이전의 도오 지방과 마찬가지로 전국 지진동 예측지도에서 노토반도를 포함한 이시카와현 대부분이 30년 내 진도6약 이상의 지진이 발생할 확률이 0.1%에서 3% 이내 범위에 있다는 것을 근거로 이시카와현은 "지진이 적게 일어나는 지역이다"고 어필해 기업 유치전을 진행했고 사전 대책을 요구하는 논의로는 발전하지 않았다. 2022년 하세 히로시가 이시카와현지사에 당선된 후 지역방재계획 개정을 진행해 새 계획이 2025년 이후에 발표될 예정이었으나 그 전에 이번 지진이 발생했다. 도야마현도 기업 입지 가이드 홈페이지에서 "태풍, 지진, 쓰나미 등이 매우 적어 리스크 분산에 최적입니다"라고 소개했고 전국 지진동 예측지도에서 30년 이내에 도야마시에서 진도6약 이상의 흔들림을 일으키는 지진이 발생할 확률이 5.2%로 태평양 연안보다 매우 낮은 것이 도야마현의 매력이라고 홍보했다. 지진조사연구추진본부의 히라타 나오시도 역시 해역 활단층의 조사가 매우 늦어진 것을 후회하고 있다고 말했으며 도쿄 여자대학의 명예교수 히로세 히로타다는 지방 자치 단체가 중앙정부에 의존하지 않고 자체적으로 재난에 대응할 수 있는 능력을 키워야 한다고 주장했다. 2007년 노토반도 지진에서는 주택 붕괴로 인한 사망자가 발생하지 않았지만 이시카와현의 재해위기관리고문을 맡고 있는 고베 대학 명예교수인 무로사키 요시테루는 역으로 과거에 지진으로 큰 피해가 없었던 점이 피해 예측의 재검토를 방해했다고 말했다. 《도쿄 신문》은 지진 발생 확률에 따라 색으로 구분한 지진조사연구추진본부의 전국 지진동 예측지도에 대해 난카이 해곡 거대지진과 미나미칸토 직하지진(수도직하지진)만 주목받고 그 외 지역은 지진이 일어나지 않는다고 오해되게 기록된 점이 이번 지진에 대한 방심으로 이어졌을 가능성이 높다고 지적했다. 일본 내 지진학자조차도 노토반도 북부의 활단층 존재를 모르는 사람이 많았다.
2월 29일에 열린 지진예지연락회의 제242회 회의에서는 당초 논의할 계획이었던 "화산과 지진" 대신 이번 노토반도 지진에 대해 논의했고, 이번 지진에 관한 연구 결과 등을 발표했으며 이번 지진을 교훈삼아 군발지진 발생 시 큰 규모의 지진이 발생할 위험성에 대해서 구체적으로 알려야 한다는 의견이 나왔다. 또한 예를 들어 "F43 단층이 움직여 대지진이 발생할 가능성이 있다"처럼 구체적인 단층 이름을 알려 지진에 대한 경각심을 불어일으킬지에 대한 여부는 향후 논의해야 할 과제로 꼽혔다. 2024년 11월에 열릴 예정인 지진예지연락회 제245회 회의에서는 "한신·아와지 대진재로부터 30년, 노토반도 지진으로부터 1년-내륙지진 예지의 진전과 과제-"라는 제목으로 본진에 대한 검토가 다시 한번 이루어질 예정이다.

### 유체 활동

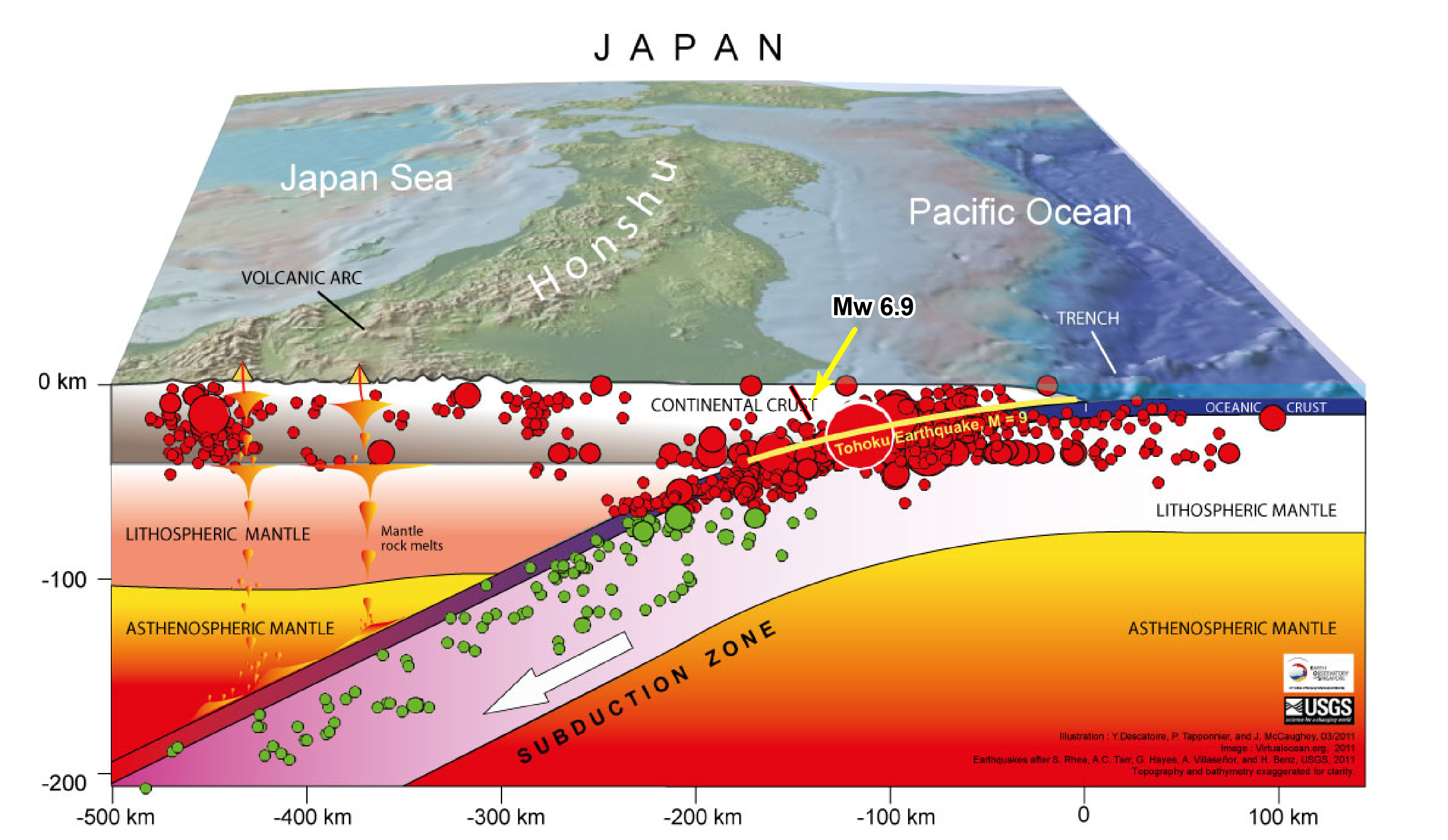
일본 열도 지하를 묘사한 모식도

이번 지진의 원인으로 지하에 있는 유체도 꼽힌다. 유체의 정체에 대해서는 자세히 알려지지 않았으며 지하에서 직접 기체나 액체를 관측하진 않았지만 노토반도 부근에 화산이 없고 지각변동의 관측 등으로 볼 때 마그마가 아닌 그냥 물일 가능성이 높다. 물은 화산이 존재하지 않는 곳에서도 갑자기 상승할 가능성이 있다. 노토반도 지하 300 km 밑에 가라앉아 있는 태평양판을 형성하고 있는 광물에는 수분이 많이 포함되어 있다. 이 광물은 고온, 고압 환경에서 탈수 반응을 일으켜 물을 포함하지 않는 광물과 물로 분해된다. 이렇게 생성된 대량의 물이 2020년 11월 이후 태평양판 내부에서 서서히 스며들어 점차 상승해 29,000,000 m3 부피의 물이 지하 16 km 안쪽까지 올라왔다. 이런 현상이 발생한 원인으로는 도호쿠 지방 태평양 해역 지진 이후 동서 방향으로 판이 서로 밀어내는 힘이 약해졌기 때문으로 추정된다. 이 물은 암석의 녹는점을 낮춰 마그마 형성을 도울 정도의 양은 아니었지만 노토반도 주변의 활단층에 흘러들어 단층을 압박해 군발지진을 유발하고, 원래 변형이 쌓여있던 단층까지 물이 닿아 이번 규모 Mj7.6의 지진을 일으켰다고 추정된다. 즉 노토반도 지하의 특이한 물층이 단층을 쉽게 움직이게 하는 윤활유 같은 역할을 했다. 다만 이전의 군발지진을 통해 물로 발생했던 왜곡은 해소되었으며, 이번에 발생한 지진은 물이 적은 지역에서 발생했다는 반론도 있다. 이번 지진 이후 유체가 어떻게 되었는지, 활단층의 왜곡이 어떻게 바뀌었는지는 아직 밝혀지지 않았다. 또한 동일한 지반 내에서 작은 규모의 지진과 큰 규모의 지진이 발생하는 비율이 정해져 있기 때문에 군발지진으로 소규모 지진이 매우 많아졌다는 것은 대지진이 발생할 확률도 높아진 것이라고 도다 교수가 말했다.
위에서 설명한 지반 구조 때문에 군발지진에서는 지반의 융기가 발생하는 시기와 지진이 발생하는 시기가 다르고, 시간이 지날수록 지진의 진원 깊이가 얕아진다는 점이 밝혀졌다. 하지만 유체 때문에 발생한 왜곡에 해당하는 힘의 모멘트가 1.10×1018 N·m로 본진으로 해소된 왜곡의 1/200밖에 되지 않기 때문에 유체의 작용만으로 이번 지진을 설명하기는 어렵다.

### 타 지진 및 화산에 미치는 영향

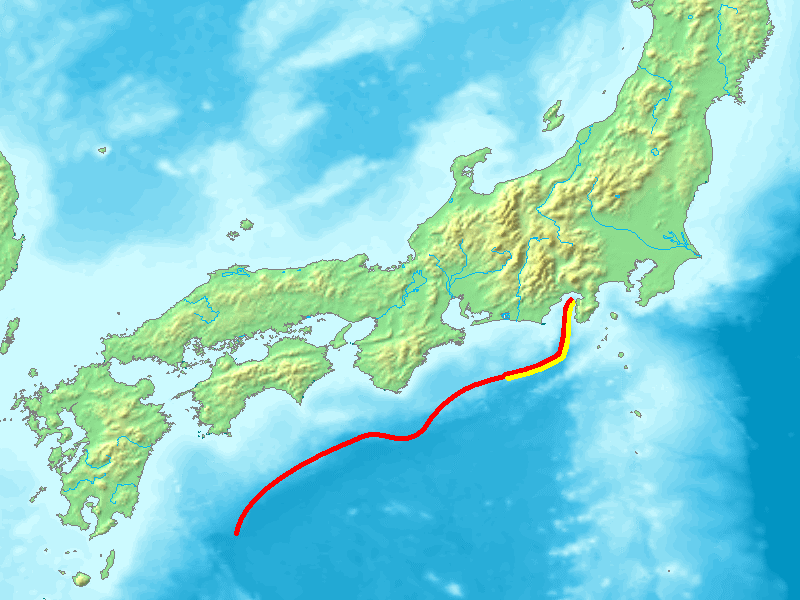
난카이 해곡(붉은 선)을 위치를 그린 지도. 난카이 해곡은 일본 남쪽 태평양 해역에 있다.

이 지진의 규모가 커 1월 11일 열린 난카이 해곡 지진 평가검토회의 회의에서 이 지진이 난카이 해곡 연안의 미소지진 및 지각변동에 미친 영향을 분석했으나 그 결과 난카이 해곡 거대지진의 발생으로 이어질 만한 변화는 확인되지 않았다고 파악했다. 교토 대학 방재연구소의 니시무라 다쿠야는 한신대진재 이후 2000년 돗토리현 서부 지진, 2016년 구마모토 지진 등 내륙의 대지진이 잇다르고 있는 서일본은 난카이 해곡 거대지진의 약 50년 전부터 시작되는 지진활동기에 접어들었다고 주장한 후 노토반도 지진 자체는 진원이 난카이 해곡에서 매우 멀리 떨어져 있고 필리핀해판이 유라시아판 아래로 가라앉는 방향이 남쪽에서 북쪽 방향이란 점을 고려해도 이 활동기와 직접적인 관련은 없어 보인다고 주장했다. 한편 이번 지진으로 발생한 쓰나미의 특징인 제1파가 빠르게 도달해 장시간 지속되고 최대파가 오는 시각은 늦어진 점은 난카이 해곡에서 발생되는 거대지진의 특성과도 유사하다. 또한 이번 지진으로 인한 작업 지연과 여러 교훈을 살려 2024년 봄으로 예정되어 있던 난카이 해곡 거대지진의 방재 계획을 연기하기로 결정했다.
이번 지진이 발생한 1월 1일부터 1월 4일 전후와 1월 8일부터 11일까지 다테야마 연봉과 다테야마 화산(미다가하라 화산)의 지고쿠다니 남쪽에서 화산성 지진 활동이 일시적으로 증가했지만 다테야마의 화구로 추정되는 지역에서는 지진 활동이나 화산 활동이 활발해지지 않았으며 이후 지고쿠다니 남쪽의 화산성 지진도 진정되었다. 이런 지진 활동의 증가에 대해 도야마 지방 기상대에서는 노토반도 지진의 영향이라고 단정할 수 없다고 말한다.

### 과거 지진과 비교

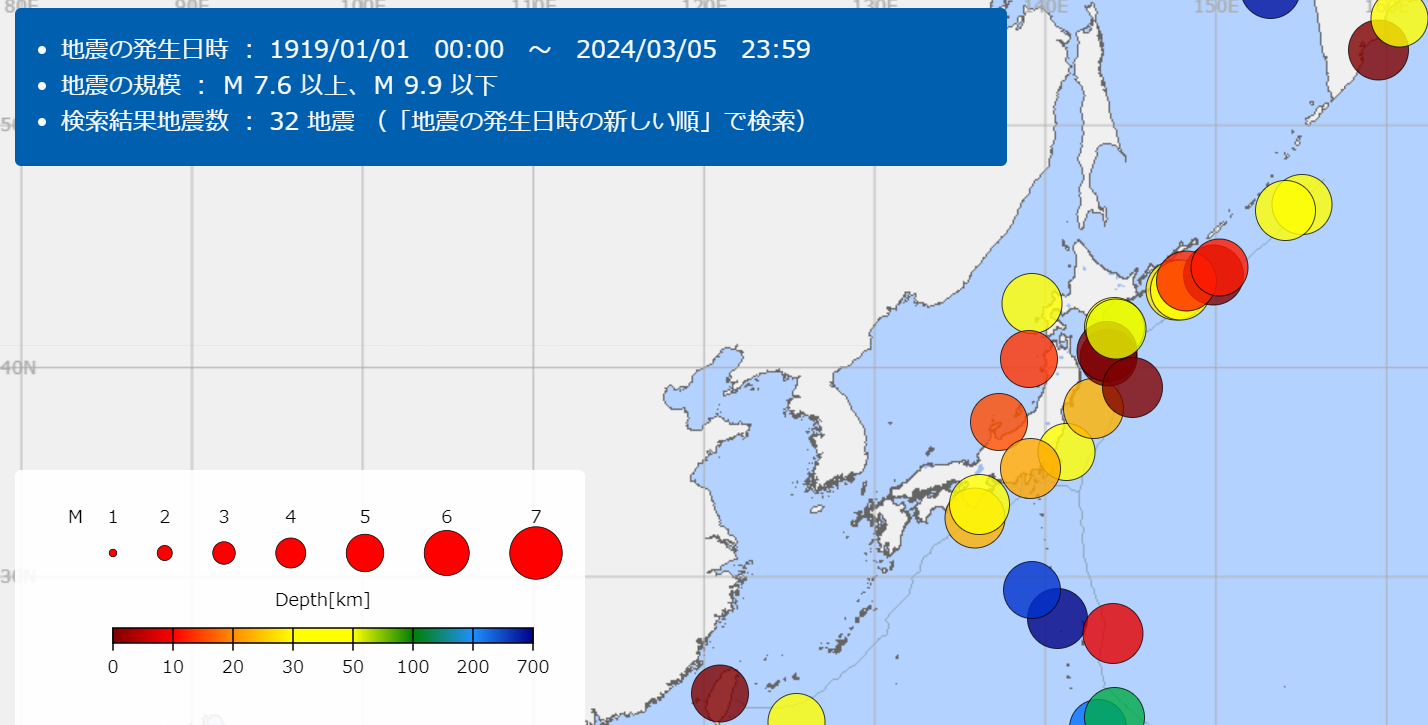
1919년부터 2024년 3월 5일까지 발생했던 M7.6 이상의 지진(이번 2024년 노토반도 지진 포함)으로 일본 국내에서 진도1 이상을 감지한 지진의 진원을 그린 지도

미국 지질조사국(USGS)은 이번 지진의 진원 반경 250 km 안에서는 1990년 이후 본진 직전까지 규모 M6 이상의 지진이 총 30차례 발생했으며, 그 중 1993년 노토반도 해역 지진, 2007년 노토반도 지진, 2023년 오쿠노토 지진 3회가 노토반도 및 그 부근에서 발생했다. 하지만 원래 지진이 많은 일본에서 진원 주변에서 발생한 지진의 횟수는 태평양 방면에 비해 적었다.
이시카와현 노토 지방을 진원으로 하는 지진 중에서 규모 Mj7.6이라는 이번 지진의 규모는 기록이 남아 있는 1885년 이후 최대 규모이며, 1995년 효고현 남부 지진(한신·아와지 대진재)과 2016년 구마모토 지진의 본진 규모인 Mj7.3과 비교해도 약 2.8배의 에너지인 반면 해구형지진이자 일본 관측 사상 최대 규모의 지진인 도호쿠 지방 태평양 해역 지진의 Mw9.0과 비교하면 약 1/128에 불과하다. 활단층에서 일어난 지진으로는 Mj7.6의 규모가 일본 국내에서 지난 100년간 최대 규모이며, 내륙이 진원인 지진으로는 1923년 간토 대지진 이후 최대 규모이다. 또한 서남일본으로 한정할 경우 1946년 쇼와 난카이 지진 이후 최대 규모이며 서남일본의 지각 내에서 발생한 지진은 1891년 노비 지진 이후 최대 규모이다. 일본 국내에서 진도1 이상의 진도를 관측한 모든 지진 활동과 비교해도 심발지진을 제외하고 혼슈 지역에 피해를 준 지진으로는 2011년 동일본대진재를 일으킨 규모 Mw9.0(Mj8.4)를 기록한 도호쿠 지방 태평양 해역 지진과 이어진 여진 이후 최대 규모이다. 노토반도에서 발생한 일련의 지진 중 가장 큰 규모였던 2023년 5월 발생한 오쿠노토 지진의 규모 Mj6.5와 비교하면 에너지가 40배에서 50배에 달하는 차이가 난다. 2020년 이후 2023년 말까지 발생한 군발지진의 모든 에너지를 합쳐도 본진의 에너지와 비교하면 약 35배, 2007년 노토반도 지진과 비교하면 약 11배에 달한다.

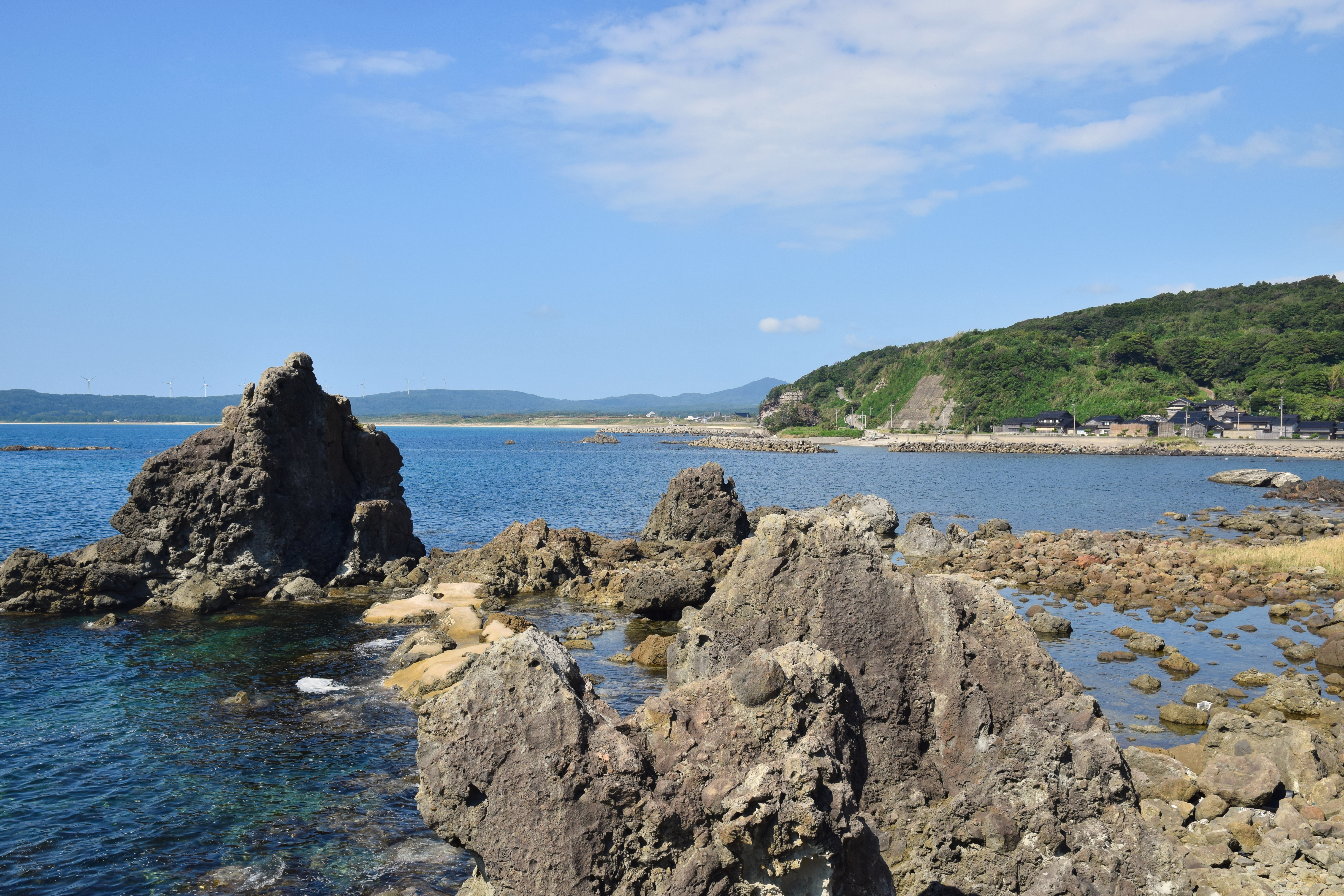
노토반도에 펼쳐진 가이세이 단구의 모습(시가정 지역, 2019년 촬영). 이 풍경은 2024년과 같은 대지진이 여러 차례 반복되어 형성되었다고 추정된다.

지진계를 통한 관측이 시작되기 이전의 역사지진, 더 나아가 문헌이 남아 있지 않은 선사 시대에 발생한 고지진을 포함해 2024년 지진의 진원 인근인 노토반도 북부에서 이번 지진과 같은 규모의 지진이 어느 정도 발생했는지는 불분명하다. 노토반도에서 2024년 이전에 규모 Mj7 이상의 규모였을 가능성이 있는 대지진은 1729년 노토·사도 지진(교호 노토 지진)이 마지막이다. 노토·사도 지진에서도 2024년과 같은 단층이 움직였다고 추정하고 있지만 이 단층이 다시 움직이는 일은 1000년에 한번 꼴로 추정되었기 때문에 300년만에 다시 비슷한 규모의 대지진이 일어난 것은 이해할 수 없는 일이라는 주장도 있다. 2024년 지진은 노토·사도 지진과 비교하면 8배에서 32배가 넘는 에너지 차이를 보이며 진원 단층의 길이는 7배이고 주조 신사에서의 사례처럼 피해도 사도섬을 제외하고는 훨씬 컸다. 진원 인근의 해안단구 연구를 통해 홀로세 해진이 절정을 맞은 기원전 4000년경, 혹은 노토반도 부근의 해수면 상승이 절정을 맞이한 기원전 1500년경부터 2024년 지진 직전까지 총 3차례의 대지진이 일어났다고 파악하고 있으며 빈도로 따지면 기원전 4000년경을 기준으로 삼을시 2천년에 한 번 정도, 후자를 기준으로 삼을시 1천년에 한 번 꼴로 발생한다. 해수면 변화의 영향을 고려해야 하지만 이전 대지진으로 발생한 융기의 규모는 2024년 지진으로 발생한 융기보다 작기 때문에 시사쿠라는 이번 지진이 노토반도에서 발생할 수 있는 최대 규모의 지진이라고 분석했다. 이시카와현과 도야마현의 지진해일 퇴적물 절개 조사에서 기원전 500년경 이번과 거의 같은 지역에서 대지진이 발생한 흔적이 확인되어 이번과 같은 진원에서 대지진이 발생했을 가능성이 있고 이보다 규모는 작아 다른 지역에서 발생했을 가능성도 있지만 스즈시에서는 서기 1년에서 300년경, 9세기~10세기 사이경까지 총 3차례 지진이 발생했음이 확인되었으며, 도야마만 연안에서는 기원전 5900년부터 5800년 사이, 기원전 2700년부터 2500년경, 그리고 13세기까지 총 4번의 쓰나미 퇴적물이 확인되었다. 이 퇴적물 자체는 2015년 발견되었으나 이번 지진이 발생하기 전까진 어떤 지진으로 발생한 퇴적물이었는지 확인하지 못했다. 시시쿠라와 오카무라는 융기 흔적을 바탕으로 노토반도 지역에서는 여러 세그먼트가 연동해서 발생하는 규모 Mj7 이상의 지진과 하나의 세그먼트에서만 발생하는 규모 Mj7 이하의 지진이 모두 발생하고 있으며 전자는 1 m 이상의 융기를 일으키지만 후자는 융기가 일어나더라도 1 m 미만으로 관측되기 힘들다고 분석했다.

### 진도

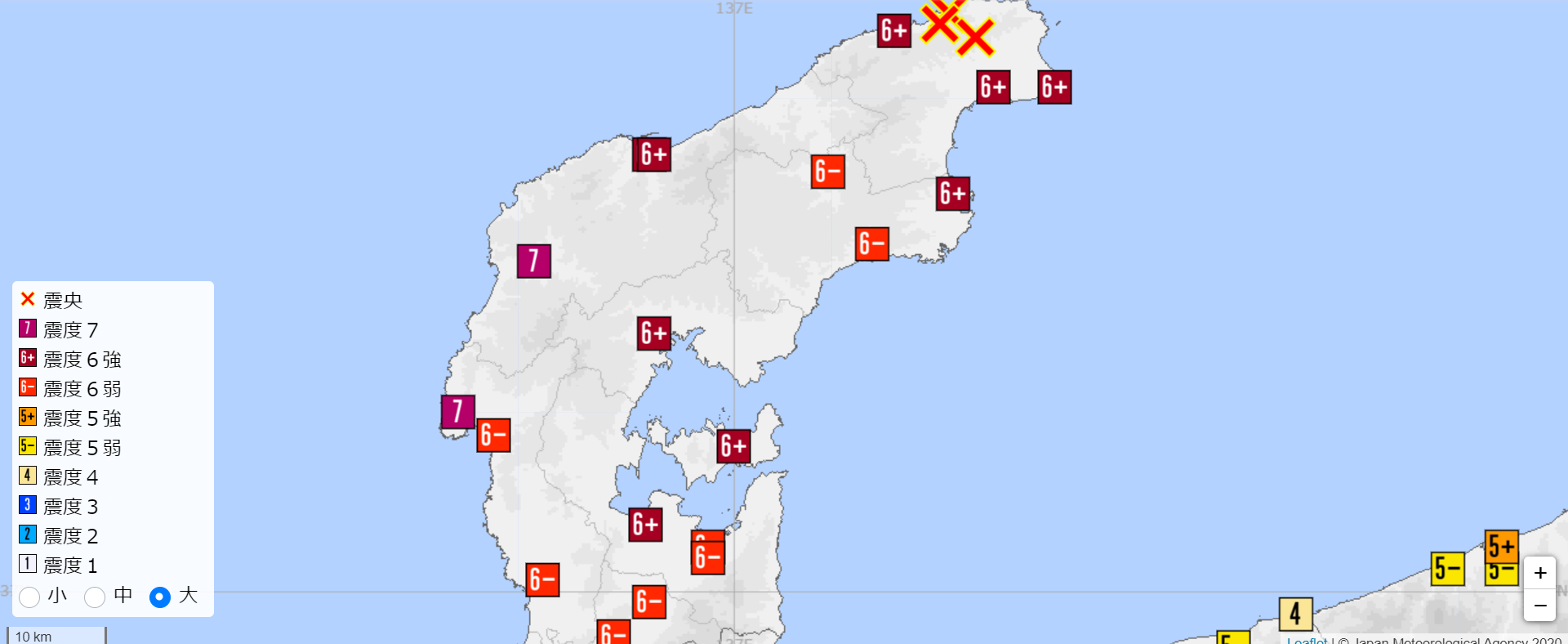
지진 관측 지점의 진도를 나타낸 일본 기상청 진도 데이터베이스의 지도 중 노토반도 인근을 확대한 모습. 맨 오른쪽의 X 표시가 이번 지진의 진원이고 다른 두 개는 본진과 진도를 명확하게 구분할 수 없는 전진의 진원이다.

일본 기상청은 이번 본진으로 관측한 지진의 최대진도가 일본 기상청 진도 계급 기준 가장 높은 수치인 진도7이 이시카와현 노토 지방에서 관측된 것을 비롯해 혼슈, 시코쿠 거의 전역과 규슈 및 홋카이도 일부 등 홋카이도 구시로시 구로가네마치(진도1)서부터 가고시마현 가고시마시 사쿠라지마카미즈초 신지마섬(진도2)까지 나가사키현과 오키나와현을 제외한 일본 45개 도도부현에서 진도1 이상의 흔들림을 관측했다. 일본 전역의 4,375개 관측소 중 진도1 이상을 관측한 관측소는 약 65%인 2,829개소에 달해 2013년 이후 일본에서 가장 많은 관측소에서 지진파를 관측한 지진이다.
이시카와현 와지마시와 하쿠이군 시카정에서 진도7을 관측했으며, 이시카와현 나나오시, 스즈시, 호스군(아나미즈정, 노토정)에서 진도6강을, 이시카와현 가시마군 나카노토정과 니가타현 나가오카시에서 진도6약을 관측했다. 일본 내에서 공식적으로 진도7을 관측한 지진은 2018년 홋카이도 이부리 동부 지진 이후 처음이며 7번째 관측이다. 이시카와현에서는 처음으로 진도7을 관측했다. 한 지진에서 여러 관측 지점에 진도7을 관측한 것은 2016년 4월 16일 구마모토 지진의 본진 이후 두 번째이다. 진원보다 서쪽에 있는 시카정에서 진도7을 관측한 이유는 단층이 미끄러지는 방향에 진원 서쪽에서 더 컸기 때문으로 추정된다. 와지마시 후게시마치와 스즈시 미사키마치에서는 50초간 진도5강 이상의 흔들림이 이어졌다. 또한 도야마현에서는 진도 관측 방법이 계측진도로 전환되어 진도5와 6이 각각 약과 강으로 나뉜 1996년 이후 처음으로 진도5강을 관측했다. 이는 2007년 노토반도 지진에서 관측했던 진도5약보다 높으며 1996년 이후 도야마현에서 관측된 진도 중 최대이다. 진원으로부터 약 300 km 떨어진 도쿄도 구부 지역에서도 최대진도 3을 관측했다.
그 외에 아이치현 나고야시, 오사카부 오사카시에서 진도4를, 미야기현 센다이시, 오카야마현 오카야마시에서 진도3을, 아오모리현 아오모리시, 히로시마현 히로시마시, 가가와현 다카마쓰시에서 진도2를, 홋카이도 삿포로시, 구마모토현 구마모토시에서 진도1을 관측해 일본 전국 주요 도시에서 진도1 이상을 관측했다. 또한 USGS에 따르면 대한민국의 경상남도 창원시 진해구와 대만 신베이시 중허구에서 수정 메르칼리 진도 계급 기준 II를, 대한민국 경상북도 경주시, 경기도 오산시와 시흥시, 허난성 핑딩산시 등에서 수정 메르칼리 진도 계급 진도I급의 흔들림을 느꼈다고 대답한 사람이 있다.
아래는 일본 기상청이 발표한 최대진도 5약 이상을 관측한 지역이다.
| 진도 | 도도부현   | 시구정촌 |
| ---- | ---------- | --- |
| 7    | 이시카와현 | 와지마시, 시카정 |
| 6강  | 이시카와현 | 나나오시, 스즈시, 아나미즈정, 노토정 |
| 6약  | 이시카와현 | 나카노토정 |
| 6약  | 니가타현   | 나가오카시 |
| 5강  | 이시카와현 | 가나자와시, 고마쓰시, 가가시, 하쿠이시, 가호쿠시, 노미시, 호다쓰시미즈정, 나카노토정                                                                               |
| 5강  | 니가타현   | 니가타시(주오구, 미나미구, 니시구, 니시칸구), 산조시, 가시와자키시, 미쓰케시, 쓰바메시, 이토이가와시, 묘코시, 조에쓰시, 사도시, 미나미우오누마시, 아가정, 가리와촌 |
| 5강  | 도야마현   | 도야마시, 다카오카시, 히미시, 오야베시, 난토시, 이미즈시, 후나하시촌                                                                                               |
| 5강  | 후쿠이현   | 아와라시 |
| 5약  | 이시카와현 | 하쿠산시, 쓰바타정, 우치나다정 |
| 5약  | 니가타현   | 니가타시(기타구, 히가시구, 고난구, 아키하구), 오지야시, 가모시, 도카마치시, 고센시, 아가노시, 이즈모자키정                                                         |
| 5약  | 도야마현   | 나메리카와시, 구로베시, 도나미시, 가미이치정, 다테야마정, 아사히정 (도야마현)                                                                                      |
| 5약  | 후쿠이현   | 후쿠이시, 사카이시 |
| 5약  | 나가노현   | 나가노시, 시나노정, 사카에촌 |
| 5약  | 기후현     | 다카야마시, 히다시 |

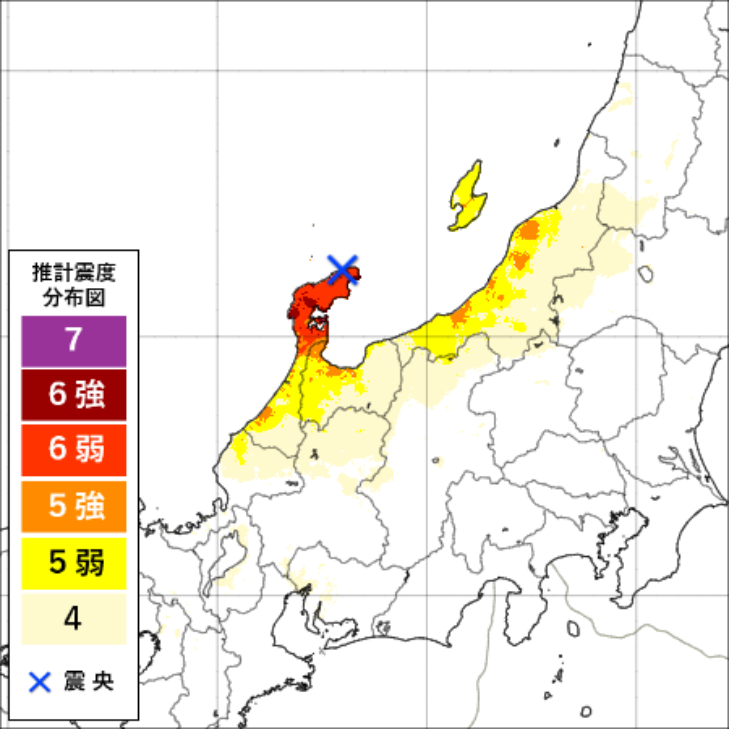
일본 기상청에서 발표한 추계진도분포지도

지진 발생 직후에는 진도 정보가 입력되지 않은 관측 지점이 여러 군데 있었으며, 일본 기상청은 처음에는 관측된 최대진도를 와지마시에서 6강, 노토정에서 6약이라고 발표했다. 이후 1월 25일까지 와지마시 몬젠마치 하시리데에서 진도7(계측진도 6.5, 추계진도분포도 상 진도6강으로 추정), 노토정 마쓰나미에서 진도6강(계측진도 6.2, 추계진도분포도 상 진도6강으로 추정), 노토정 야나기다에서 진도6약(계측진도 5.8, 추계진도분포도 상 진도6약으로 추정)을 각각 관측한 것으로 밝혀졌다. 이 3곳의 지진계는 모두 이시카와현이 관리하고 있었다. 게이오 대학 SFC 연구소의 상임연구원 고케쓰 가즈키는 와지마시의 진도7이 지진 직후에 확인되지 않은 것은 실책이며 일본 기상청이 관리하는 진도계처럼 비상용 전원을 설치하는 등의 대책이 필요하다고 주장했다. 한편 모리 기상청장은 기자회견에서 이번 사건의 대책에 관한 기자의 질문에서 한신·아와지 대진재를 계기로 (헤이세이 대합병 이전) 당시의 각 시구정촌에 진도계가 모두 설치되었다며 2024년 현재는 한 시구정촌에 여러 개의 진도계가 설치되어 있는 경우가 많기 때문에 진도를 전혀 알 수 없는 시구정촌이 나올 가능성은 매우 적다는 의견을 밝혔다.
방재과학기술연구소가 1월 27일 발표한 지역별 추계진도 정식판에 따르면 기상청의 공식 기록으로 진도7을 관측한 와지마시, 시카정 외에도 나나오시, 스즈시, 노토정, 아나미즈정에서 진도7에 해당하는 흔들림이 발생했다고 추정되는 지역이 있다. 또한 나카노토정에서도 진도6강 정도의 흔들림이 발생했다고 추정되는 지역이 있으며 이시카와현 하쿠이시, 고마쓰시, 노미시, 도야마현 히미시, 다카오카시, 도야마시, 이미즈시, 가미이치정, 후나하시촌, 니가타현 조에쓰시, 묘코시, 니가타시 니시구, 사도시에서 진도6약의 흔들림이 발생했다고 추정되는 지역이 있다. 일본 기상청이 발표한 추계진도분포도에서도 시카정, 와지마시 외에 나나오시, 노토정에서 진도7로 추정되는 지역이 있으며 하쿠이시, 호다쓰시미즈정, 히미시, 조에쓰시에서도 진도6약으로 추정되는 지역이 있다.

### 흔들림과 피해의 관계
일본 강진관측망(K-NET)의 관측 결과에 따르면 이번 본진에서 가장 큰 지반 가속도를 관측한 곳은 시카정의 K-NET도기 관측점으로 최대 2,828 gal의 가속도를 관측했다. 일본 기상청은 같은 지점의 최대 지반 가속도를 2825.8 gal로 측정했다. 그 외에도 노토반도 북부의 많은 관측점에서 최대 가속도가 1 g, 최대 지반 속도는 1 m/s를 넘어 2007년 노토반도 지진이나 2023년 오쿠노토 지진 당시 관측값을 넘어선 곳이 많았다.
이번 지진으로 일본 기상청에서 진도7을 관측한 시카정 가노(K-NET 도기, 계측진도 6.69)와 와지마시 몬젠정 하시리데(와지마시청 몬젠종합지소, 계측진도 6.5) 외에도 기상청의 지진 정보에 발표되는 지점은 아니지만 K-NET 아나미즈(계측진도 6.58) 관측지점은 진도7에 해당하는 심한 흔들림을 감지했다. 관측 지점끼리 비교할 경우 K-NET 아나미즈 주변은 목조건축물의 완전붕괴율이 22.8%로 피해가 매우 컸던 반면 K-NET 도기 0%(잠정)으로 피해가 거의 없었다. 시카정 아카사키 지역은 피해가 적어 "기적의 마을"이라 불리기도 한다.
교토 대학 방재연구소 연구진은 같은 진도에서 피해 차이가 발생한 이유가 K-NET 아나미즈에서는 건축물에 영향을 크게 미치는 주기 1~2초의 탄성가속도 응답 스펙트럼이 컸던 반면, K-NET 도기에서는 주기 0.5초 이하의 극단주기 탄성가속도 응답 스펙트럼이 두드러저 가속도가 컸고, 비공식적이지만 주기 1~2초의 탄성가속도 응답 스펙트럼이 작아 가속도 성분이 차이가 있었기 때문이라고 밝혔다. 이런 주기 1초에서 2초 사이의 지진동은 "킬러 펄스"라고도 부르며 목조 주택에 피해를 입히기 매우 쉬운 진동으로 알려져 있다. 한편 K-NET 도기에서 관측된 초단주기 지진동은 묘비나 등롱이 붕괴되기 쉬운 지진동으로 알려져 있으며 실제로 K-NET 도기 주변에서는 많은 묘비나 등롱 피해가 확인되었다. 그리스의 크레테 기술대학 에안옐리아 가리니 교수는 이러한 매우 짧은 주기의 지진동은 보통 규모 M5.5 이하의 지진에서 발생하는 것으로 규모 M7.6 규모의 큰 지진에서 이런 것은 전례가 없는 일로 매우 놀라운 일이라고 주장했다. 또한 K-NET 아나미즈는 2007년 노토반도 지진 당시 역시 주기 1~2초에 해당하는 탄성가속도 응답 스펙트럼이 커 주변 주택의 완전붕괴율이 19%로 큰 피해를 입었다. 다만 이후 재건되거나 당시 무너지지 않고 남았던 주택 등 건물이 내진성이 높아진 상황에서 발생한 피해라는 점을 고려해야 하며 이번 상황도 마찬가지로 주기 1~2초의 탄성가속도 응답 스펙트럼이 컸던 1995년 효고현 남부 지진 당시 JR 산요 본선(JR 고베선) 다카토리역(현 효고현 고베시 스마구) 주변이나 2016년 구마모토 지진 당시 구마모토현 마시키정에 버금가는 피해가 발생했다.
진도6강으로 발표된 와지마시 후게시정(구 와지마 측후소의 가나자와 지방 기상대 와지마 특별지역기상관측소에 병설)과 와지마시 가와이정(K-NET 와지마) 주변도 목조 건축물의 완전붕괴율이 30% 정도로 진도7의 시카정 가노보다도 훨씬 큰 피해를 입었다. 이는 K-NET 와지마의 지진동 주기 1~2초에 해당하는 탄성가속도 응답 스펙트럼이 K-NET 도기(시카정 가노)에서보다 훨씬 컸기 때문이다. 도다 교수는 시카정에서 지진동의 주기가 짧아진 이유는 와지마시나 스즈시보다 지반이 더 단단하기 때문이라고 밝혔다. 주식회사 Be-do가 실시한 상시미동(지진이 없는 경우에도 항상 발생하는 미세한 지반의 진동) 조사 결과 지진 발생 당시 지반이 흔들리는 정도를 나타내는 표층지반증폭률은 우치나다정 니시아라야가 2.29, 와지마시 몬젠마치도게 1.24, 시카정 도기 1.69 등에 비해 시카정 아카사키에서는 도기 지역의 60%에 미치지 못하는 0.98로 매우 낮게 나왔으며 재해방재과학기술연구소의 지진헤자드스테이션에 따른 5단계 평가에서는 가장 덜 흔들리는 A등급으로 집계되어 이런 차이 때문에 피해 지역마다 상황 차이가 발생했다고 추정된다. 지진동이 가장 크게 측정된 주기인 지진의 우수주기 또한 아카사키가 0.294초로 위의 4개 지점 중 가장 주기가 짧았다. 지반이 단단할수록 더 빠르게 전파되는 S파를 이용한 연구에서 S파의 속도가 300 m/s에 도달하는 깊이는 니시아라야에서 65 m 이상, 도기에서 22.5 m, 도게에서 14 m인 반면 아카사키에서는 2.5 m였으며 다른 3개 지점에서 확인된 역전층(지반이 깊을수록 S파의 전달 속도가 오히러 느려지는 층)도 확인되지 않았다. 와지마시 중심부에서 위와 같은 방법으로 조사한 결과 피해가 컸던 가와이정에서는 표층지반증폭률이 2.68로 지진헤자드스테이션의 평가에서 가장 흔들리기 쉬운 E등급을 받았고, 지진의 우수주기도 0.84초로 길고 S파 속도가 100 m/s에 도달하는 깊이는 약 10 m, 300 m/s에 도달하는 깊이는 약 50 m로 매우 깊어 지반이 연약하고 흔들리기 쉬울 뿐 아니라 액상화도 일어나기 쉬운 곳이라고 추정되었다. 이렇게 가와이정의 측정 결과를 일본 건축기준법에 적용한다면 가장 연약한 지반으로 분류되는 제3종 지반, 즉 벽체 두께를 보통의 1.5배(제3기층 등 견고한 지반 지역과 비교하면 2배)로 시공해야 하는 지반에 속한다. 옹벽 붕괴 등이 발생한 산간지역인 와지마시 호리마치에서도 표층지반증폭률이 1.56, 우수주기 0.53초, S파 속도가 300 m/s에 달하는 깊이가 25 m로 산간지역 중에서는 연약한 지반이었다. 이 지역은 지진헤자드스테이션의 헤저드맵에 개제된 표층지반증폭률에 비해 실측값이 1.5배 이상 크게 측정되었기 때문에 연구소는 실측을 통해 지반의 단단함을 조사하는 것이 필수적이라고 결론내렸다.
이번 지진의 흔들림에 대해 가리니 교수는 스즈시 내 진앙과 매우 가까운 지점에서는 처음에는 0.35 g~0.45 g 정도의 가속도는 약하지만 아주 가까운 곳에서 전해지는 흔들림이 처음으로 왔고, 약 10초 후 진앙에서 5~50 km 정도 서남쪽에 위치한 가장 단층이 크게 파괴된 지역에서 온 가속도가 0.76~0.86 g 정도의 강한 흔들림이 전파되었다. 이후 첫 번째 흔들림이 전해진 후 약 35초 후 진앙에서 동북쪽으로 약 50 km 떨어진 깊은 단층에서 이보다는 덜 격렬한 흔들림과 서남쪽으로 약 70 km 떨어진 매우 얕은 단층에서 온 흔들림이 한 데 전달되어 60초 이상 매우 긴 흔들림이 지속되었다. 위와 같이 총 3개 지진동으로 구분할 수 있으나 진앙에서 서남쪽으로 30~35 km 떨어진 와지마시 중부까지 오면 이 3개의 흔들림은 겉으로 보기에 거의 구별할 수 없고 대부분의 지진동 성분이 서남쪽에서 온 성분으로 되었다고 주장했다.
| 진도 | 관측지점                                             | 계측진도 | 최대 지반 가속도 PGA(cm/s2) | 최대 지반 속도 PGV(cm/s) | 목조건물의 완전붕괴율 (%) | 2007년 당시 완전붕괴율 (%) |
| --- | ---------------------------------------------------- | -------- | --------------------------- | ------------------------ | ------------------------- | -------------------------- |
| 7 | 시카정 가노 (K-NET 도기)                             | 6.69     | 2725.0 2825.8‡              | 83.7                     | (0) 참고치*               | -                          |
| 7 | 와지마시 몬젠정 하시리데 (와지마시청 몬젠종합지소)   | 6.5      | 786.7‡                      |                          | (28.6) 잠정치             | 19.3                       |
| 7 | K-NET 아나미즈                                       | 6.58     | 1220.7                      | 151.4                    | 22.8                      | 19.2                       |
| 6강 | 와지마시 후게시정 (와지마 특별지역기상관측소)        | 6.2      | 795.9‡                      |                          | 29.1                      | 5.1                        |
| 6강 | 와지마시 가와이정 (K-NET 와지마)                     | 6.22     | 1627.6 1628.1‡              | 88.7                     | 31.5                      | 3.0                        |
| 6강 | 스즈시 쇼인정 (K-NET 쇼인)                           | 6.29     | 847.1 916.7‡                | 132.2                    | (45.7)** 잠정치           |                            |
| 6강 | 스즈시 오타니정 (K-NET 오타니)                       | 6.26     | 1468.5 1466.5‡              | 103.1                    | (46.4) 잠정치             |                            |
| 6강 | 스즈시 미사키정 (기상청)                             | 6.1      | 1193.9‡                     |                          |                           |                            |
| 6강 | 노토정 마쓰나미 (노토정 우치우라종합지소)            | 6.2      | 732.8‡                      |                          |                           |                            |
| 6강 | KiK-net 우치우라                                     | 6.31     | 788.3                       | 115.2                    |                           |                            |
| 6강 | KiK-net 스즈                                         | 6.25     | 766.1                       | 117.0                    |                           |                            |
| 6강 | 아나미즈정 오마치 (K-NET 오마치)                     | 6.33     | 992.0 1001.1‡               | 106.4                    | 1.4                       |                            |
| 6강 | 나나오시 카키요시마치 (다쓰루하마지구 커뮤니티 센터) | 6.1      | 732.0‡                      |                          |                           |                            |
| 6강 | 나나오시 노토섬 코다정 (노토시마지구 커뮤니티 센터)  | 6.2      | 643.4‡                      |                          |                           |                            |
| * 주변 주택 수가 4채로 적기 때문에 참고치이다. ** 2023년 5월 발생한 오쿠노토 지진 당시 8.1%가 완전 붕괴되었으며 이 당시 피해 주택은 완전붕괴율 계산시 분모와 분자에서 제외했다. ‡ 기상청의 최대 가속도값(3성분 합성값) |                                                      |          |                             |                          |                           |                            |

### 장주기 지진동
일본 기상청은 이시카와현 노토 지방에서 장주기 지진동 계급 기준 최고진도인 장주기 지진동 계급4를 관측했다고 발표했다. 계급4를 관측한 것은 2013년 장주기 지진동 관측 정보 공개 이후 2022년 후쿠시마현 해역 지진을 마지막으로 6번째이다. 또한 계급1 이상의 장주기 지진동은 아오모리현서부터 도쿠시마현, 시마네현까지 넓은 범위에서 관측되었다. 도쿄도와 효고현 등 10개 현에서는 긴급지진속보에서 예측된 장주기 지진동 계급보다 실제 관측된 장주기 지진동이 더 컸다.
아래 표는 장주기 지진동 계급2 이상을 관측한 지역의 목록이다.
| 계급  | 도도부현   | 시구정촌                              |
| ----- | ---------- | ------------------------------------- |
| 계급4 | 이시카와현 | 노토 지방                             |
| 계급3 | 니가타현   | 조에쓰 지방, 주에쓰 지방, 가에쓰 지방 |
| 계급3 | 도야마현   | 동부, 서부                            |
| 계급3 | 이시카와현 | 가가 지방                             |
| 계급3 | 나가노현   | 중부                                  |
| 계급2 | 아키타현   | 쇼나이 지방                           |
| 계급2 | 야마가타현 | 무라야마 지방, 오키타마 지방          |
| 계급2 | 이바라키현 | 남부                                  |
| 계급2 | 사이타마현 | 북부, 남부                            |
| 계급2 | 지바현     | 동북부, 서북부                        |
| 계급2 | 도쿄도     | 도쿄 23구                             |
| 계급2 | 가나가와현 | 동부                                  |
| 계급2 | 니가타현   | 사도 지방                             |
| 계급2 | 후쿠이현   | 레이호쿠 지방                         |
| 계급2 | 나가노현   | 북부                                  |
| 계급2 | 아이치현   | 서부                                  |
| 계급2 | 미에현     | 북부                                  |
| 계급2 | 오사카부   | 남부                                  |
| 계급2 | 효고현     | 동남부                                |
| 계급2 | 와카야마현 | 북부                                  |

### 긴급지진속보

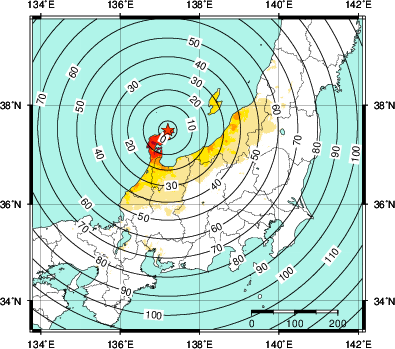
긴급지진속보 제1보 발표부터 주요동 도달까지 예상 시간에 추정진도분포를 합친 지도

이번 지진에서는 16시 10분 10.0초에 처음으로 지진파를 감지한 후, 6.0초 후 발표한 긴급지진속보 제1보에서 이시카와현 노토 지방에서 진도5약에서 5강 정도의 흔들림을 관측한다고 예측하고 긴급지진속보(경보)를 발표했다. 감지 후 33.1초 후 발표한 제20보와 57.1초 후 발표한 제30보에서도 경보가 발표되었으며 제30보의 경보 발표 범위는 이시카와현, 도야마현, 니가타현, 나가노현, 나가노현, 후쿠이현, 기후현, 후쿠시마현, 군마현, 사이타마현, 도치기현, 이바라키현, 야마가타현, 지바현, 효고현, 시가현, 아이치현, 미에현, 미에현, 미야기현, 나라현으로 총 19개 현이었으며 제46보(감지 248.5초 후) 예보 발표 범위는 도쿄도, 교토부, 오사카부, 가가와현, 돗토리현, 가나가와현, 야마나시현, 아키타현, 시마네현, 아오모리현, 와카야마현, 도쿠시마현, 고치현이 추가된 총 32개 도도부현으로 확대되었다. 진원으로부터 반경 20~30 km 범위 내에서는 긴급지진속보 발표가 주요동 도달 시점보다 늦었지만 그래도 흔들리기 시작한 지 얼마 되지 않은 단계에서 속보가 도착했기 때문에 흔들림에 대한 대비가 어느 정도 도움이 되었다고 기대할 수 있었다고 교토 대학 방재연구소의 야마다 마스미 교수가 말했다.
이번 지진의 긴급지진속보 유예시간은 본진에 앞서 16시 10분 9.5초에 발생한 지진을 기점으로 계산했다.

## 전진과 여진
2024년 1월 1일 16시 6분 첫 지진, 그리고 최대 진도7을 관측한 같은 날 16시 10분의 지진 이후 수 분 간격으로 여진이 빈번히 발생했으며, 최대진도 5약을 넘는 지진도 자주 관측되었다.
본 문서에서는 다음 조건 중 하나를 만족하는 지진에 대해 서술한다.
- 최대진도 5약 이상의 지진
- 최대 장주기 지진동 계급2 이상의 지진
- 기상청 규모 Mj6.0 이상의 지진
- 대쓰나미경보, 쓰나미경보, 쓰나미주의보, 쓰나미예보(약간의 해수면 변동)이 발표된 지진
- 일본 소방청에서 본진과는 별도로 지진 피해에 대한 정보를 발표한 지진
- 기타 특기할 만한 사항이 있는 지진

### 주요 지진 목록
아래는 이번 2024년 노토반도 지진 당시 발생한 주요 전진과 여진 등 지진 목록이다.
| 발생년도 | 발생월일  | 시각      | 진앙                     | 진원 깊이 | 지진 규모 | 최대진도 | 최대진도 관측 지점              | 참고 |
| -------- | --------- | --------- | ------------------------ | --------- | --------- | -------- | ------------------------------- | ---- |
| 2024년   | 1월 1일   | 16시 06분 | 이시카와현 노토 지방     | 12 km     | M5.5      | 5강      | 이시카와현 스즈시               | 전진 |
| 2024년   | 1월 1일   | 16시 10분 | 이시카와현 노토 지방     | 16 km     | M7.6      | 7        | 이시카와현 와지마시, 시카정     | 본진 |
| 2024년   | 1월 1일   | 16시 12분 | 이시카와현 노토반도 해역 | 9 km      | M5.7      | 6약      | 이시카와현 시카정               | 여진 |
| 2024년   | 1월 1일   | 16시 18분 | 이시카와현 노토 지방     | 11 km     | M6.1      | 5강      | 이시카와현 나나오시, 아나미즈정 | 여진 |
| 2024년   | 1월 1일   | 16시 56분 | 이시카와현 노토 지방     | 14 km     | M5.8      | 5강      | 이시카와현 아나미즈정           | 여진 |
| 2024년   | 1월 1일   | 17시 22분 | 이시카와현 노토 지방     | 12 km     | M4.9      | 5약      | 이시카와현 스즈시               | 여진 |
| 2024년   | 1월 1일   | 18시 03분 | 이시카와현 노토반도 해역 | 14 km     | M5.5      | 5약      | 이시카와현 스즈시               | 여진 |
| 2024년   | 1월 1일   | 18시 08분 | 이시카와현 노토반도 해역 | 14 km     | M5.8      | 5강      | 이시카와현 스즈시               | 여진 |
| 2024년   | 1월 1일   | 18시 39분 | 이시카와현 노토반도 해역 | 6 km      | M4.8      | 5약      | 이시카와현 시카정               | 여진 |
| 2024년   | 1월 1일   | 20시 35분 | 이시카와현 노토 지방     | 2 km      | M4.5      | 5약      | 이시카와현 시카정               | 여진 |
| 2024년   | 1월 2일   | 10시 17분 | 이시카와현 노토 지방     | 10 km     | M5.6      | 5약      | 이시카와현 아나미즈정           | 여진 |
| 2024년   | 1월 2일   | 17시 13분 | 이시카와현 노토반도 해역 | 6 km      | M4.6      | 5강      | 이시카와현 시카정               | 여진 |
| 2024년   | 1월 3일   | 2시 21분  | 이시카와현 노토 지방     | 12 km     | M4.9      | 5강      | 이시카와현 스즈시               | 여진 |
| 2024년   | 1월 3일   | 10시 54분 | 이시카와현 노토 지방     | 13 km     | M5.6      | 5강      | 이시카와현 와지마시             | 여진 |
| 2024년   | 1월 6일   | 5시 26분  | 이시카와현 노토 지방     | 12 km     | M5.4      | 5강      | 이시카와현 아나미즈정           | 여진 |
| 2024년   | 1월 6일   | 23시 20분 | 이시카와현 노토반도 해역 | 5 km      | M4.3      | 6약      | 이시카와현 시카정               | 여진 |
| 2024년   | 1월 9일   | 17시 59분 | 니가타현 사도시 부근     | 27 km     | M6.1      | 5약      | 니가타현 나가오카시             | 여진 |
| 2024년   | 1월 16일  | 18시 42분 | 이시카와현 노토 지방     | 3 km      | M4.8      | 5약      | 이시카와현 시카정               | 여진 |
| 2024년   | 6월 3일   | 6시 31분  | 이시카와현 노토 지방     | 14 km     | M6.0      | 5강      | 이시카와현 와지마시, 스즈시     | 여진 |
| 2024년   | 11월 26일 | 22시 47분 | 이시카와현 서쪽 해역     | 7 km      | M6.6      | 5약      | 이시카와현 와지마시, 시카정     | 여진 |

### 전진 활동

#### 2024년 오쿠노토 지진 이후 지진 활동
2023년 5월 5일 오쿠노토 지진 발생 직후 노토반도의 지진 발생 횟수는 급격히 증가했으나 이후 감소세를 보이며 7월에는 오쿠노토 지진 이전 수준으로 되돌아갔다. 9월 28일 이후에는 노토반도에서 최대진도 3 이상의 지진이 발생하지 않았으며, 일본 기상청이 발표하던 최대진도별 지진 횟수표도 10월 16일 10시를 기점으로 업데이트를 중단했다. 하지만 12월 들어서도 지진 활동 자체는 계속 이어졌기 때문에 계속 지진으로 발생할 수 있는 강한 흔들림에는 경계했다. 12월에는 스즈시 인근에서 8차례 유감지진이 발생했으며, 12월 29일 0시 13분에 발생한 최대진도1, Mj2.6의 지진이 2023년 마지막이자 2024년 1월 1일 16시 6분에 발생한 지진 이전에 발생한 마지막 유감지진으로 기록되었다. 한편 지진 이전에는 진원 인근에서 슬로우 슬립이 관측되었다.
일본 통계수리연구소의 오가타 요시히코와 구마사와 다카오는 2023년 오쿠노토 지진 이후 발생한 지진을 탈경향 변동 분석(Detrended, DFA) 시간 분포로 분석하면 진원지가 점차 확산되고 있으며 본진 직전에는 이전의 지진 발생 횟수 경향에서 예측되는 지진보다 지진 활동이 거의 없어진 상태였다고 주장했다. 또한 이런 활동에는 비정상적 ETAS 모델이 적합해 유체의 침투 상황이 변화되었다고 추정해다.

#### 본진 발생 당일의 미소지진
도쿄공업대학의 나카지마 준이치 교수는 본진 발생 2시간 전부터 이전까지 거의 발생하지 않던 지진 횟수가 급격하게 증가했다고 주장했다. 기상청의 진원 목록에 따르면 지진 당일 14시 17분에 노토 지방에서 발생한 지진(규모 Mj1.6)이 처음으로 진원지명이 "이시카와현 노토 지방" 혹은 "노토반도 해역"으로 기록된 지진이며 이후 16시 6분 지진 이전까지 14시 46분 노토반도 해역에서 발생한 지진(Mj1.9)를 시작으로 총 10차례 "이시카와현 노토 지방" 혹은 "노토반도 해역"에서 지진이 발생했다.

#### 1월 1일 16시 6분 지진
2024년 1월 1일 16시 6분에 발생한 이 지진은 일본 기상청 진도 데이터베이스 검색에 따르면 본진 발생 당일 본진 전 이시카와현 노토 지방 혹은 노토반도 해역에서 관측된 최대진도 1 이상의 전진 중 유일한 지진이다. 이 지진 발생 당시 16시 8분에 발표한 지진정보에서는 "쓰나미 우려 없음"이라고 표기되었으며 쓰나미 관련 정보도 발표되지 않았다. 또한 이 지진에서는 최대진도 5강을 관측했으나 원래 최대진도 5약 이상을 관측했을 때 발표되는 추정 진도 분포가 발표되지 않았다.
| 진도 | 도도부현   | 시구정촌         |
| ---- | ---------- | ---------------- |
| 5강  | 이시카와현 | 스즈시           |
| 4    | 이시카와현 | 와지마시, 노토정 |

전진 발생 당시 일본 기상청은 지진 감지 6.0초 후인 16시 6분 14.1초에 긴급지진속보(경보)를 발표했다. 또한 와지마시와 스즈시에서 장주기 지진동 계급 1을 관측했다. 이시카와현과 일본 소방청은 전진 단계에서 이미 지진대책본부를 설치했으며, 16시 8분에는 지진대책본부가 이시카와현에 적절한 대응과 피해 보고를 요청했다.

#### 본진 직전 지진
앞서 언급한 지진 이외에도 2024년 1월 10일 16시 10분부터 1분간 총 2차례 발생했으나 발생 시각이나 진앙이 본진과 가까워 본진과의 진도 분리가 불가능하다. 이 외에도 16시 8분에는 16시 6분의 지진이 발생한 진앙에서 약간 서쪽으로 벗어난 지역에서 규모 M4.6의 지진이 발생했다. 이처럼 1월 1일 15시 이후 본진까지 여러 차례의 지진이 발생해 평소에는 한 번의 지진으로만 볼 수 있는 지진 활동이 활발하게 일어났는데 이는 마치 본진의 진행을 슬로 모션으로 진행한 것과 같다는 연구도 있다. 이런 본진 당일의 군발지진 때문에 단층이 불안정해서 본진을 유발했을 가능성이 있다. 또한 16시 8분 지진으로 이시카와현 노토 지방에서 진도3이 예보되었기 때문에 지진파 감지 2.3초 후인 16시 8분 33.3초에 긴급지진속보(예보)가 발표되었다.
| 발생 시각        | 진앙지명 (좌표)                                                            | 진원 깊이 | 지진 규모 | 진도                    |
| ---------------- | -------------------------------------------------------------------------- | --------- | --------- | ----------------------- |
| 16시 08분 25.6초 | 이시카와현 노토 지방(북위 37° 30′ 동경 137° 12′ / 북위 37.5° 동경 137.2° ) | 11 km     | M4.6      | 진도1 이상 관측점 없음  |
| 16시 10분 08.3초 | 노토반도 해역(북위 37° 30′ 동경 137° 12′ / 북위 37.5° 동경 137.2° )        | 10 km     | M불명     | 본진과 진도 분리 불가능 |
| 16시 10분 09.5초 | 이시카와현 노토 지방(북위 37° 30′ 동경 137° 12′ / 북위 37.5° 동경 137.2° ) | 10 km     | M5.9      | 본진과 진도 분리 불가능 |

위 자료는 일본 기상청의 분석 정보이지만 이와는 별도로 교토 대학 방재연구소 부교수인 아사노 기미유키 등의 연구진이 실시한 분석에 따르면 먼저 16시 10분 9초에 이시카와현 스즈시 부근에서 와지마시 부근까지 서남쪽 방향으로 뻗은 단층이 움직여 규모 M7.3의 지진이 발생했고, 이 때문에 노토반도 해안부에서 융기가 발생했을 가능성이 있다. 이 지진으로 발생한 흔들림이 계속되는 상태에서 13초 후 이번에는 스즈시 부근에서 동해 방향으로 동북쪽 방향으로 뻗은 단층이 움직여 다시 규모 M7.3의 지진이 발생했고, 이 때문에 쓰나미가 발생했을 가능성이 있다. 이 가설이 맞다면 노토반도 지진은 도호쿠 지방 태평양 해역 지진과 같은 연동형지진으로 두 지진의 규모를 합치면 M7.6인 복합지진이라는 주장이다. 한편 USGS 이외에 유럽-지중해 지진학 센터(EMSC), GFZ 독일 지구과학 연구 센터 등 일본 외 지진학 기관에서는 16시 10분 9초에서 10초대를 규모 M7.5의 지진이 발생한 시간대로 분류하고 있다.

### 지진 발생 횟수

#### 전체 지진 발생 횟수

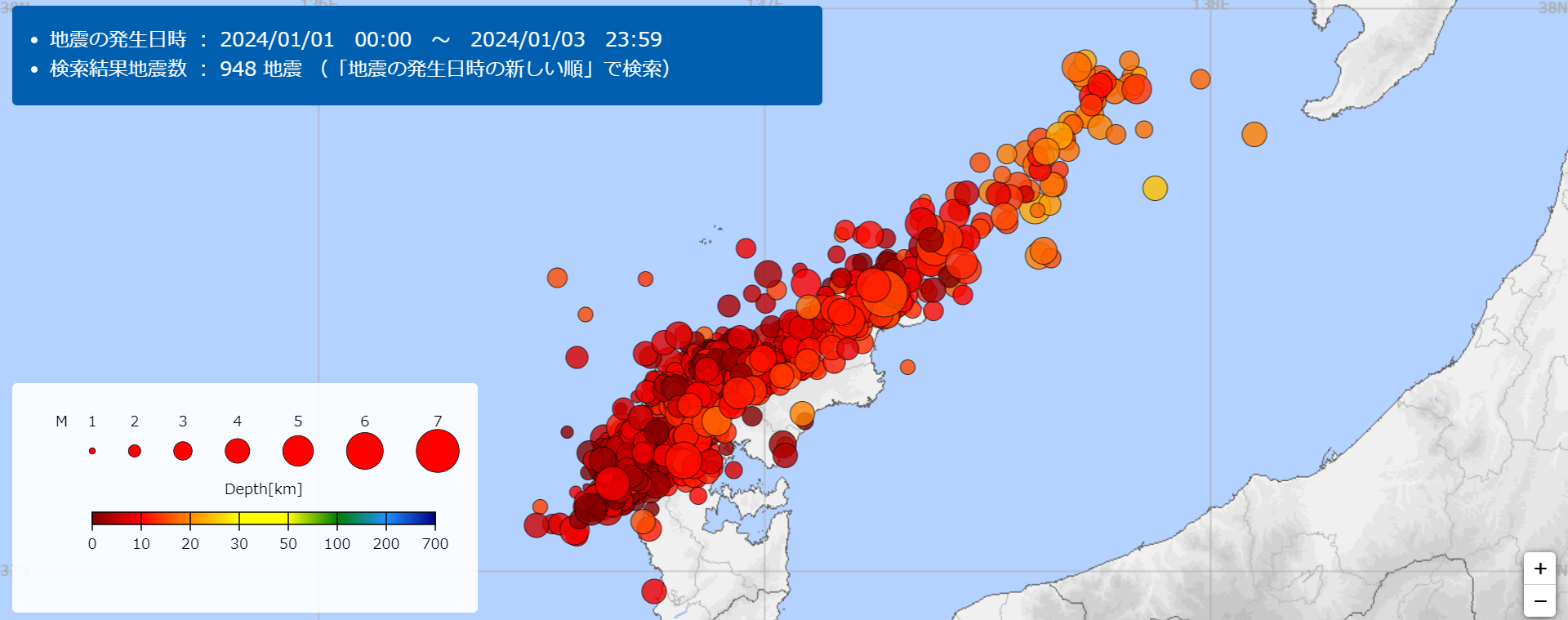
2024년 1월 1일부터 3일까지 본진의 진원역 내에서 최대진도 1 이상을 관측한 총 948개 지진의 진앙을 찍은 지도

1월 1일 16시 10분 이후부터 본진을 포함해 1월 2일 10시까지 규모 Mj3.5 이상의 지진은 총 219회 발생했다. 이 횟수는 1993년 노토반도 해역 지진, 1995년 효고현 남부 지진(한신·아와지 대진재을 일으킴), 2007년 노토반도 지진, 2008년 이와테·미야기 내륙지진, 2004년 니가타현 주에쓰 지진, 2016년 구마모토 지진, 1983년 동해 중부 지진등 과거의 주요 지진 사례를 뛰어넘어 1993년 홋카이도 남서쪽 해역 지진에 버금가는 규모이다. 지진 발생 후 3일차까지 대륙판 내에서 발생한 지진으로는 근대 관측 역사상 가장 많은 규모 Mj3.5 이상의 여진 횟수를 기록했다. 이렇게 많은 여진이 발생한 이유로는 본진의 규모가 컸을 뿐 아니라, 진원 단층이 길었고 노토반도 주변이 크고 작은 단층이 밀집되어 있는 복잡한 구조이기 때문이다. 또한 이전까지 노토반도의 군발지진과는 달리 본진의 규모가 다른 지진에 비해 뚜렷하게 큰 "본진-여진형"이라는 다른 지역의 지진과 유사한 형태를 보인다. 한편 진원 서쪽 지역을 중심으로 여진 횟수의 감소가 지진학의 오모리 공식보다 더욱 빠르게 진행되었는데 그 원인으로 이전에 파괴되지 않고 유지되는 활단층이 존재할 가능성이 있다는 주장이 나오고 있다. 오가타와 구마자와는 본진 직후에는 매우 많은 지진이 발생해 지진 목록에서 감지하지 못하고 다 싣지 못한 지진이 있다고 가정하고 그 감지율을 모델을 통해 추정해서 여진 횟수의 변화를 조사했다. 그 결과 본진 직후에는 진원 서남부에서 동북부보다 훨씬 더 많은 밀도로 지진이 발생했고, 지진 발생 후 일정 시간이 지나면 진원 양 끝단에는 지진 활동이 계속 활발하지만 진원 중앙부의 지진 발생 횟수 밀도가 감소했다고 주장했다. 또한 본진의 여진 활동은 본진 이전의 활동과 달리 정상상태 ETAS 모델 계산 결과가 실제 지진 활동과 잘 들어맞는다고 설명했다. 방재과학기술연구소의 추정에 따르면 본진으로부터 15시간 내에 발생한 여진으로 방출된 에너지는 본진으로 방출된 에너지의 3.4%에 이른다.
한편 사도섬 서쪽 해역에는 아직 파괴되지 않은 2개 활단층이 남아 있어 이 단층이 연동되서 지진이 발생하면 규모 M7급으로 발생해 니가타현 연안에 3 m 정도의 쓰나미가 올 가능성이 있다. 동해 중부 지진이나 홋카이도 서남부 해역 지진, 1964년 6월 16일 니가타 지진과 같이 동해 쪽에서 발생한 대지진은 본진으로부터 1개월이 지난 정도에 큰 여진이 발생한 사례가 많아 여진에 대한 주의가 필요하다는 주장이 있다. 또한 가나자와시의 모리모토·도가시 단층대, 가호쿠시에서 나나오시에 이르는 오치가타 단층대 등 주변의 활단층에서도 지진이 발생하기 쉽다는 주장이 있다. 도다는 본진 이후 가나자와시를 포함한 본진의 진원에서 반경 100 km 내에서 지진 활동이 활발해지고 있으며, 최대진도7을 관측하는 지진이 발생할 가능성도 있다고 주장했다. 이런 지역에서는 정적 쿨룽 인력이 0.1 bar 이상 강해지고 있지만 도야마만 내에서는 정적 쿨룽 인력이 약해지는 영역도 확인되어 활발한 지진 활동과 모순되는 결과를 보였다. 다만 노토반도 동남쪽에 있는 활단층은 얕은 부분만 존재하는 구조이기 때문에 규모 M7급 지진을 일으킬 가능성은 적다고 알려졌다. 하지만 가나자와 대학의 히라마쓰 요시히로 교수는 이번 지진 이전 2020년 군발지진과 이후 계속된 지각 변동이 수그러드는 것을 근거로 1월 1일 지진은 마지막으로 크게 일어난 지진이며 앞으로 노토반도에서 군발지진 활동은 끝날 가능성이 높다고 주장했다.

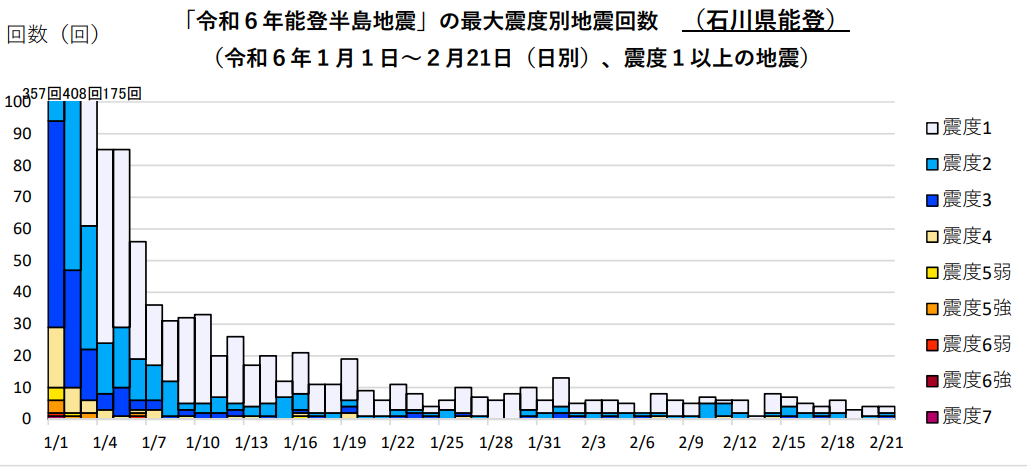
1월 1일부터 2월 21일까지 이시카와현 노토 지방에서 진도1 이상의 흔들림을 관측한 지진 횟수를 그린 그래프

1월 말까지 진도1 이상을 관측한 지진은 총 1,558회 발생했다. 본진이 발생한 1월 1일부터 진도4 이상의 흔들림을 관측한 지진은 1월 7일까지 7일 연속으로, 진도3 이상의 흔들림을 관측한 지진은 1월 14일까지 14일 연속, 진도2 이상의 흔들림을 관측한 지진은 1월 27일까지 27일간 연속으로 발생했다. 2월 23일이 본진 발생 이후 처음으로 진도1 이상의 여진이 한 번도 발생하지 않은 첫 날이다. 2월에 진도1 이상의 진도를 관측한 지진은 총 144회이며 같은 달에 발생한 최대 지진 규모는 Mj5.2에 그쳤다. 또한 2024년 1월에는 긴급지진속보(경보)가 발표된 지진이 20차례 발생했으나 진원지는 모두 이시카와현 노토 지방, 노토반도 해역, 사도 부근 3곳 중 하나였다. 또한 2024년 1월에 긴급지진속보(예보)를 발표한 지진은 본진을 포함해 총 376차례 발생했으며 이는 2023년 12월의 62회에서 크게 증가한 수치이다. 2024년 1월 첫 일주일 간 노토반도 이외 일본의 다른 지역에서 지진 활동은 저조했으며 전 세계적으로도 일본 표준시 기준 1월 1일 0시부터 7일 10시까지 M6.0 이상 지진이 노토반도 인근 외에는 발생하지 않아 이 시기엔 전 세계적으로도 노토반도가 가장 지진활동이 활발했다고 말할 수 있다.
본진 발생 후 1월 1일부터 1월 21일까지 3주간 일별, 최대진도별 최대진도1 이상의 여진 발생 횟수는 아래와 같다.
| 발생 날짜 | 최대진도별 발생 횟수 | 최대진도별 발생 횟수 | 최대진도별 발생 횟수 | 최대진도별 발생 횟수 | 최대진도별 발생 횟수 | 최대진도별 발생 횟수 | 최대진도별 발생 횟수 | 최대진도별 발생 횟수 | 최대진도별 발생 횟수 | 총 합 |
| 발생 날짜 | 1                    | 2                    | 3                    | 4                    | 5약                  | 5강                  | 6약                  | 6강                  | 7                    | 총 합 |
| --------- | -------------------- | -------------------- | -------------------- | -------------------- | -------------------- | -------------------- | -------------------- | -------------------- | -------------------- | ----- |
| 1월 1일   | 131                  | 134                  | 66                   | 19                   | 4                    | 4                    | 1                    | 0                    | 1                    | 360   |
| 1월 2일   | 266                  | 98                   | 37                   | 8                    | 1                    | 1                    | 0                    | 0                    | 0                    | 411   |
| 1월 3일   | 116                  | 39                   | 16                   | 4                    | 0                    | 2                    | 0                    | 0                    | 0                    | 177   |
| 1월 4일   | 60                   | 17                   | 5                    | 3                    | 0                    | 0                    | 0                    | 0                    | 0                    | 85    |
| 1월 5일   | 57                   | 19                   | 9                    | 1                    | 0                    | 0                    | 0                    | 0                    | 0                    | 86    |
| 1월 6일   | 37                   | 13                   | 3                    | 1                    | 0                    | 1                    | 1                    | 0                    | 0                    | 56    |
| 1월 7일   | 19                   | 11                   | 3                    | 3                    | 0                    | 0                    | 0                    | 0                    | 0                    | 36    |
| 1월 8일   | 19                   | 11                   | 1                    | 0                    | 0                    | 0                    | 0                    | 0                    | 0                    | 31    |
| 1월 9일   | 25                   | 4                    | 2                    | 0                    | 1                    | 0                    | 0                    | 0                    | 0                    | 32    |
| 1월 10일  | 30                   | 3                    | 2                    | 0                    | 0                    | 0                    | 0                    | 0                    | 0                    | 35    |
| 1월 11일  | 13                   | 5                    | 2                    | 0                    | 0                    | 0                    | 0                    | 0                    | 0                    | 20    |
| 1월 12일  | 21                   | 2                    | 2                    | 1                    | 0                    | 0                    | 0                    | 0                    | 0                    | 26    |
| 1월 13일  | 14                   | 3                    | 0                    | 1                    | 0                    | 0                    | 0                    | 0                    | 0                    | 18    |
| 1월 14일  | 15                   | 4                    | 1                    | 0                    | 0                    | 0                    | 0                    | 0                    | 0                    | 20    |
| 1월 15일  | 5                    | 7                    | 0                    | 0                    | 0                    | 0                    | 0                    | 0                    | 0                    | 12    |
| 1월 16일  | 13                   | 5                    | 1                    | 1                    | 1                    | 0                    | 0                    | 0                    | 0                    | 21    |
| 1월 17일  | 9                    | 1                    | 1                    | 0                    | 0                    | 0                    | 0                    | 0                    | 0                    | 11    |
| 1월 18일  | 9                    | 2                    | 0                    | 0                    | 0                    | 0                    | 0                    | 0                    | 0                    | 11    |
| 1월 19일  | 12                   | 3                    | 2                    | 2                    | 0                    | 0                    | 0                    | 0                    | 0                    | 19    |
| 1월 20일  | 8                    | 1                    | 0                    | 0                    | 0                    | 0                    | 0                    | 0                    | 0                    | 9     |
| 1월 21일  | 5                    | 1                    | 0                    | 0                    | 0                    | 0                    | 0                    | 0                    | 0                    | 6     |
| 합계      | 884                  | 383                  | 153                  | 44                   | 7                    | 8                    | 2                    | 0                    | 1                    | 1,482 |

또한 최대진도 1 미만의 지진을 포함해 일본 기상청의 진원 목록에 기재된 모든 지진의 규모 및 진원지명별 발생 횟수는 다음과 같다. 지진 발생 횟수는 이전에 비해 노토반도와 그 서쪽 해역에서는 약 100배, 도야마현에서 수십 배, 가나자와시와 도야마시에서 약 10배, 사도섬에서 수 배로 진원에서 다소 떨어진 지역에서도 지진 활동이 활발하게 일어났다.
| 기상청 규모 (Mj) | 발생 횟수 |
| ---------------- | --------- |
| Mj ≥ 6           | 1         |
| 6 > Mj ≥ 5       | 13        |
| 5 > Mj ≥ 4       | 141       |
| 4 > Mj ≥ 3       | 743       |
| 3 > Mj ≥ 2       | 2,203     |
| 2 > Mj ≥ 1       | 1,206     |
| 1 > Mj ≥ 0       | 14        |
| 불명             | 10        |
| 합계             | 4,331     |

| 날짜 (JST) | 이시카와현 노토 지방 | 노토반도 해역 | 사도 인근 | 니가타현 조에/주에/기에쓰 해역 | 이시카와현 서쪽 해역 | 합계  | 1월 1일 이후 누적치 |
| ---------- | -------------------- | ------------- | --------- | ------------------------------ | -------------------- | ----- | ------------------- |
| 1월 1일    | 404                  | 176           | 67        | 24                             | 3                    | 674   | 674                 |
| 1월 2일    | 1,091                | 584           | 250       | 83                             | 22                   | 2,030 | 2,704               |
| 1월 3일    | 862                  | 429           | 234       | 67                             | 35                   | 1,627 | 4,331               |
| 1월 4일    | 699                  | 325           | 159       | 51                             | 16                   | 1,250 | 5,581               |
| 1월 5일    | 496                  | 234           | 108       | 60                             | 16                   | 914   | 6,495               |
| 1월 6일    | 444                  | 185           | 114       | 33                             | 20                   | 796   | 7,291               |
| 1월 7일    | 410                  | 153           | 82        | 36                             | 12                   | 693   | 7,984               |
| 1월 8일    | 369                  | 134           | 60        | 30                             | 5                    | 598   | 8,582               |

#### 각 현의 지진 발생 횟수
일본 기상청은 위의 통계 외에도 이시카와현 노토 지방, 이시카와현 가가 지방, 니가타현, 도야마현, 후쿠이현의 각 현 및 지역에 대해서 진도1 이상의 지진을 관측한 횟수를 홈페이지를 통해 공개하고 있다. 기상청장 모리 다카시는 2월 21일 기자회견에서 이렇게 지역별 지진 발생 횟수를 공개하는 이유가 호쿠리쿠 지방 전역에서 대지진이 계속 발생하고 있다는 오해를 불식시키고 이런 소문으로 인한 피해(풍문피해)를 줄이기 위해서라고 밝혔다.
2024년 1월 이시카와현에서 진도1 이상을 관측한 지진 1,547회 중 1월 16일 가가 지방에서 발생한 지진 1회를 제외한 나머지 1,546회는 본진의 진원역 내에서 발생했다. 같은 달에 각 현에서 진도1 이상의 지진을 관측한 횟수로는 도야마현에서 182회 중 180차례, 니가타현 143회 중 136차례, 기후현 88회 중 82차례, 나가노현에서 53회 중 47차례, 시가현에서 17회 중 16차례, 시즈오카현에서 10차례 중 9차례, 교토부에서 10회 중 8차례, 효고현에서 9차례 모두, 야마가타현에서 12차례 모두, 아이치현에서 9차례 모두, 돗토리현에서 6차례 모두 본진 진원역에서 발생한 지진이며 시마네현, 야마구치현, 사가현 등에서는 이번 지진의 본진이 2024년 1월 발생한 지진 중 현 내에서 진도1 이상을 관측한 유일한 지진으로 기록되며 일본에 광범위한 영향을 미치고 있다.
다음 달인 2월에도 이시카와현에서 진도1 이상을 관측한 146회 중 144회, 후쿠이현에서 7회 중 5회, 니가타현에서 9회 중 7회가 이번 노토반도 지진의 진원역에서 발생하는 등 그 영향이 계속 이어지고 있다.

### 지진 발생 확률
일본 기상청은 지진 발생 후 차후 지진 발생 확률을 발표했는데 1월 8일 0시 기준 3일 이내에 최대진도 5강 정도의 지진이 발생할 확률은 지진 발생 직후에 비해 1/2 정도로 감소했지만 평상시에 비해서는 100배가 넘었다. 1월 15일 0시 기준에서는 이 확률이 지진 발생 직후에 비해 1/5 정도로 감소했지만 평상시와 비교하면 여전히 100배 이상이었으며 1월 22일 0시 시점에서는 각각 1/8, 100배 정도로 줄어들었다. 1월 29일 0시 기준으로는 각각 1/10, 60배 정도로 줄어들었으며 3일 이내에 최대진도 5약 정도의 지진이 발생할 확률은 지진 발생 직후에 비해서는 1/6정도, 평소에 비해서는 50배 정도라고 발표했다. 2월 5일 0시 기준으로는 3일 이내에 최대진도 5약 정도의 지진이 발생할 확률은 지진 발생 직후에 비해 1/7 정도, 평상시에 비해 40배 정도라고 발표했다. 2월 9일 0시, 2월 16일 0시 시점에서는 각각 1/8, 40배 정도이며 2월 22일 0시 시점엔 각각 1/10, 30배 정도라고 발표했다. 2월 29일 0시 기준으로는 2월 22일 기준과 3일 이내 최대진도 5약 정도의 지진이 발생할 확률은 비슷했지만 기상청이 지진 발생 확률을 종료하는 기준으로 판단하는 1달에 1번 정도의 발생 빈도에 해당하는 확률 아래로 내려갔다고 발표했다. 또한 기존에 써져 있던 "지진 발생 가능성은 여전히 높은 상태", "향후 7일 정도 최대진도 5약 이상의 지진에 주의"라는 표현도 빠졌다. 하지만 지진 활동 자체는 본진 이전보다 여전히 활발한 상태라고 표현하고 있다.
이 다음주부터 일본 기상청에서 지진 발생 확률에 대한 정보는 발표하지 않고 있으며, 3월 11일 지진조사위원회의 발표에 따르면 같은 날 0시부터 3일 이내에 최대진도 5약 정도의 지진이 발생할 확률은 지진 발생 직후와 비교하면 1/15 정도, 평상시와 비교하면 20배 정도라고 계산해 계속해서 한 달에 한번 꼴로 발생하는 빈도 아래라고 조사했다.

## 지각 변동

### 국토지리원의 조사

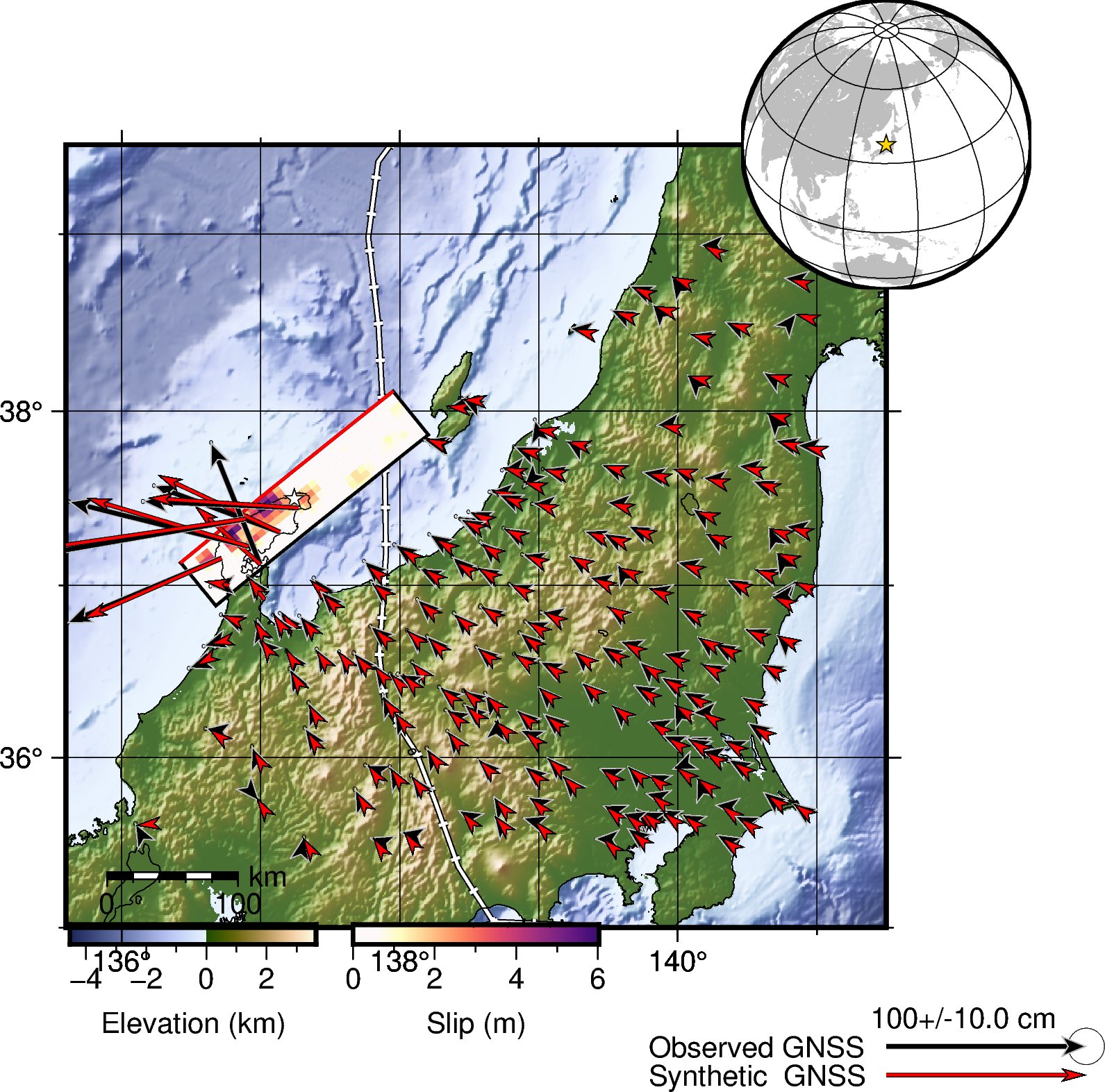
미국 지질조사국(USGS)이 발표한 이번 지진으로 발생한 수평 방향 지각변동 자료

범지구 위성 항법 시스템(GNSS)을 통한 관측에 따르면 이번 지진으로 와지마 관측점에서 서남서 방향으로 1.2 m 변동, 상하 방향으로 1.1 m 융기(모두 잠정치, 기준점은 시마네현 하마다시 미스미정)가 확인되는 등 큰 지각변동이 일어났다. 수평 방향의 지각변동은 대체로 서쪽 성분이 강했지만, 스즈시 북부에서는 북쪽 성분이 강했다. 또한 ALOS-2 인공위성의 관측 데이터 분석에 따르면 와지마시 서부에서 최대 약 4 m의 융기와 약 2 m의 서쪽 방향 변동이, 스즈시 북부에서 최대 약 2 m의 융기와 약 3 m의 서쪽 방향 변동(모두 잠정치)이 관측되었다. 약 4 m의 융기는 1923년 간토 대지진(간토대진재를 일으킴)과 2016년 구마모토 지진에서 발생한 약 2 m의 상하 움직임보다도 크다. 근대적인 지진 관측을 시작한 이후 발생한 수직 변위중 이보다 더 큰 사례로는 1891년 10월 28일 노비지진 당시 단층의 이동으로 발생한 최대 6 m 높이의 수직 변동이 있으며 이후 일본 각지에 지진계가 설치되어 지진학적 정보 수집이 용이해진 20세기 이후 최대 규모의 수직 변위이다. 도다 교수는 일본 열도에서 이런 융기가 발생하는 일은 수백 년에 한 번 꼴로 발생하는 빈도이며 일본 국내에서 이번 지진과 비슷하거나 더 큰 융기가 발생한 경우는 단층 자체가 이동해 발생한 수직 변위를 제외하면 1703년 겐로쿠 지진 당시 보소반도에서 발생한 약 6 m의 융기 정도라고 말했다. 이런 대규모 지각변동은 지진단층 이동량 분포 모델 분석 결과 진원 동북쪽에서 최대 10 m에 달하는 단층 이동이 발생했기 때문이라고 추정된다.
일본 국토지리원은 1월 5일부터 큰 지각변동으로 지리 좌표계와 표고가 크게 변화한 군마현, 니가타현, 도야마현, 이시카와현, 나가노현의 전자기준점 60개소, 삼각점 4,349개소, 수준점 157개소의 측량 결과 공개를 중단했다. 이후 2월 들어 점차 지진 이후 새로운 측량 결과를 발표하기 시작했으며 2월 29일 기준 이시카와현 내 헤구라섬, 도기, 노토섬 등 11곳을 제외한 모든 기준점의 새로운 측량 결과를 발표했다. 헤구라섬은 동남쪽으로 0.3 m 정도 변동이 일어났으며 간토 지방과 주부 지방의 광범위한 지역에서 북쪽에서 서북쪽 방향 변동이 관측되었다. 이후의 여효변동에서는 1월 2일의 측정 결과와 2월 22일에서 24일까지 측정한 결과를 비교하면 수평방향으로 서쪽에서 서북쪽 방향으로 노토에서 2.6 cm, 스즈와 뉴젠에서 2.1 cm, 아나미즈에서 2.0 cm, 이토이가와에서 1.9 cm, 와지마에서 1.8 cm의 변동이 있었으며 수직방향으로 와지마 4.0 cm, 스즈 뉴젠에서 3.7 cm, 아나미즈에서 2.1 cm의 지반 침하와 이토이가와에서 1.4 cm, 도기에서 0.1 cm의 융기가 관측되었다. 이 패턴은 노토반도 북부의 침강과 진원역 서남부 일부의 동남쪽 방향 수평 변위를 제외하고는 본진으로 발생한 변동과 거의 같다. 이렇게 여효변동이 발생한 이유는 여효 단층 미끄러짐 분포 모델과 점성한화 모델 중 어느 방향으로 계산해도 실제 발생한 현상을 설명할 수 있다는 결과를 얻었다. 국토지리원 지리지각활동총괄연구관인 야라이 히로시는 3월 8일 기자회견에서 침강이 발생한 곳도 그 크기는 지진으로 발생한 융기와 비교했을 때 훨씬 작으며 향후 침강이 점차 줄어들 것으로 예측되므로 침강 현상이 항만 복구 작업 등에 영향을 줄 가능성은 낮다고 전망했다.
노토반도 서해안에서 큰 융기가 발생한 이유로는 헤구라에서 지진의 횡방향 운동에 따라 단층이 굴곡진 부분에 강한 힘이 작용했기 때문으로 보이며 해상단구를 통해 남아 있는 과거의 융기도 이번 지진과 유사하기 때문에 동일한 활단층이 여러번 움직였을 가능성이 높다고 말했다. 이 지각변동 자체는 3천년에서 4천년 분의 융기에 해당하는 크기이다. 또한 이러한 지형의 상하 변동이 지진에 따른 해수면 변동에 따라 발생했을 가능성은 본진 다음날까지 조위가 천문학을 통해 계산한 평소의 조위에서 상하 10 cm 내 오차 수준으로 돌아갔기 때문에 배제되었다.

### 도쿄 대학 지진연구소의 조사
1월 2일 도쿄 대학 지진 연구소가 실시한 현지 조사에서도 와지마시 서해안에서 매우 큰 융기 현상이 관측되었다. 이기스 어항에서 4.1 m, 가이소 어항에서 약 3.9 m의 융기가 발견되는 등 가이소 어항 기준 남북으로 4 km 범위에서 3 m 이상의 융기를 확인했으며 가이소 어항 동쪽의 모래 해안에서는 해안선이 약 250 m 바다 쪽으로 이동했다. 또한 같은 조사에서 시카정 아카사키 어항에서 약 0.25 m의 융기량이 관측되었다(속보치). 지진 발생 당시 낚시를 하고 있던 현지 주민의 증언에 따르면 이 융기는 지진과 동시에 발생했으며 융기가 심한 항구에는 쓰나미가 올라오지 않을 정도였다. 와지마시 류가사키 주변의 가모가우라 바다웅덩이도 모두 육지로 변했다.
1월 27일 도쿄 대학 지진 연구소가 실시한 조사에서 스즈시 와카야마정의 와카야마강 유역에서 동서 2 km, 높이 2 m에 이르는 절벽이 확인되어 지진을 일으킨 단층이 지표에 나타났다고 추정했다. 하지만 도다 교수는 지상에 나타난 단층으로 추정되는 절벽은 사실 표층 지반이 지표면을 밀어올러 융기된 것으로 실제로는 단층이 아니라고 주장한다.

### 일본지리학회의 조사

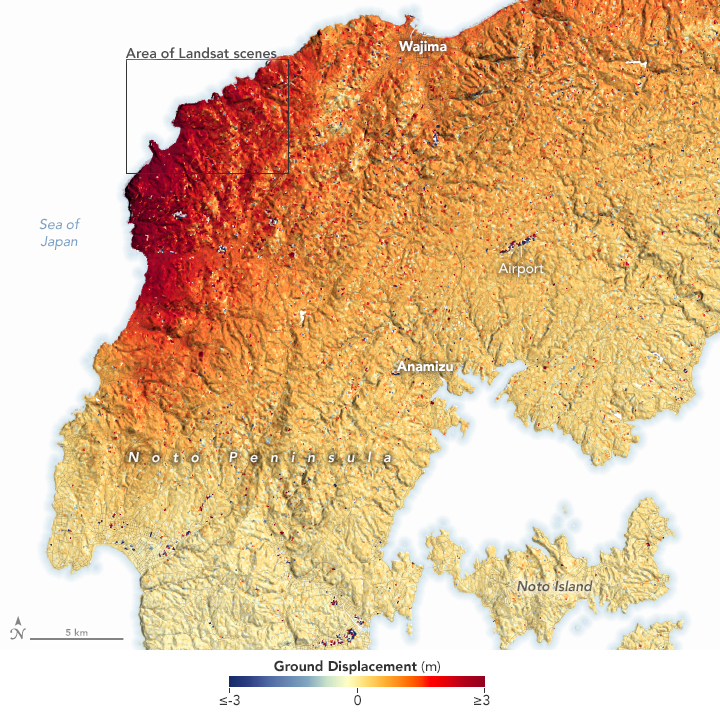
미국 항공우주국(NASA)이 분석한 이번 지진으로 발생한 수직 방향 지각변동 지도. 빨강이 짙을수록 융기가 더 컸음을 의미한다. 파랑이 짙을수록 침강이 더 컸음을 의미한다.

일본지리학회가 국토지리원 및 액셀스페이스의 항공사진과 위성사진을 바탕으로 노토반도 해안 전체의 총연장 약 300 km 해안선을 대상으로 조사한 결과 1월 8일 기준 이시카와현 시카정에서 스즈시에 이르는 노토반도 북부 해안선 총 90 km 구간에서 해안선이 바다 쪽으로 향해 전진한 것이 확인되었다. 조사 범위 내 육지화된 바다의 면적은 약 4.4 km2이며 최대 전진한 길이는 와지마시 몬젠마치쿠로시마마치 부근의 240 m이다. 또한 융기가 발생한 장소의 남쪽 끝은 동해안에서는 스즈시 노로시마치의 로코사키에서 남쪽으로 약 5 km 지점, 서해안에서는 와지마시 몬젠정 후카미에 있는 사루야마곶에서 남쪽으로 약 22 km 떨어진 지점으로 서해안쪽이 더 남쪽까지 융기했고 해안단구 분석으로 추정할 수 있는 약 13만년 전의 마지막 간빙기와 약 1만년 전의 후빙기 지각변동과도 일치하다. 한편 아나미즈정에서는 지진 후 침하가 발생했을 가능성이 있는 지점도 발견되었다. 노토섬에서도 약 30 cm의 지반 침하가 발생했으며 아나미즈정 중심부는 2.6 cm, 노토정 우시쓰정 지구에서는 0.7 cm만 융기했다. 단층이 어긋난 양에 차이가 있었기 때문에 와지마시 중심부에서도 융기한 총 양이 적었으며 이번 지진으로 발생한 융기는 "서북쪽이 높고 동남쪽이 낮다"는 경향이 뚜렷하게 나타났다. 도다 교수는 이번과 같은 "서북고, 동남저"의 융기가 반복되어 서북쪽에 고지가 많고 동남쪽에 저지대가 많은 현재의 노토반도 지형이 형성되었다고 주장했다.
산케이 신문사의 분석에 따르면 와지마시에서 가장 작은 지구인 구로시마정의 면적은 지진 이전 0.88 km2에서 지진 이후 1.14 km2로 약 30%, 도쿄돔 5.5개분의 면적이 증가했다. 또한 지진으로 늘어난 토지는 일본 민법 제239조2의 "소유자가 없는 부동산은 국고에 귀속된다"는 규정에 따라 국유재산으로 귀속되었다. 한편 2023년 10월 1일 기준 국토지리원의 전국 도도부현 시구정촌별 면적 조사에 따르면 이시카와현의 면적은 4186.20 km2, 후쿠이현의 면적은 4190.54 km2로 그 차이는 4.34 km2인데 이번 지진에 따라 이시카와현의 면적이 4.4 km2 증가했다는 조사 결과를 받아들이면 이시카와현의 면적이 후쿠이현의 면적을 아주 조금 넘게 된다. 하지만 해안선은 침식을 받아 지진 이전으로 돌아가러는 힘이 작용하고 전국 도도부현 시구정촌별 면적 조사는 만조시 면적을 기준으로 하므로 단순 비교는 불가능하며 일본 지형도 등의 업데이트도 지각변동의 안정화 여부를 파악한 후 작업을 진행한다. 실제로 지진으로 융기된 부분 중에는 맨틀과 같이 지하 깊은 곳의 유동으로 5 cm 정도 지반이 침강한 부분도 확인되나 전체가 확인된 것은 아니므로 지진 전 상태로 바로 돌아가기는 어렵다고 정부가 파악하고 있다.

### 도호쿠 대학 재해과학국제연구소의 조사
도호쿠 대학 재해과학국제연구소에서는 다이치 2호의 위성 데이터를 사용해 합성개구레이더(SAR)의 간섭을 이용한 조사를 진행했다. 간섭 분석에서는 지각변동이 매우 크거나 산사태나 액상화현상으로 지반이 변하고 있거나 눈이 쌓여 있는 지역에서는 전파 간섭이 잘 일어나지 않아 지각변동 분석이 불가능하지만 간섭 해석이 가능한 범위 내에서는 대체로 국토지리원의 발표 결과와 같았으며 노토반도 서북부를 중심으로 소규모 단층이 지표로 노출되었다고 추정된 곳도 확인되었다.

### 하쿠호마루의 조사
해양연구개발기구(JAMSTEC)는 학술연구선 하쿠호마루를 이용해 대학 등 연구기관과 연계하여 1월 16일부터 1월 26일까지, 2월 19일부터 3월 1일까지, 3월 4일부터 3월 16일까지 총 3차례에 걸쳐 관측 장비를 설치하는 등 지진을 유발한 단층과 흔들림, 쓰나미 매커니즘 연구에 도움을 주기 위해 이번 지진의 진원역 인근에서 조사 항해를 시작했다. 그 결과 3월 11일 아침 와지마시 서북부 9 km 해역 수심 85 m 지점에서 지진에 따라 움직인 단층으로 추정되는 해저 절벽 2곳이 발견되었으며 지금까지 조사에서 노토반도 동북부 해역에서 폭 1.2 km 정도의 단층대(여러 개의 단층이 한 데 모인 대)도 발견되었다. 주오 대학의 아리카와 다로 교수는 노토반도 북부에서도 해저 산사태가 발생해 쓰나미를 일으켰을 가능성이 있다고 주장했다. 또한 해저 조사 결과 지진을 일으킨 단층 바로 위에 겹쳐 있는 사루야마 해역 단층분절, 스즈 해역 단층분절에서도 각각 4 m 정도, 3 m 정도의 융기가 확인되었다. 조사에 참여한 도쿄 대학 대기해양연구소의 박진오 교수는 얻은 데이터의 양이 매우 많은 수준이며 겨울철에 동해 조사를 통해 이 정도 정보를 얻은 것은 놀라운 일이라고 말했다.

### 온천에 미친 영향
돗토리 대학의 연구에 따르면 이번 노토반도 지진으로 돗토리현 내에서도 지반의 균열이 확대되어 지하 깊은 곳의 열수가 유입돼 돗토리현 이와미정의 이와이온천에서 지진 직후 수온이 0.56 °C 상승해 2000년 관측을 시작한 이래 도호쿠 지방 태평양 해역 지진과 구마모토 지진에 이어 세번째로 큰 상승폭을 기록했다고 밝혔다. 또한 돗토리시의 돗토리온천도 수위가 30 cm 정도 상승했다.

## 지진해일
이번 지진은 내륙에서 발생한 지진이었지만 1927년 기타탄고 지진처럼 진원역이 바다쪽까지 넓게 퍼져 있어 쓰나미가 발생했다.

### 일본

#### 쓰나미 관련 정보

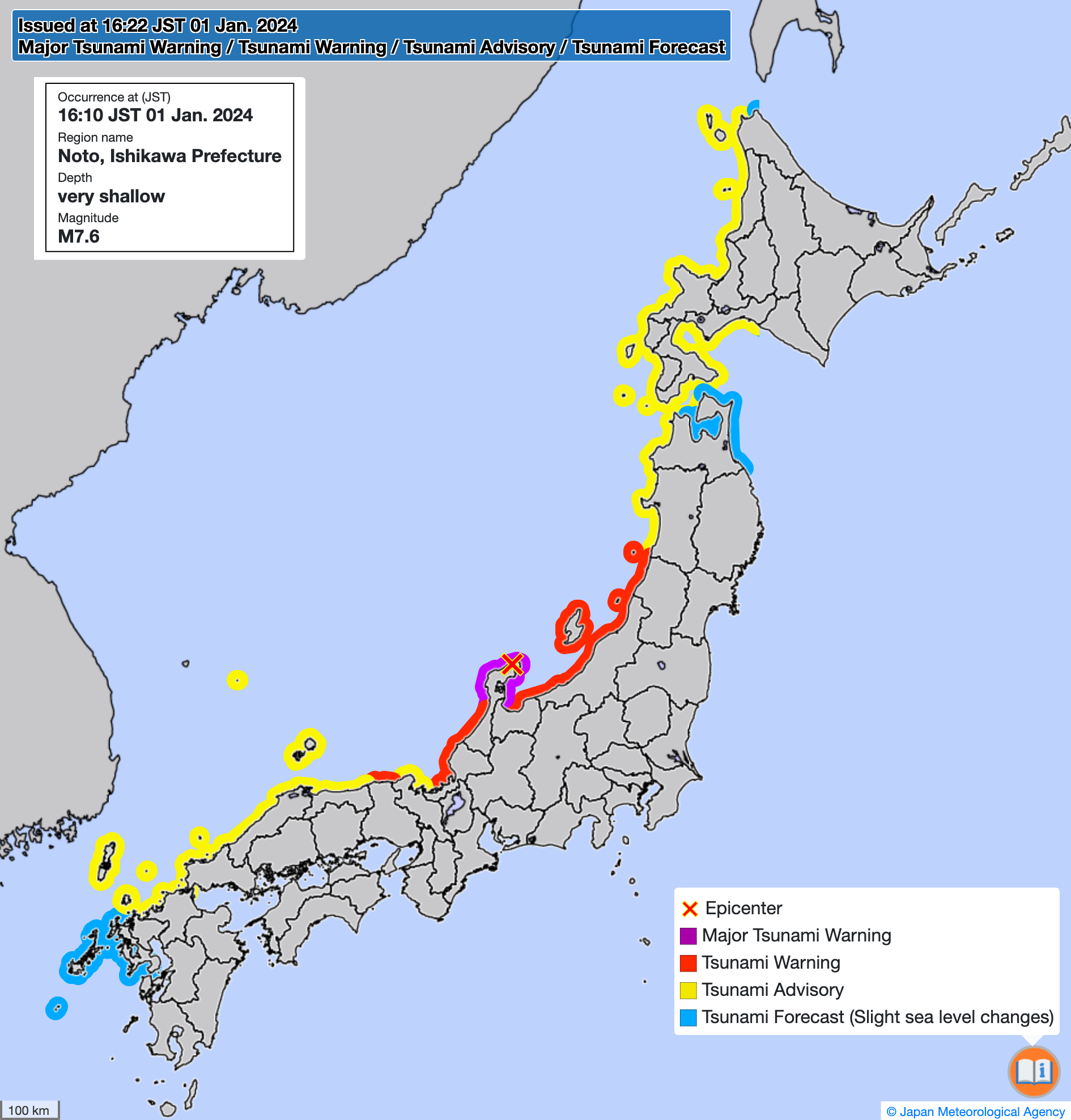
2024년 1월 1일 16시 22분 기준 일본 기상청이 발표한 쓰나미경보 지도
지진의 진앙
대쓰나미경보 발표 지역
쓰나미경보 발표 지역
쓰나미주의보 발표 지역
쓰나미예보(약간의 해수면 변동) 발표 지역

일본 기상청은 지진 발생 직후인 16시 12분 니가타현 주조기에쓰, 사도가섬, 도야마현, 이시카와현 노토, 이시카와현 가가의 각 쓰나미 예보구에 쓰나미경보를 발표했고, 홋카이도 일본해 연안 남부, 아오모리현 일본해 연안, 아키타현, 야마가타현, 후쿠이현, 교토부, 효고현 북부, 돗토리현, 시마네현 이즈모·이시미, 오키 제도, 야마구치현 일본해 연안이라는 이름의 각 쓰나미 예보구에 쓰나미주의보를 발표했으며 홋카이도 태평양 연안 중부, 홋카이도 태평양 연안 서부, 홋카이도 일본해 연안 북부, 오호츠크해 연안, 아오모리현 태평양 연안, 무쓰만, 후쿠오카현 일본해 연안, 사가현 북부, 나가사키현 서부, 이키·쓰시마라는 이름의 각 쓰나미 예보구에 쓰나미예보(약간의 해수면 변동)을 각각 발표했다. 이후 16시 22분에는 이시카와현 노토에 발표했던 쓰나미경보를 대쓰나미경보로 격상했고 야마가타현, 후쿠이현, 효고현 북부에 발표했던 쓰나미주의보를 쓰나미경보로 격상했으며 홋카이도 태평양 연안 서부, 홋카이도 일본해 연안 북부, 후쿠오카현 일본해 연안, 사가현 북부, 이키·쓰시마에 발표되었던 쓰나미예보(약간의 해수면 변동)이 쓰나미주의보로 격상되었다. 대쓰나미경보 발표는 2011년 3월 11일 일어난 도호쿠 지방 태평양 해역 지진(동일본대진재를 일으킨 초거대지진) 이후 처음이며, 1953년 보소 해역 지진 당시 처음으로 대쓰나미경보가 발표된 이래 6번째 발표이다. 또한 대쓰나미경보가 기상업무법에 따라 특별경보로 지정된 2013년 8월 30일 이후 처음으로 발표된 사례이며, 동해 쪽에 대쓰나미경보가 발표된 사례로는 1983년 동해 중부 지진, 1993년 홋카이도 서남부 해역 지진에 이어 3번째이다.
이후 20시 30분에는 이시카와현 노토에 발표되었던 대쓰나미경보가 쓰나미경보로 하향되었다. 다음 날인 2일 1시 15분에는 모든 쓰나미경보가 쓰나미주의보로 하향되었다. 2일 2시 30분에는 후쿠오카현 일본해 연안과 사가현 북부에 발표되었던 쓰나미주의보가 해제되었고 쓰나미예보(약간의 해수면 변동)으로 전환되었다. 2일 7시 30분에는 야마구치현 일본해 연안과 시마네현 오키 제도에 발표되었던 쓰나미주의보가 해제되었고 쓰나미예보(약간의 해수면 변동)으로 전환되었다. 2일 10시 정각에는 그 전까지 발표되었던 모든 쓰나미주의보가 해제되었고 쓰나미예보(약간의 해수면 변동)으로 전환되었다. 단 쓰나미주의보 해제 후 하루 정도는 바다로 들어가는 작업 등을 할 때 충분한 주의를 해 달라고 권고했다.
쓰나미경보가 발표되었던 효고현 북부에서는 위탁사업자의 설정 실수로 효고방재넷에 등록한 사용자에게 전송됐어야 할 쓰나미경보 자동 알림이 전송되지 않아 쓰나미 도달이 예상되는 17시의 2분 전인 16시 58분이 되어서야 수동으로 쓰나미경보 알림이 전송되는 사태가 발생했다. 효고현은 위탁사업자에게 매뉴얼 개정 등의 대책을 요구했다. 또한 아키타현 니카호시에서는 쓰나미주의보 발표에 따라 해안 지역에 피난지시를 내렸음에도 불구하고 2021년 정보 자체가 폐지된 "피난권고"를 발표했다고 시정촌 방재행정무선으로 잘못 방송한 오보 사건이 발생했다. 이 외에도 쓰나미주의보가 발표되었지만 쓰나미경보가 발표되지 않았던 돗토리현과 시마네현에서는 신속한 정보 전달이라는 관점에 따라 전국순간경보시스템(J-Alert)에서 받은 정보와 연동해 사이렌을 울린 지자체가 있는 반면, 방파제로 막을 수 있는 정도의 높이만 예상되는 쓰나미주의보를 쓰나미경보와 구분해 굳이 불안감을 조장하지 않아도 된다는 이유로 사이렌을 울리지 않고 수동으로 방송하거나 집집마다 있는 수신기를 통해 고지하는 지자체가 있는 등 대응 양상이 달랐다. 이 때문에 인근 지자체와의 합동 대응 검토가 필요하다는 주장이 나온다.

#### 기상청이 관측한 쓰나미
일본 기상청의 관측에 따르면 이시카와현 가나자와에서 80 cm, 야마가타현 사카타시에서 0.8 m의 쓰나미가 관측되었다. 원래 발표에서는 이시카와현 와지마시 와지마항에서 최대 1.2 m가 넘는 쓰나미를 관측했다고 발표했으나 이후 기록된 파형이 쓰나미를 나타낸 것이 아니라 장비의 고장이나 지반 융기일 가능성이 높다고 판단해 결측값이라고 선언하고 수치를 무효 처리했다. 와지마항 관측소는 16시 21분 1.2 m 관측 이후 들어온 값이 없었고 스즈시에 있는 쓰나미 관측계 데이터도 지진 이후 값이 들어오지 않았다. 이후 스즈시의 나가하시 관측지점에서는 지진 이후 국토지리원의 항공 사진을 통해 관측지점 주변 일대에서 지반 융기로 보이는 해저면 노출이 확인되어 관측이 불가능한 상태로 밝혀졌다. 일본 기상청과 국토교통성 항만국은 와지마항에 대체 관측 지점을 설치하고 8일 정오부터 쓰나미 관측을 재개했다. 모리 기상청장은 어떤 경우에도 고장이 나지 않는 관측 시설은 존재하지 않지만, 쓰나미 관측 시설은 한 곳의 쓰나미 예보구에서 최소 1개소 이상 설치되어 있으며 일부 관측시설에서 관측을 할 수 없는 경우라도 주변의 가동 중인 관측시설에서 얻은 정보를 바탕으로 판단할 수 있기 때문에 이번 지진에서 일부 조위계가 사용할 수 없는 상태가 되었다고 해서 쓰나미경보가 쓰나미주의보로 전환되지 않았으며 쓰나미주의보 해제에도 영향을 미치지 않았다고 밝혔다. 한편 도쿄대 교수 사타케 겐지는 이런 상황에서 불충분한 정보를 바탕으로 쓰나미경보를 해제하는 일은 위험하다고 주장했다.
| 경보·주의보·예보                                         | 쓰나미 예보구 명칭        | 예상 높이  | 관측 지점                    | 최대 높이를 관측한 시각   | 최대 높이            |
| -------------------------------------------------------- | ------------------------- | ---------- | ---------------------------- | ------------------------- | -------------------- |
| 대쓰나미경보                                             | 이시카와현 노토           | 5 m        | 나나오항                     | 1일 18시 59분             | 54 cm                |
| 쓰나미경보                                               | 야마가타현                | 3 m        | 도비시마섬                   | 1일 17시 52분             | 35 cm (35.5 cm)      |
| 쓰나미경보                                               | 야마가타현                | 3 m        | 사카타                       | 1일 19시 8분              | 0.8 m                |
| 쓰나미경보                                               | 니가타현 조주기에쓰       | 3 m        | 니가타                       | 1일 17시 9분              | 31 cm                |
| 쓰나미경보                                               | 니가타현 조주기에쓰       | 3 m        | 가시와자키시 구지라나미      | 1일 16시 36분             | 37 cm (40.2 cm)      |
| 쓰나미경보                                               | 니가타현 조주기에쓰       | 3 m        | 아와시마                     | 1일 19시 7분              | 32 cm                |
| 쓰나미경보                                               | 사도                      | 3 m        | 사도시 와시자키              | 1일 21시 15분 (19시 21분) | 33 cm (32 cm)        |
| 쓰나미경보                                               | 도야마현                  | 3 m        | 도야마                       | 1일 16시 35분             | 79 cm (79.4 cm)      |
| 쓰나미경보                                               | 이시카와현 가가           | 3 m        | 가나자와                     | 1일 19시 9분              | 80 cm                |
| 쓰나미경보                                               | 후쿠이현                  | 3 m        | 쓰루가항                     | 1일 20시 28분             | 57 cm                |
| 쓰나미경보                                               | 후쿠이현                  | 3 m        | 미쿠니                       | (1일 19시 27분)           | (31.5 cm)            |
| 쓰나미경보                                               | 효고현 북부               | 3 m        | 도요오카시 쓰이야마          | 1일 19시 20분             | 35 cm                |
| 쓰나미주의보                                             | 홋카이도 일본해 연안 북부 | 1 m        | 왓카나이                     | 2일 9시 27분              | 14 cm                |
| 쓰나미주의보                                             | 홋카이도 일본해 연안 북부 | 1 m        | 루모이                       | 2일 7시 19분              | 25 cm                |
| 쓰나미주의보                                             | 홋카이도 일본해 연안 북부 | 1 m        | 이시카리완 신항              | 2일 1시 35분              | 35 cm                |
| 쓰나미주의보                                             | 홋카이도 일본해 연안 북부 | 1 m        | 리시리섬 구쓰가타항          | 1일 23시 45분             | 23 cm                |
| 쓰나미주의보                                             | 홋카이도 일본해 연안 북부 | 1 m        | 오타루시 오쇼로              | 2일 8시 36분              | 14 cm                |
| 쓰나미주의보                                             | 홋카이도 일본해 연안 북부 | 1 m        | 오타루                       | 2일 3시 17분              | 16 cm                |
| 쓰나미주의보                                             | 홋카이도 일본해 연안 남부 | 1 m        | 에사시                       | 1일 19시 45분             | 31 cm                |
| 쓰나미주의보                                             | 홋카이도 일본해 연안 남부 | 1 m        | 세타나항                     | 1일 18시 26분             | 54 cm                |
| 쓰나미주의보                                             | 홋카이도 일본해 연안 남부 | 1 m        | 이와나이항                   | 2일 0시 26분              | 49 cm                |
| 쓰나미주의보                                             | 홋카이도 일본해 연안 남부 | 1 m        | 오쿠시리섬 오쿠시리항        | 1일 18시 7분              | 54 cm                |
| 쓰나미주의보                                             | 홋카이도 일본해 연안 남부 | 1 m        | 오쿠시리섬 마쓰에            | 1일 18시 1분              | 12 cm                |
| 쓰나미주의보                                             | 홋카이도 일본해 연안 서부 | 1 m        | 하코다테                     | 2일 8시 47분              | 17 cm                |
| 쓰나미주의보                                             | 아오모리현 일본해 연안    | 1 m        | 닷피                         | 1일 22시 3분              | 9 cm                 |
| 쓰나미주의보                                             | 아오모리현 일본해 연안    | 1 m        | 후카우라                     | 1일 18시 4분              | 36 cm (33.9 cm)      |
| 쓰나미주의보                                             | 아키타현                  | 1 m        | 아키타                       | 1일 23시 36분             | 36 cm                |
| 쓰나미주의보                                             | 아키타현                  | 1 m        | 오가                         | (1일 18시 45분)           | (27.4 cm)            |
| 쓰나미주의보                                             | 교토부                    | 1 m        | 마이즈루                     | 2일 0시 43분              | 46 cm                |
| 쓰나미주의보                                             | 돗토리현                  | 1 m        | 이와미정 다지리              | 1일 19시 18분             | 20 cm                |
| 쓰나미주의보                                             | 돗토리현                  | 1 m        | 사카이미나토시 사카에        | 1일 22시 30분             | 60 cm                |
| 쓰나미주의보                                             | 시마네현 이즈모・이와미   | 1 m        | 하마다                       | 1일 21시 46분             | 25 cm                |
| 쓰나미주의보                                             | 오키                      | 1 m        | 오키 제도 사이고             | 1일 17시 50분             | 29 cm (27.1 cm)      |
| 쓰나미주의보                                             | 야마구치현 일본해 연안    | 1 m        | 시모노세키시 하에도마리항    | 1일 23시 24분             | 6 cm                 |
| 쓰나미주의보                                             | 후쿠오카현 일본해 연안    | 1 m        | 기타큐슈항 히아가리          | 1일 23시 36분             | 8 cm                 |
| 쓰나미주의보                                             | 사가현 북부               | 1 m        | 가라쓰항                     | 2일 6시 55분              | 13 cm                |
| 쓰나미주의보                                             | 사가현 북부               | 1 m        | 겐카이정 가리야              | 2일 6시 23분              | 20 cm                |
| 쓰나미주의보                                             | 이키・쓰시마              | 1 m        | 쓰시마 히타카쓰항            | 2일 0시 1분               | 32 cm                |
| 쓰나미주의보                                             | 이키・쓰시마              | 1 m        | 쓰시마 이즈하라              | 1일 22시 49분             | 9 cm                 |
| 쓰나미주의보                                             | 이키・쓰시마              | 1 m        | 이키섬 고노우라항            | 2일 6시 15분              | 16 cm                |
| 쓰나미예보 (약간의 해수면 변동)                          | 오호츠크해 연안           | 20 cm 미만 | 에사시항                     | 2일 0시 20분              | 11 cm                |
| 쓰나미예보 (약간의 해수면 변동)                          | 오호츠크해 연안           | 20 cm 미만 | 몬베쓰항                     | 2일 3시 45분              | 11 cm                |
| 쓰나미예보 (약간의 해수면 변동)                          | 홋카이도 일본해 연안 중부 | 20 cm 미만 | 쓰나미 관측되지 않음         | 쓰나미 관측되지 않음      | 쓰나미 관측되지 않음 |
| 쓰나미예보 (약간의 해수면 변동)                          | 무쓰만                    | 20 cm 미만 | 아오모리                     | 1일 22시 44분             | 10 cm                |
| 쓰나미예보 (약간의 해수면 변동)                          | 아오모리현 태평양 연안    | 20 cm 미만 | 쓰나미 관측되지 않음         | 쓰나미 관측되지 않음      | 쓰나미 관측되지 않음 |
| 쓰나미예보 (약간의 해수면 변동)                          | 나가사키현 서부           | 20 cm 미만 | 히라도시 다비라항            | 2일 1시 5분               | 7 cm                 |
| 쓰나미정보 미발표 (쓰나미가 관측된 쓰나미 예보구만 표시) | 야마구치현 세토 내해 연안 | 없음       | 시모노세키시 히코섬 데시마쓰 | 2일 1시 25분              | 9 cm                 |
| 쓰나미정보 미발표 (쓰나미가 관측된 쓰나미 예보구만 표시) | 야마구치현 세토 내해 연안 | 없음       | 시모노세키항 조후            | 1일 22시 56분             | 4 cm                 |
| 쓰나미정보 미발표 (쓰나미가 관측된 쓰나미 예보구만 표시) | 후쿠오카현 세토 내해 연안 | 없음       | 간다항                       | 2일 0시 36분              | 5 cm                 |
| 쓰나미정보 미발표 (쓰나미가 관측된 쓰나미 예보구만 표시) | 후쿠오카현 세토 내해 연안 | 없음       | 기타큐슈항 아오하마          | 2일 4시 26분              | 4 cm                 |
| 쓰나미정보 미발표 (쓰나미가 관측된 쓰나미 예보구만 표시) | 후쿠오카현 세토 내해 연안 | 없음       | 기타큐슈항 모지              | 2일 2시 5분               | 10 cm                |

#### 쓰나미 현장 조사 및 사진 조사

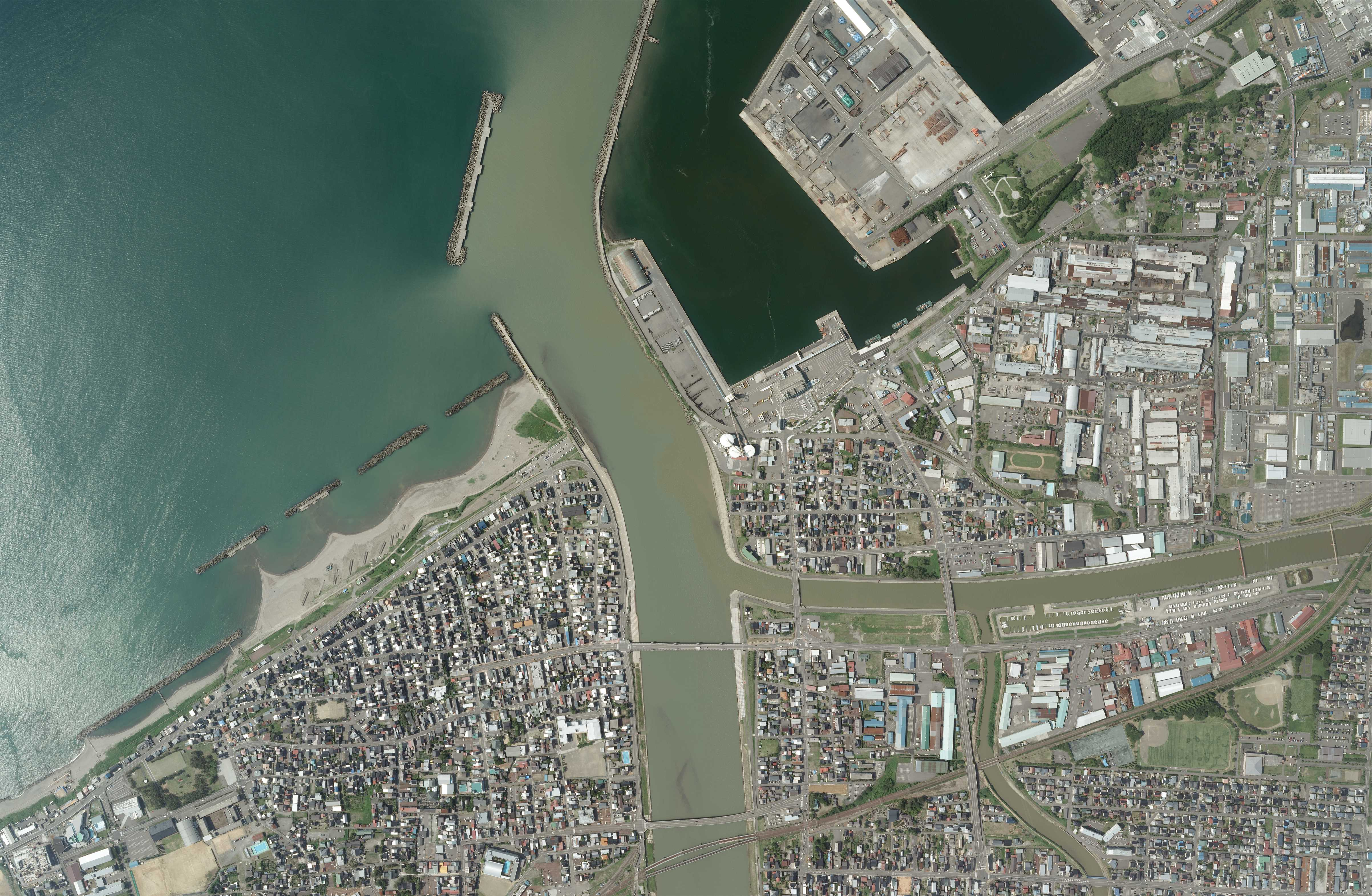
지진 이전(2017년)에 촬영한 니가타현 조에쓰시 세키가와강 하구 부근의 항공 사진. 사진 왼쪽 하단에 후나미 공원이 보인다.

기상청 기동관측반(JMA-MOT)의 현지 조사 결과에 따르면 니가타현 조에쓰시에 있는 후나미 공원에서는 쓰나미가 경사면을 타고 올라온 가장 높은 높이인 최대소상고가 5.8 m로 관측되었다. 또한 건물에 남은 쓰나미 흔적(흔적고)의 높이는 이시카와현 노토정 시로마루에서 4.7 m로 확인되었다. 한편 지진 발생 후 결측된 와지마항과 스즈시 나가하시의 관측 지점 인근에서는 쓰나미로 발생한 침수 흔적이 없었다. 도쿄 대학 지진 연구소의 현지 조사에 따르면 시카정의 아카사키 어항에서 아부야 어항까지 쓰나미 흔적이 밝혀졌으며 이 중 아카사키 어항에서는 소상고가 약 4.2 m에 달했다고 추정된다. 노토반도에 지난 400년간 밀려온 최대 규모의 쓰나미는 1833년 쇼나이 해역 지진 당시 밀려온 5 m대의 쓰나미로 2024년 지진으로 노토반도에 닥친 쓰나미는 쇼나이 해역 지진 이후 가장 큰 규모로 추정된다.
일본 국토지리원이 촬영한 항공 사진을 일본지리학회에서 판독한 결과에 따르면 쓰나미로 발생한 침수 면적은 약 190 ha이다. 이 침수 범위는 이시카와현에서 사전에 발표했던 쓰나미 침수 예상 범위에 거의 들이맞았다. 특히 노토반도의 동쪽에 있는 스즈시 동부부터 노토정 동부까지 지역에서 가옥 유실과 파손이 발생하는 등 내륙 지역 침수 피해가 집중되었고 와지마시 헤구라섬 남부, 시카정 일부, 노토정 남부, 아나미즈정, 나나오시 노토섬에서도 침수 피해가 발생했다. 육지에서 쓰나미가 도달한 고도는 와지마시 헤구라섬과 시카정 아카사키 어항에서 높이 5 m를 넘었다고 추정된다. 노토정 시로마루와 스즈시 호류마치우카이에서는 주택 유실과 파손 피해가 발생했다. 스즈시에서는 아이다 해각의 영향으로 노토반도 서쪽에서 밀려온 쓰나미가 큰 피해를 입혔다고 알려졌다. 마스다 등의 연구진이 시행한 컴퓨터 시뮬레이션 결과에서 이런 상황을 재현할 수 있는 건 사례 2 뿐이었다. 도야마현에서는 연안에서 쓰나미가 여러 번 반사되어 에너지가 증폭되었으며, 시카정이나 가나자와시 방면에서는 노토반도 서쪽 진원지의 쓰나미가 제1파로 도달한 후 노토반도 동쪽에서 돌아서 온 제2파가 도달했다. 이 지진으로 발생한 쓰나미 중 제1파가 가장 높았던 관측 지점은 가시와자키 지점 뿐이었다. 한편 사도섬에서는 쓰나미가 수심이 깊은 도야마 해곡을 통과했기 때문에 진원에 가까운 이다항에서보다 더 빨리 도달했다. 그 외 이번 지진의 쓰나미의 특징으로는 지진 발생 후 단시간 안에 쓰나미가 도달했으며 그 외 쓰나미의 굴절로 인해 높이가 최대가 된 쓰나미가 제1파 이후로 지연되었고 이 쓰나미가 장시간 지속되었으며, 사전에 F43 단층에서 예상되었던 쓰나미 높이보다는 낮았던 점 등이 있다. 교토 대학 방재연구소는 스즈시의 지케, 아와즈 지구, 이다 지구, 우카이 지구, 가스가노 지구에서 쓰나미로 큰 피해가 발생했으며, 특히 우카이 지구와 가스가노 지구에서는 지구 전체가 침수되어 침수가 장기간 이루어졌다고 보이며 아와즈 지구에서는 침수 시간은 비교적 짧았지만 여러 차례 해일이 들이닥친 흔적이 남았다고 설명했다. 또한 노토정의 누노우라 지구와 마쓰나미 지구도 쓰나미로 소규모 피해가 있었다. 와지마시 몬젠정에서는 아카사키 지구에서 니시우라 지구에 걸친 지역에 소규모 피해가 확인되었고, 고토카하마에서도 쓰나미 흔적이 확인되었으나 쓰나미로 큰 피해를 입은 지역은 없었다. 아카사키 지구와 니시우라 지구에서 쓰나미의 소상고가 높았음에도 불구하고 큰 피해가 없었던 이유로는 주택이 이보다 더 높은 고도에 대부분 있었기 때문이라고 분석했다.
한편 노토반도 북쪽 해안에서는 쓰나미로 인한 침수가 발생하지 않았다. 쓰나미는 지진 발생 1분 후 해안에 도달했지만 단층의 이동과 동시에 융기 현상이 발생했기 때문에 지진 발생 후 40초 이내, 즉 쓰나미가 도달하기 전에 융기 현상부터 먼저 일어났다. 이 때문에 융기로 새롭게 육지가 된 지역이 자연 방파제 역할을 해 침수가 일어나지 않았을 가능성이 높다. 그 외 많은 관측 지점에서 쓰나미 높이가 예상보다 낮게 측정된 이유로는 당초 노토반도 직하 단층이 아닌 해저의 활단층이 움직였다고 추정했기 때문에 해저의 지각변동을 과대평가했기 때문이라는 주장도 있다. 모리 기상청장은 이런 지반 융기의 영향으로 육지에서의 쓰나미 도달에 미치는 영향을 지진 발생 직후에 신속하게 예측하거나 파악하여 그 결과에 따라 쓰나미 관련 정보 발표 방식을 바꾸는 것은 2024년 현재의 기술로는 매우 어렵다고 말하며 쓰나미경보가 발표되면 즉시 대피하는 것이 가장 중요하다고 말했다. 물론 나나오시나 아나미즈정과 같이 지진으로 지반이 침하된 지역에서는 (나나오만의 복잡한 지형으로 쓰나미가 약화됨을 고려하더라도) 지각변동으로 인해 쓰나미의 위험성이 더 커짐을 염두해야 한다고 밝혔다. 교토 대학 방재연구소의 분석에 따르면 융기로 인해 쓰나미의 흔적은 보였으나 쓰나미 피해는 없었던 지역으로 스즈시의 다코지마, 하치가곶, 가와우라, 오이토, 기노우라 각 지구가 있으며 융기로 인해 쓰나미의 흔적 자체를 볼 수 없었던 지역으로 와지마시 몬젠정의 고토가하마 북쪽 지역과 같은 정의 사이카이 지구, 시카정 지역을 꼽고 있다.
니가타현 조에쓰시 세키가와강 하구 부근에서는 인근의 얕은 수심과 곶에서 반사된 쓰나미가 겹치면서 쓰나미가 국지적으로 높아져 세키가와강과 그 지류인 호쿠라강이 합류하는 지점에서 강변의 주택 15채가 침수되었다. 쓰나미는 세키가와강을 역류해 하구에서 5 km 부근까지 밀려왔다고 추정된다. 한편 니가타현에서는 기상청의 관측 정보로 발표되는 쓰나미 관측소는 가시와자키시, 사도시, 니가타시, 아와시마우라촌 4곳밖에 없으며 이 중 이번 지진으로 관측된 최대 쓰나미 높이는 가시와자키시의 37 cm로 현지 조사에서 추정된 최대 쓰나미 높이인 5.8 m에 비하면 10분의 1에도 미치지 못했기 때문에 니가타현 지사인 하나즈미 히데요는 필요에 따라 기상청의 쓰나미 관측계를 증설해달라 요구하겠다고 밝혔다.
| 도도부현   | 관측 지점                    | 쓰나미 높이(추정치) | 종류   |
| ---------- | ---------------------------- | ------------------- | ------ |
| 니가타현   | 조에쓰시 가키자키항          | 2.9 m               | 소상고 |
| 니가타현   | 조에쓰시 후나미 공원         | 5.8 m               | 소상고 |
| 니가타현   | 조에쓰시 나오에쓰 해수욕장   | 4.5 m               | 소상고 |
| 니가타현   | 사도시 하모치항              | 3.8 m               | 흔적고 |
| 니가타현   | 사도시 오기항                | 1.9 m               | 흔적고 |
| 도야마현   | 아사히정 미야자키항          | 1.4 m               | 흔적고 |
| 도야마현   | 이미즈시 카이류신마치        | 1.5 m               | 소상고 |
| 이시카와현 | 스즈시 이다항                | 4.3 m               | 흔적고 |
| 이시카와현 | 스즈시 우카이 어항           | 2.7 m               | 흔적고 |
| 이시카와현 | 스즈시 미쓰케공원            | 2.9 m               | 흔적고 |
| 이시카와현 | 노토정 고이지 해안           | 1.7 m               | 소상고 |
| 이시카와현 | 노토정 마쓰나미 어항         | 3.1 m               | 흔적고 |
| 이시카와현 | 노토정 우치우라 종합운동공원 | 4.0 m               | 흔적고 |
| 이시카와현 | 노토정 시로마루              | 4.7 m               | 흔적고 |
| 이시카와현 | 노토정 쓰쿠모만              | 2.2 m               | 흔적고 |
| 이시카와현 | 노토정 우시쓰항              | 1.3 m               | 흔적고 |
| 이시카와현 | 나나오시 우노우라 어항       | 1.8 m               | 흔적고 |
| 이시카와현 | 나나오시 시모사자나미 어항   | 2.2 m               | 소상고 |
| 이시카와현 | 와지마시 헤구라지마 어항     | 2.9 m               | 흔적고 |

#### 쓰나미에 관한 컴퓨터 시뮬레이션
이번 지진으로 발생한 쓰나미를 마쓰다 등이 컴퓨터 시뮬레이션으로 조사한 결과 F43 단층만 움직여 규모 Mw7.57의 지진이 발생했다고 가정한 사례 1, F43과 F42가 동시에 움직여 규모 Mw7.66의 지진이 발생했다고 가정한 사례 2, 국토지리원의 조사 결과를 바탕으로 규모 Mw7.49의 지진이 발생했다고 가정한 사례 3 세 가지 경우에 대해 계산했다. F43 단층을 중심으로 F42가 추가되어 쓰나미가 발생했다고 가정하면사도가섬과 니가타현 조에쓰 지방의 관측 결과와 일치했다. 한편 시뮬레이션 결과에서 가시와자키의 쓰나미 높이는 가장 낮은 사례3에서도 89.4 cm, 가장 높은 사례2에서는 227.1 cm에 달해 가시와자키에서 관측된 쓰나미 높이는 어느 관측치를 바탕으로 한 컴퓨터 시뮬레이션에서도 너무 낮다는 점이 지적되었다. 또한 시뮬레이션에서 쓰나미가 도달했다고 계산된 시각은 실제 쓰나미 제1파가 관측된 시각보다 대부분의 관측지점에서 1분에서 4분 정도 빨랐다.

#### 쓰나미 퇴적물
2024년 1월 22일 가나자와 대학의 로버트 젠킨스 등의 연구팀은 스즈시와 쓰쿠모만 해역에서 스쿠버 다이빙으로 해저 퇴적물 코어를 조사한 결과 조사 대상 5곳에서 모두 지진으로 인한 퇴적물이 발견되었으며, 그 두께는 스즈시 수심 약 7.5 m 지점에서 1 cm에 달했다. 퇴적물의 최상층은 점토질 진흙이었지만 쓰쿠모만에서는 최대 직경 50 cm에 달하는 암석도 발견되었으며 주변보다 약 1 m 높은 모래 퇴적물(사퇴)도 형성되었다. 이는 퇴적물이 운반되어 다시 퇴적되어 생겼다고 추정된다. 또한 스즈시 해역에선 퇴적물의 최상층이 적갈색을 띄었는데 이는 지진 발생 후부터 조사 전까지 육지에서 발생한 산사태가 일어난 곳에서 흘러들어온 진흙으로 추정된다. 2월 조사에서 이 적갈색 층은 침식으로 약간 옅어졌음이 확인되었지만 당분간 원래대로 돌아가진 않는다고 분석했다.

#### 일본 기상청 이외의 쓰나미 관측
호쿠리쿠 전력은 2일 밤 시카 원전 내 기기의 냉각에 사용되는 해수의 취수구 부근에 설치한 조위계에서 1일 17시 45분부터 18시 사이에 약 3 m의 수위가 상승했다고 발표했다. 하지만 취수구는 해수면이 아닌 부지 내로 유입된 해수의 수조 수위를 측정하기 때문에 상승한 수위 값이 직접적인 쓰나미 높이와 일치하지 않는다. 따라서 이 데이터를 이용해 원전 서쪽 해역의 수위 변동을 따로 분석한 결과 지진 발생 이후 약 1시간 반만에 3 m의 쓰나미가 도달했음이 나타났다고 9일 발표했다.

#### 쓰나미 도달 시각
이마무라 후미히코 등의 분석에 따르면 스즈시에서는 지진 발생 후 1분 이내에 쓰나미가 도달했다고 추정된다. 지진 발생 당시 스즈시역소 근처에 있던 홋코쿠 신문의 스즈시 지국 기자인 다니야 고요는 흔들림이 좀 가라앉았을 무렵 바다에서 순식간에 해일이 들이닥쳤고 이후 해안에서 100 m 지점까지 쓰나미가 밀려왔다고 말했다.
도야마시 검조소에서는 지진 발생 3분 후인 16시 13분에 쓰나미가 도달했으며, 지진을 일으킨 단층에서 발생한 쓰나미가 예상보다 더 빠르게 도달했다. 도야마에 가장 먼저 도달한 쓰나미는 47.5 cm의 바다로 밀려나는 파(후퇴파)이며 도야마는 후퇴파가 처음으로 관측된 유일한 지점이다. 이아무라 등의 연구팀은 지진의 흔들림 때문에 도야마만에서 해저 산사태가 발생해 이로 인한 쓰나미가 발생했을 가능성이 있다고 주장했다. 2010년과 2024년에 조사한 해저 지형을 비교한 결과 도야마시 해역 약 4 km 지점에서 해저 경사면이 높이 40 m 정도, 폭 80 m 정도, 길이 500 m 정도 규모로 무너진 것이 확인되며 이 산사태가 쓰나미에 영향을 주었을 가능성이 있다. 이와 유사한 해저 산사태는 2월 2일부터 8일까지 일본 해상보안청이 실시한 조사에서도 노토반도 동쪽 약 30 km 해역에서 깊이 약 50 m, 폭 약 1.1 km, 길이 약 1.6 km의 규모로 발견되었으며 2023년 5월 같은 장소를 조사했을 땐 산사태가 없었던 것으로 보아 이번 지진으로 산사태가 발생했으며, 쓰나미를 일으켰다고 추정된다. 또한 2월 27일부터 28일까지 이어진 일본 해상보안청의 조사에서 남북으로 약 3.5 km, 동서로 약 1 km, 깊이 약 40 m의 해저 경사면 붕괴도 확인되었다.
이처럼 지진 발생 직후 매우 짧은 시간 안에 도달하는 쓰나미를 일본에서 "즉시 쓰나미"(即時津波)라고 부르며 동해 쪽에서 발생한 지진에서는 동해 중부 지진의 지진 발생 후 8분, 홋카이도 서남부 해역 지진의 지진 발생 후 최단 3분이란 예도 있었지만 이번 노토반도 지진에서는 이보다도 더 짧은 시간에 쓰나미가 도달했다. 다만 노토반도 지진의 경우 지진 발생 후 약 20분 후에야 육지를 덮치거나 방파제를 넘을 정도의 쓰나미가 발생했기 때문에 쓰나미로부터 대피할 시간적 여유가 있었다. 또한 도호쿠 지방 태평양 해역 지진으로 발생한 쓰나미에 비해 해일의 주기가 짧아 처음 해안에 쓰나미가 도달했을 때 모래사장의 침식이 심했지만 이 때문에 반대로 쓰나미의 에너지가 어느 정도 빼앗긴 채 육지로 들어왔기 때문에 도호쿠 지방 태평양 해역 지진 때와 달리 쓰나미로 파괴된 주택의 수는 비교적 적은 요인으로 작용했다.
일본 국토교통성의 폐쇄회로 텔레비전(CCTV) 조사에서 쓰나미의 세력 스펙트럼 밀도(PSD, power spectral density)를 조사한 결과 도야마현 뉴젠정 요코야마와 난토시 다나카에서 모두 16시 10분부터 16시 25분까지 총 4차례 피크가 나타나 도야마현 동북부에서 공통적인 파워 스펙트럼을 나타냈을 가능성이 있다. 요코야마에서는 16시 16분 33초에, 다나카에서는 16시 17분 23초에 최고 피크를 맞았으며 모두 16시 24분 45초에도 또 다른 피크가 있어 다른 지점과는 다른 경향을 보였다. 구로베시 고세이조에서는 16시 14분 32초와 16시 19분 50초에 2회, 도야마시에서는 16시 14분 55초에 1회 피크를 기록했다. 고세이조와 도야마시 시모이노에서는 지진 이전부터 해수면의 잡음이 심해 명확하게 쓰나미와 잡음을 구별하기 어렵다.

#### 쓰나미 대피
NTT 도코모의 모바일 공간 통계 분석 결과에 따르면 스즈시, 와지마시, 노토정, 아나미즈정 모두 지진 발생 후 17세대의 체류 인구가 지진 발생 전 15시에 비해 내륙 지역의 체류 인구가 더 많았고 해안 지역에는 체류 인구가 적었다. 그중에서도 쓰나미로 침수가 예상되는 지역에서는 인구가 줄어드는 경향이 뚜렷했으며 침수 깊이가 1 m에 달한다고 예상된 지역에서는 이런 경향이 더 심해졌다. 표고 10 m 이하의 체류 인구는 지진 직후 급격히 감소했으며, 10 m 이상 표고에서의 체류 인구는 급격히 늘어난 것을 보아 대쓰나미경보 발표를 통해 고지대 피난을 유도하는 효과가 있었으나 지진에 따른 기지국 피해 영향으로 확인되지 않은 체류 인구가 있을 수도 있어 분석에 주의가 필요하다는 주장이 있다. 또한 1월 3일 이후 대쓰나미경보, 쓰나미경보, 쓰나미주의보가 해제되며 귀가와 저지대 피난처로 이동을 시사하는 공간 통계 데이터도 있다.
소프트뱅크의 유사한 통계 분석 결과 본진 발생 5분 후에는 이미 스즈시 아이다 지구, 나오 지구 등에서 피난처인 이시카와현립 아이다 고등학교, 스즈시립 아이다 소학교, 스즈시립 미도리가오카 중학교 등 고지대로 인파가 활발히 이동했으며 전화 등을 통해 상황을 알아보고 신속하게 피난한 사람이 많았던 것으로 추정된다. 대피에 걸린 시간은 도호쿠 지방 태평양 해역 지진 당시의 절반 정도이며 지자체별로는 본진 이후 침수 예상 지역에 체류하고 있던 총 104명 중 본진 발생 6분 후 스즈시에서, 본진 발생 7분 후 노토정에서 피난을 시작한 사람이 50%를 넘었다. 본진 발생 후 10분 후 스즈시에서, 11분 후 노토정에서 피난한 사람 비율이 80%를 넘었으며 피난자 소재지의 평균 고도는 스즈시에서 본진 발생 후 20분 후 표고 21 m, 노토정에서는 본진 5분 후 표고 17 m로 나타났다. 본진 발생 후 12분 후에야 대쓰나미경보가 발표되었기 때문에 발표 이전부터 대부분의 사람들이 피난을 시작했음을 의미한다.
또한 2023년 동해 중부 지진 40주년, 홋카이도 서남부 해역 지진 30주년을 맞이해 계몽 활동이 활발하게 이루어졌고 2022년, 2023년 지진으로 방재 의식이 높아진 것도 피난으로 이어진 원인이라고 보인다. 일부 주민은 16시 6분 전진이 일어나던 시점에 쓰나미 위험을 감지하고 고지대로 피난하기 시작한 경우도 있었다. 쓰나미 현지 조사를 시작한 아리타 마사유키 교수는 도호쿠 지방 태평양 해역 지진 이후 실시한 인터뷰 조사에서 많은 사람이 쓰나미 발생 시각과 쓰나미 높이에 대해 대답한 반면(즉 쓰나미를 눈으로 직접 봤다), 이번 지진에서는 쓰나미를 직접 보지 못해 쓰나미가 언제 왔는지 대답하지 못한 사람이 더 많은 것을 보아 신속하게 대피한 사람이 많았다고 분석했다. 스즈시 노로시 지구에서는 주민 전원의 생년월일, 전화번호, 지원 필요 여부 등이 적힌 명부가 작성되어 있었기 때문에 대피 이후 부재중인 주민을 즉시 확인하고 구조에 나설 수 있었으며, 100세 이상 3명을 포함해 주민의 60% 이상이 고령자임에도 모두 무사했다. 지진이 발생한 시기가 어업을 하지 않는 기간이라 바다에 나가 있다는 사람이 적었던 것도 생존에 도움을 준 한 요인이 되었다.
한편 많은 지자체가 쓰나미에서 피난은 원칙적으로 도보로 피난한다는 방침이 정해졌음에도 불구하고 지진 이후 피난가는 사람들이 자동차를 타고 가 교통 체증이 빚어졌으며 이 중에선 원래 피난할 필요가 없는 지역의 주민들까지 포함되어 있거나 이미 높은 고도에 있음에도 불구하고 더 높은 곳을 향해 자동차가 줄을 서 있는 광경이 보도되었다. 니가타시 니시구에 있는 니가타 동서도로에서는 고지대로 피난해 갓길에 차를 세우는 사람이 속출하여 한 때 280대 가까이가 정차해 있는 사태도 발생했다. 또한 특정 피난 장소에 자동차가 집중되어 정체를 일으킨 예도 있어 주민에게 해저드맵을 충실히 외워야 한다는 주장도 나왔다. 설문 조사 결과에 따르면 도야마현 히미시, 다카오카시, 사미즈시, 도야마시의 해안가에 거주한 응답자 91명 중 60%가 피난 수단으로 자동차를 이용했다고 대답했으며, 그 이유로는 걷기가 어려운 사람을 데리고 있었기 때문, 근처에 고지대가 없었기 때문, 자동차로 이동하는 것이 익숙했기 때문이라고 답했다. 그 외에도 니가타현 조에쓰시 미나토마치 1초메와 2초메에 거주하는 260가구 중 응답한 160가구 중 70%가 자동차를 이용해 대피했다고 대답했으며 지역 반상회는 그 이유에 대해 평소에도 많은 사람들이 자동차로 이동하기 때문이라고 주장했다. 스즈시와 노토정에서는 위치 정보 데이터를 이용한 이동 속도 분석 결과 40~50% 정도가 자동차를 이용해 피난했다고 추정되었다. 자동차로 피난을 간 이유로는 동해 중부 지진 이후 처음으로 쓰나미경보가 발표된 야마가타현이 기온이 낮았던 것도 이유 중 하나이다. 야마가타현에서는 고지대로 피난갔지만 추위를 견디지 못하고 쓰나미경보가 해제되기 전에 귀가를 한 사람도 있었기 때문에 비상용 가방에 손난로나 담요를 넣어 두거나, 피난처에서도 방한 대책이 중요하다는 주장이 나왔다. 이 외에도 귀성객 등 평소에는 그 지역에 살지 않는 사람에게는 피난 장소를 알기 어렵다는 과제도 꼽혔다. 노토반도에서는 매년 가을마다 쓰나미가 발표되었다는 가정 하에 피난 훈련을 실시했지만 무너진 주택이 방해가 되어 훈련에서는 통과했던 길을 실제로는 통과할 수 없어 우회해야 하는 상황도 발생했으며 일부는 피난로를 찾다가 쓰나미에 휩쓸려 사망한 사람도 있었다. 일본 국내에서 쓰나미로 인한 사망자가 발생한 일은 동일본대진재 이후 이번 노토반도 지진이 처음이다. 하지만 도로가 막혀 피난소로 대피하기 어려운 상황에서도 집 2층 베란다 수직피난을 해 목숨을 건진 사례도 있었다.
한편 피난을 가도 대피소가 잠겨 있어 피난을 할 수 없는 사례도 있었다. 니가타시와 조에쓰시에서는 각각 7곳, 도야마시에서는 8곳의 피난소에서 피난민이 안으로 들어가기 위해 유리창을 깨뜨린 사례가 있었다. 구체적인 사례로는 피난민이 줄지어 서 있어 자물쇠를 열면 피난민이 도미노처럼 쓰러질 수 있다고 판단해 즉시 대피소를 열어야 한다는 시의 지침에 반해서 대피소를 열지 못한 사례, 반대로 비상계단 3층 부근에 사람들이 몰려들어 피난민들이 한꺼번에 넘어질 수 있다며 부득이하게 창문을 깨뜨린 사례, 열쇠를 가지고 있던 주민이 당황해 창문을 열지 못해 부득이하게 창문을 깨고 들어간 사례 등이 있다. 일부 지자체에서는 비상시에 창문을 깨고 들어간 것은 어쩔 수 없는 대응이었다는 반응을 보이기도 했지만, 유리창을 깨는 행위는 부상으로 이어질 수 있으며 대피소 관리자와 마찰을 빚은 사례도 있었기 때문에 창문을 깨지 않고도 대피소에 들어갈 수 있도록 흔들림이 감지되면 자동으로 문을 열 수 있는 시스템을 정비할 필요가 있다는 주장이 제기되었다.
아마무라 후미히코는 침수 범위가 좁은 것을 감안한다면 즉시 지정된 긴급 대피소로 향하면 쓰나미를 피할 수 있었다고 파악되지만, 도망치러고 해도 지진의 흔들림으로 건물이 붕괴되어 집에서 탈출하지 못하고 늦게 탈출한 사람도 있었다고 주장했다. 실제로 스즈시 호류정에서는 쓰나미 피난탑 등이 없어 쓰나미가 다가오면서 집이 무너져 도망치고 싶어도 도망칠 수 없는 피해자의 구조 활동에 어려움을 겪는 사례도 보도되었다. 미야기현 이시노마키시에서 동일본대진재의 전승에 힘쓰고 있는 단체는 노토반도 지진으로 발생한 쓰나미에서 대피한 사람들로부터 "맨발로 대피했다"라는 등의 증언을 모아 두 지진을 비교하는 형태로 이시노마키시에서 전시전을 열었다.

### 일본 이외 지역
동해는 닫힌 바다이기 때문에 발생 후 약 24시간동안 일본 열도와 아시아 대륙 사이를 편도 2시간 정도, 왕복 4시간 정도로 6번 왕복하면서 쓰나미가 장시간 지속되었다고 추정된다.

#### 미국
일본 표준시 기준 16시 21분, 미국 해양대기청(NOAA)과 태평양 지진해일 경보 센터(PTWC)는 일본 내 진앙으로부터 300 km 내에 위험한 쓰나미가 몰아칠 수 있다는 쓰나미예보를 발표했으며, 16시 50분에는 니가타시에 쓰나미가 몰려온다고 예측했다. 한편 미국 서해안(캘리포니아주, 오리건주, 워싱턴주), 알래스카주, 캐나다 브리티시컬럼비아주, 미국 하와이주, 북마리아나 제도, 괌, 아메리칸사모아에서는 쓰나미 위험이 없다는 정보를 발표했다. 16시 56분에는 북한, 일본, 러시아 연안에 0.3~1 m, 대한민국 연안에 0.3 m 미만의 쓰나미가 올 수 있다는 예보를 발표했다. 20시 7분에는 큰 쓰나미 위기가 지나갔지만, 앞으로 수 시간 동안 최대 30 cm 정도의 해수면 변동이 있다고 발표했다.

#### 한국

##### 예측 발표
대한민국 기상청은 대한민국 동해안에 지진해일 도달 예상 시점을 강릉시 오후 6시 29분, 양양군 오후 6시 32분, 고성군 (강원특별자치도) 오후 6시 48분, 포항시 오후 7시 17분, 해일의 최대 높이는 0.5 m 미만일 것으로 예상하였다. 강원지방기상청은 지진해일에 풍랑이 더해져 최고 높이 3.5~4 m에 이르는 높은 파도가 해안가까지 몰아칠 수 있다고 경고했다. 한국에서 쓰나미가 관측된 사례는 1993년 7월 홋카이도 남서쪽 해역 지진 이후 31년 만이며, 지진해일주의보가 발령된 건 2005년 후쿠오카현 서쪽 해역 지진 이후 처음이다.
지진을 일으킨 역단층이 북동-남서 방향으로 발달하고 주향에 직각이 되는 북서쪽 방향으로 해수가 솟아올라 대한민국보다는 더 북쪽인 조선민주주의인민공화국에 더 큰 지진해일이 도착했을 가능성이 있다.
조선민주주의인민공화국은 함경북도 해안에 지진해일 특급경보, 함경남도, 강원도, 나선시 해안에 지진해일 중급경보를 발령했다. 해일 높이는 청진시 2.08 m, 경성군 1.84 m, 나선시 1.76 m으로 예측되었다.

##### 실제 관측치
지진해일 도달 전 동해안 각 시군에는 지진 해일 재난 안전문자가 발송되었다. 지진해일은 강원특별자치도 강릉시 강릉항에 오후 6시 1분 최초로 도달하였으며 지진해일 파고는 대략 20 cm였다. 속초시 속초항에서 저녁 6시 10분에 첫 지진해일이 관측되었고, 오후 8시 38분 45cm의 최고 높이의 지진해일이 관측되었다. 동해시 묵호항에서는 6시 6분경 첫 지진해일이 관측된 후, 오후 8시 35분경 가장 높은 85 cm의 지진해일이 관측되었다. 후포에서 66 cm, 임원과 남항진에 30 cm 내외의 지진해일이 관측되었다. 파고는 점차 낮아져 1월 2일 아침에는 동해안에 10 cm 미만의 지진해일이 관측되었다. 지진해일 관련 피해 신고는 접수되지 않았다. 현재까지 동해안에 위치한 울진 원자력 발전소, 월성 원자력 발전소, 고리 원자력 발전소에는 이상이 없다. 이들 원전은 모두 10 m의 해일에 견딜 수 있도록 설계되어 있다.

#### 러시아
러시아는 러시아 극동 지역에 쓰나미경보를 발표했다. 러시아 비상사태부는 "대응팀이 쓰나미의 가능한 결과에 대응할 준비가 되어 있다"고 밝혔다. 타스 통신에 따르면 프리모르스키 변경주 라좁스키군 프레오브라제니예 인근에서 최대 높이 63 cm의 쓰나미가 관측되었으며, 사할린주 홀름스키군 홀름스크에서 18 cm의 쓰나미가 관측되었다. 또한 NOAA 국립 환경정보센터에 따르면 이 외에도 프리모르스키 변경주 루드나야프리스탄에서 38 cm, 소스노보(스베틀라야 부근)에서 13 cm의 쓰나미를 관측했다. 프리모르스키 변경주 블라디보스토크에서는 쓰나미를 관측하지 못했다고 발표했으며, 나홋카에서도 쓰나미가 거의 눈에 띄지 않았다고 발표했다. 정부 간 해양학 위원회(IOC/UNESCO) 자료에 따르면 포시예트 지역에서도 쓰나미가 관측되었다.

#### 중국
중화인민공화국 자연과학원부는 중국 연안에 쓰나미의 영향이 없다고 발표했다.
중화민국(타이완) 중앙기상서는 대만 해안에 쓰나미가 도달하지 않는다고 발표했다.

## 지진전조현상 및 굉관이상현상
교토 대학 대학원 정보학연구과의 우메노 겐의 연구에 따르면 본진 2시간 40분 전인 13시 30분경부터 노토반도 해역 상공의 전리층에 선형 경사가 나타나는 등 전리층 이상이 확인되었고, 본진 1시간 40분 전인 14시 30분경부터는 노토반도 해역의 전리층에 왜곡된 층이 겹겹이 겹쳐 나타나는 등 이상현상이 발견되었다. 이런 현상은 전자가 높은 곳에서 낮은 곳으로 이동하고 있음을 나타내며 2011년 도호쿠 지방 태평양 해역 지진과 2023년 오쿠노토 지진 당시에도 비슷한 현상이 발생했다고 우메노가 주장했다. 당일에는 태양 플레어도 발생했긴 했지만, 태양 플레어라면 일본 전역의 상공에서 이상 현상이 동시에 관측되야 하기 때문에 둘은 다른 현상이라고 우메노가 말했다. 이에 따라 2월 14일 우메노는 전리층 이상 현상이 노토반도 지진의 전조 현상이라고 주장했지만 자세한 메커니즘과 실제 인과관계에 대해서는 앞으로 연구가 더 진행되어야 한다. 또한 우메노 팀은 이 현상을 활용해 전리층 이상 발생 시 지진 경보를 발령하는 시스템 구축을 목표로 하고 있으며, 전리층 이상 데이터를 3차례에 걸쳐 제공하고 있다. 3월 9일에는 일본지진예지학회가 시행한 "노토반도 지진에 대한 데이터 검토회"에 우메노도 참석하여 이번 지진과 관련된 전리층 이상과 굉관이상현상에 대한 논의도 이루어졌다.
무사시노 가쿠인 대학의 특임교수인 시마무라 히데키는 2023년 하반기부터 잇다른 이시카와현 연안의 오징어 어획량 급감, 전국 각지의 정어리 대량 폐사, 돌고래의 육지 좌초 등이 모두 이 지진의 전조 현상으로 발생한 지전류와 지자기가 해양 동물에 영향을 준 것으로 이번 지진의 굉관이상현상이라고 주장하고 있으며, 이오섬 해역의 해저 화산 분화 활성화나 곰에 의한 인명피해 증가도 지진의 전조와 관련이 있을 수 있다고 주장한다. 또한 지진 전날부터 당일까지 주부 지방 각지에서 평소에는 볼 수 없는 새 떼의 대량 이동도 있었다고 주장한다.

## 피해
방재 가이드인 와다 다카마사는 이번 노토반도 지진이 쓰나미, 화재, 토사 재해 등 과거 한신·아와지 대진재, 동일본대진재 등에서 발생했던 재해로 인한 피해가 좁은 지역에서 한꺼번에 발생한 "특이한 지진재해"라고 평가했다.
아래는 부현별 피해 상황 도표이다.
| 도도부현   | 인명 피해 (명)      | 인명 피해 (명) | 인명 피해 (명) | 인명 피해 (명) | 인명 피해 (명) | 인명 피해 (명) | 주택 피해 (채) | 주택 피해 (채) | 주택 피해 (채) | 주택 피해 (채) | 주택 피해 (채) | 주택 피해 (채) | 주택 피해 (채) |
| 도도부현   | 사망자 (재해연관사) | 행방불명자     | 부상자         | 부상자         | 부상자         | 합계           | 완전 붕괴      | 반 붕괴        | 상부 침수      | 하부 침수      | 일부 파손      | 한계           |                |
| 도도부현   | 사망자 (재해연관사) | 행방불명자     | 중상자         | 경상자         | 소계           | 합계           | 완전 붕괴      | 반 붕괴        | 상부 침수      | 하부 침수      | 일부 파손      | 한계           |                |
| ---------- | ------------------- | -------------- | -------------- | -------------- | -------------- | -------------- | -------------- | -------------- | -------------- | -------------- | -------------- | -------------- | -------------- |
| 후쿠시마현 |                     |                |                |                |                |                |                |                |                |                | 1              | 1              |                |
| 사이타마현 |                     |                |                |                |                |                |                |                |                |                | 2              | 2              |                |
| 니가타현   | 5 (5)               |                | 11             | 43             | 54             | 59             | 109            | 4,102          |                | 14             | 20,155         | 24,380         |                |
| 도야마현   | 2 (2)               |                | 14             | 43             | 57             | 59             | 259            | 807            |                |                | 21,468         | 22,534         |                |
| 이시카와현 | 508 (280)           | 2              | 391            | 877            | 1,268          | 1,778          | 6,093          | 18,415         | 6              | 5              | 83,457         | 107,976        |                |
| 후쿠이현   |                     |                |                | 6              | 6              | 6              |                | 12             |                |                | 820            | 832            |                |
| 나가노현   |                     |                |                |                |                |                |                |                |                |                | 21             | 21             |                |
| 기후현     |                     |                |                | 1              | 1              | 1              |                |                |                |                | 2              | 2              |                |
| 애히메현   |                     |                |                | 1              | 1              | 1              |                |                |                |                |                |                |                |
| 오사카부   |                     |                |                | 5              | 5              | 5              |                |                |                |                |                |                |                |
| 효고현     |                     |                |                | 2              | 2              | 2              |                |                |                |                | 1              | 1              |                |
| 합계       | 515 (287)           | 2              | 416            | 978            | 1,394          | 1,911          | 6,461          | 23,336         | 6              | 19             | 125,929        | 155,751        |                |

- 위 표에서는 6월 3일 여진으로 발생한 피해를 포함한다.
- 도야마현 발표 자료에서 분류되지 않은 주택 피해는 본 표에 반영되지 않았다.

아래는 이시카와현의 각 시정촌 별 인명 피해 도표이다.
| 시정촌         | 인명 피해 (명)      | 인명 피해 (명) | 인명 피해 (명) | 인명 피해 (명) | 인명 피해 (명) | 인명 피해 (명) |
| 시정촌         | 사망자 (재해연관사) | 행방불명자     | 부상자         | 부상자         | 부상자         | 합계           |
| 시정촌         | 사망자 (재해연관사) | 행방불명자     | 중상자         | 경상자         | 소계           | 합계           |
| -------------- | ------------------- | -------------- | -------------- | -------------- | -------------- | -------------- |
| 가나자와시     |                     |                |                | 9              | 9              | 9              |
| 나나오시       | 42 (37)             |                | 34             | 3              | 37             | 79             |
| 고마쓰시       | 1 (1)               |                | 1              | 1              | 2              | 3              |
| 와지마시       | 189 (88)            | 2              | 213            | 303            | 516            | 707            |
| 스즈시         | 151 (54)            |                | 47             | 202            | 249            | 400            |
| 가가시         |                     |                |                |                |                |                |
| 하쿠이시       | 4 (3)               |                |                | 7              | 7              | 11             |
| 가호쿠시       |                     |                |                |                |                |                |
| 하쿠산시       | 1 (1)               |                |                | 2              | 2              | 3              |
| 노미시         |                     |                | 1              |                | 1              | 1              |
| 노노이치시     |                     |                |                | 1              | 1              | 1              |
| 가와키타정     |                     |                |                |                |                |                |
| 쓰바타정       |                     |                | 2              |                | 2              | 2              |
| 우치나다정     | 5 (5)               |                | 6              |                | 6              | 11             |
| 시카정         | 19 (17)             |                | 19             | 97             | 116            | 135            |
| 호다쓰시미즈정 |                     |                |                |                |                |                |
| 나카노토정     | 1 (1)               |                | 5              | 1              | 6              | 7              |
| 아나미즈정     | 42 (22)             |                | 33             | 225            | 258            | 300            |
| 노토정         | 53 (51)             |                | 29             | 25             | 54             | 107            |
| 합계           | 508 (280)           | 2              | 390            | 876            | 1,266          | 1,776          |

### 인명 피해
일본 소방청은 2024년 10월 1일 14시 기준 사망자 총 401명(이 중 재해관련사 174명)을 확인했다. 3월 기준 보고된 재해관련사는 총 15명이었으나 이후 재해관련사로 사망한 사람이 점차 늘어났다. 또한 와지마시에서 3명이 실종되었다. 일본에서 100명 이상의 사망자가 발생한 지진은 제2차 세계 대전 종전 이후 2016년 구마모토 지진에 이어 9번째이다. 재해관련사를 제외한 직접적인 사망자만 보면 구마모토 지진(50명)의 4배가 넘으며, 한신·아와지 대진재 이후 동일본대진재, 한신·아와지 대진재에 이어 3번째로 많은 사망자가 발생했다.
이시카와현이 1월 22일까지 유족의 동의를 얻은 사망자 114명을 대상으로 조사한 사망자 현황을 보면 약 90%가 넘는 100명이 주택 붕괴로 사망했으며, 토사재해로 8명, 쓰나미로 1명, 피난처에서 1명, 자택 등지에서 1명이 사망했다. 일본 경찰이 1월 31일까지 부검한 222명의 사인은 압사 92명(41%), 질식사 및 호흡부전 49명(22%), 저체온증 및 동사 32명(14%), 외상성 쇼크 등 28명(13%), 소사 3명(1%) 등이었다. 저체온증 및 동사자의 경우 도로가 끊긴 상황에서 구조가 지연되어 사망했을 가능성이 높다. 인구 1명당 완전 붕괴한 주택수는 와지마시 0.145채, 스즈시 0.274채로 한신·아와지 대진재 당시 고베시 나다구와 히가시나다구의 2배에서 3배에 달한다. 이 때문에 생매장당한 피해도 많았는데 스즈시의 경우 오래된 건축물이 많아 피해가 더 컸다. 완전 붕괴된 주택 1채당 사망자수는 와지마시 0.031명, 스즈시 0.032명으로 한신·아와지 대진재 당시 고베시 나다구와 히가시나다구에 비교하면 1/3 정도이다. 그 이유로는 본진 4분 전에 전진이 일어나 사람들이 경계심을 가지고 있었고, 본진에서도 십여초 전 발생한 두어 차례의 지진으로 인해 긴급지진속보가 주택이 무너질 정도의 흔들림이 오기 전에 전달되어 주택에서 도망친 사람이 많았기 때문이라고 연구진이 분석했다.
와지마시 아사이치도리 부근의 화재 현장에서는 10명의 사망자가 확인되었다. 아나미즈정에서는 산사태로 주택 3채가 붕괴되어 16명이 사망했다.
시카정 도쿠다에서는 20대 여성과 90대 남성이 무너진 건물에 끼어 21시경 남성은 구조되었으나 의식 불명 상태로 이송되었고 이후 사망으로 확인되었다.
미국 지질조사국(USGS)은 수정 메르칼리 진도 계급 기준 IX 이상을 느낀 인구를 41,000명으로, VIII 이상을 느낀 인구가 15만명, VII 이상을 느낀 인구가 117만 2천명, VI 이상을 느낀 인구는 277만 1천명, V 이상을 느낀 인구는 170만 4천명, IV 이상을 느낀 인구는 6,152만 7천명, 진도 I~III를 느낀 인구를 893만 8천명이라고 추정했고 99% 확률로 1명 이상, 92% 확률로 10명 이상, 56% 확률로 100명 이상, 12% 확률로 1,000명 이상의 희생자가 발생했을 것이라고 추정했다. 또한 방재과학기술연구소는 진도6강 이상의 진동을 겪은 사람이 5만명, 진도6약 이상의 진동을 겪은 사람이 20만명, 진도5강 이상의 진동을 겪은 사람이 100만명, 진도5약 이상의 진동을 겪은 사람이 500만명 정도라고 추산했다. 피난 지시 대상은 1월 1일 22시 45분 기준 아키타현, 야마가타현, 니가타현, 이시카와현, 후쿠이현, 효고현, 돗토리현, 후쿠오카현, 사가현 등 9개 현 97,000명을 넘어섰다. 와지마시에서는 산사태와 토사재해 우려로 1월 5일 모미지강, 스즈야강, 마치노강 지류의 가와라다 지구에 사는 26가구에, 1월 8일에는 와지마 야구장 근처 이나후네정에 거주하는 75세대에 피난지시가 내려졌으나 두 지역 모두 피난지시 발표 당시 주민들이 모두 피난을 완료한 상태였다. 또한 대규모 산사태가 발생한 가나자와시 다가미신정에서도 1월 2일 32가구에 피난지시가 내려졌으나 2월 10일 해제되었다.
이시카와현 기준에서는 자연재해로 발생한 안부불명자는 친족의 동의 없이 이름을 공개하도록 규정했으나 사망자에 대해서는 유가족의 감정을 고려하여 유족의 동의를 받아야지만 이름 공개가 가능했다. 하지만 지진 직후에는 피해 파악에 전념하느라 동의를 얻는 작업이 진행되지 않아 사망자 명단이 공표되지 않았다. 이후 유족의 동의를 얻는 작업이 진행되어 1월 15일에 23명의 사망자 명단이 처음으로 공개되었다. 또한 2월 19일까지 139명의 이름이 공개되었다.
피해 지역에서 가장 가까운 대학병원인 가나자와 의과대학병원에서 1월 1일부터 1월 31일까지 이송된 지진 관련 환자 421명 중 가장 많이 수용된 진료과는 정형외과 51명, 호흡기내과 48명, 순환기내과 40명, 신장내과 38명 순으로 전체 환자의 49.3%를 차지했다. 그 다음으로 소화기내과 34명, 일반외과 또는 소화기외과 28명, 노인의학과 26명, 응급의학과 21명, 신경외과 16명, 당뇨 및 내분비내과 15명, 혈액내과 또는 면역내과 14명, 호흡기외과 13명, 성형외과 혹은 재건외과 11명, 산부인과 10명이다. 이들 환자가 전체의 94.4%를 차지했다. 입원 환자에 한정하면 소화기내과가 가장 많았고 일반외과 혹은 소화기내과, 노인의학과, 응급의학과가 뒤를 이었다. 이 결과를 통해 지진 직후 부상자의 대부분은 외상으로 발생한 것으로 과거 사례와 일치했다.

#### 신정에 발생한 지진의 영향
이번 지진은 일본에서 새해 첫날에 발생한 지진으로는 유례가 없는 대규모 지진이다. 일본 정부에서는 "겨울 저녁" 등 발생 계절이나 시간대별로 여러 시나리오를 작성해 그에 따른 지진 대비를 상정했지만 아래에서 언급하는 것과 같이 특수한 사정이 있는 새해 첫날에 발생하는 지진에 대해서까진 가정하지 않았다.
농촌 이탈과 저출산 고령화가 진행 중인 진원지 인근에서도 귀성길에 올라 평소보다 더 많은 사람들이 머물면서 지진 피해가 확대되었다. 사망자 중에도 귀성객이 많았으며 대피소에도 평소보다 많은 인구가 있어 식량 부족이 우려되었다. 한편 자신의 자녀가 귀향한 덕분에 목숨을 건진 사례도 여러 건 나왔다. 소프트뱅크의 자회사인 아구푸(agoop)의 스마트폰 위치 정보를 바탕으로 추산한 정보에 따르면 지진 발생 직전인 1월 1일 정오 기준 스즈시와 와지마시, 노토정에서는 6만 6천명이 체류하고 있으며 연말 연시가 아닌 평상시 일요일(2023년 12월 3일)과 같은 시간대와 비교하면 30% 이상 많았다. 특히 현외에서 방문한 사람은 평소의 일요일과 비교하면 스즈시에서 6배, 노토정은 10배에 달했다. 또한 기업에서도 귀향으로 직원이 근무지와 다른 지역에 체류하는 경우가 많았기 때문에 피해를 입었음에도 불구하고 안부 확인 문자를 받지 못한 사람도 많았다. 이러한 사태에 대한 대책으로 위치 정보 활용 등이 거론되었다.
와지마시에서는 어머지의 친정에 귀성 중이던 도야마시 중학교 1학년 남학생이 지진으로 무너진 주택에 깔려 사망했다. 6일에는 도야마시에 거주하는 30대 여성이 지진 당일 이시카와현에 귀성 중 피해를 입어 사망했다고 발표되었다.

#### 반려동물의 피해
노토반도 북부 등 이번 지진으로 큰 피해를 입은 지역에서는 개와 고양이만 최소 1만마리 이상의 반려동물이 있다고 추정되며, 정확한 피해는 미상이지만 많은 반려동물이 지진으로 도망치거나 가옥 붕괴 및 화재에 휘말렸다고 추정된다. 이 지진으로 키우는 환경이 여의치 않아 1월 21일 기준 고양이 65마리, 개 49마리, 새 15마리, 토끼 2마리 등 총 131마리가 동물병원에 맡겨져 있으며 이시카와현 수의사회와 각지의 동물 보호 단체가 일시적으로 동물을 보호하고 있다. 보호한 개와 고양이는 그 사진과 특징, 위탁처에 연락하는 방법 등을 환경성과 이시카와현 공동 홈페이지에 설명하고 있으며, 통상 부과되는 반환 수수료는 지진 피해자의 경우 감면하기로 결정했다. 이 방법으로 노토반도 북부에서는 1월 1일부터 2월 29일까지 개 12마리와 고양이 1마리가 맡겨졌고(모두 피해 동물인지는 불분명) 그 중 5마리가 다시 주인에게 인도되었다. 일정 기간이 지나도 주인이 나타나지 않을 경우 보통 이시카와현 거주자 내에게 양도가 이루어지지만, 이번 지진 때문에 이시카와현 외의 거주자에게도 양도가 가능하게 열린다. 단, 이시카와현에서 다른 현으로 반려동물을 이송하지는 않는다.
한편 반려동물 동반 대피(집에 있을 때와 마찬가지로 주인이 반려동물을 곁에 두고 돌볼 수 있는 대피 방법)가 가능한 대피소는 매우 제한적이며 이시카와현 내 전체 대피소 894곳(반려동물도 따로지만 대피가 가능한 대피소는 839곳) 중 25곳만 가능했다. 반려동물과 떨어지기 싫어서 대피소에 가지 않고 자택 부지에 있는 창고로 대피했다가 창고가 전소되어 사망한 피해자나 반려동물과 함께 대피할 수 있는 대피소라도 동물을 싫어하는 피난민 때문에 추운 복도에서 지낼 수밖에 없는 보호자도 있었다. 한편 1.5차 대피소에는 반려동물과 함께 지낼 수 있는 트레일러 주택이 설치되었다. 또한 교통망 단절로 인해 통신 판매로 구입한 반려동물 사료가 도착하지 않는 사태도 발생했다. 반려동물도 사람과 마찬가지로 피난 생활이 길어지며 설사나 감기 등 컨디션이 나빠지는 사례가 많이 확인되었다. 많은 동물병원이 지진 피해를 입은 가운데 1월 28일부터는 일본수의사회가 와지마시 등의 피난처를 순회하며 무료로 엑스레이 검사, 혈액 검사, 진료 등을 실시하는 등 반려동물의 건강을 유지하는 노력을 기울이고 있다.

#### 재난 구조견의 수색 활동
이번 지진에서는 많은 재난 구조견이 수색 활동에 활약했다. 다만 지진 발생 2시간 반 후 피해 지역으로 출발해 수색 시작 4시간만에 실종자를 발견하는 등 신속하게 대응한 수색대도 있었지만 지진 발생 이틀이 넘어서야 수색을 지삭한 재난 구조견도 있는 등 효과적인 운영방법이 과제로 남았다. 주택이 무너져 사람이 내부로 들어갈 수 없어 지붕에서 생존자를 찾아야 하는 경우도 많았고, 구조견이 요구조자가 있음을 알고 있어도 구조견이 반응하지 않았던 경우도 있었기 때문에 구조견이 보다 세밀한 범위에서 요구조자의 위치를 파악할 수 있도록 훈련시켜야 하는 문제도 발견되었다. 또한 눈이 쌓여 구조견의 안전 확보가 어려웠고 적설과 해일로 인해 수분이 많아 구조견이 단서를 찾기 어려운 등 겨울철 지진 특유의 어려움도 있었다.

### 건축물 피해

#### 화재 피해

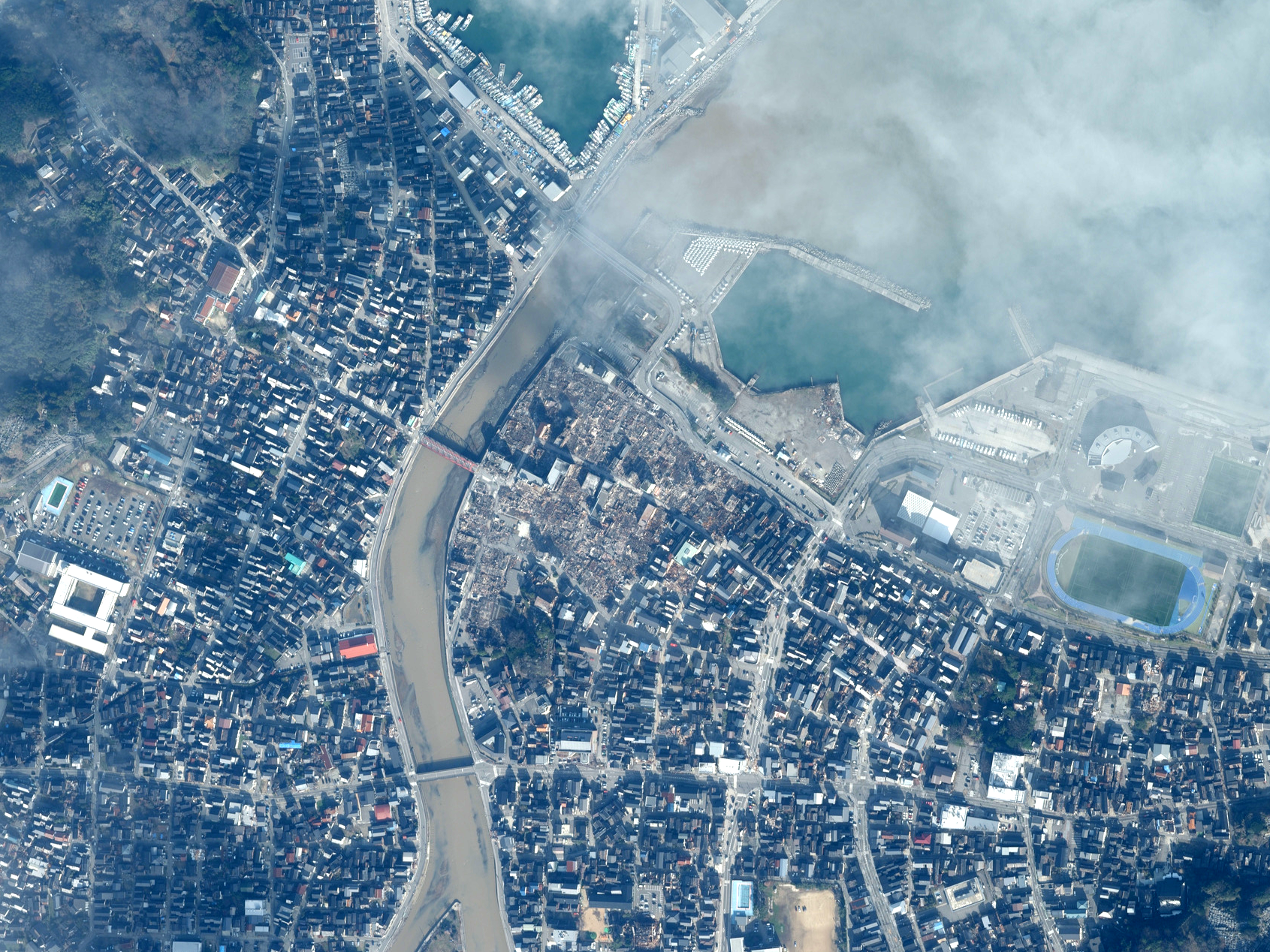
화재로 소실된 와지마 아침시장 주변의 항공 사진. 일본 국토교통성 국토지리원의 지도·항공사진 열람 서비스의 항공사진을 바탕으로 작성. 2024년 1월 5일 10시 24분 32초(JST) 촬영. (지도 데이터)

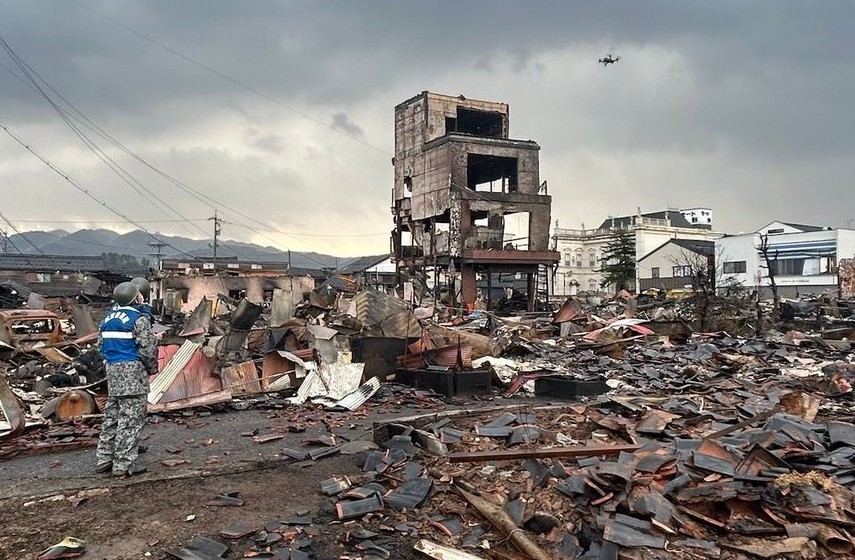
와지마 아침시장이 화재로 전소된 모습

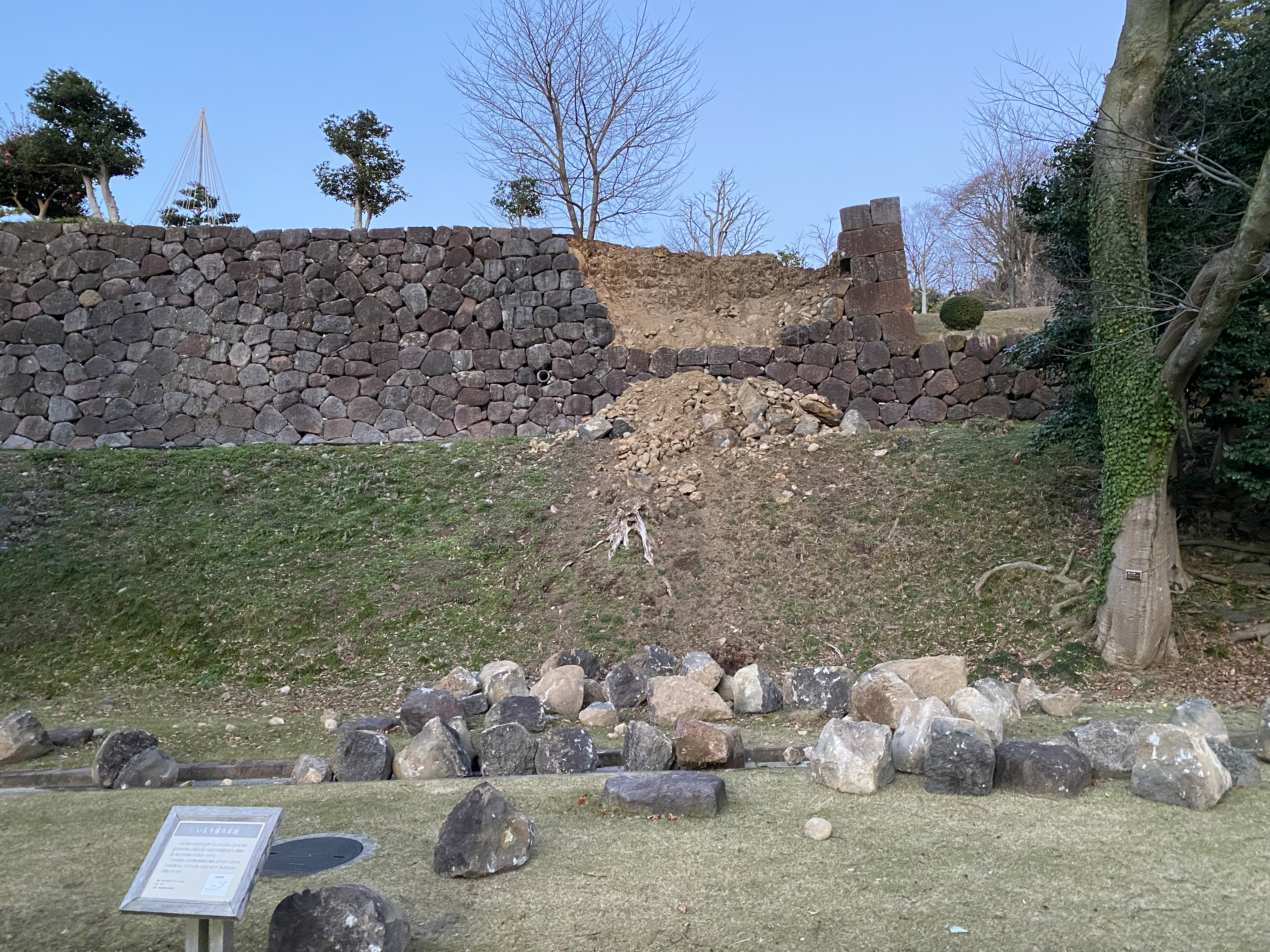
지진으로 무너진 가나자와성의 이모리보리 돌담의 모습

와지마시에서는 가와이마치의 와지마 아침시장 부근에서 화재가 발생해 인근 주택 약 200채로 불이 번졌다. 화재의 원인은 2월 15일 소방청이 지진의 영향으로 건물 내부의 전선이 손상되어 합선이나 접촉 불량으로 발생한 전기 화재라고 결론내렸다. 하지만 인근 도로가 막힌 영향으로 23시 이전까지 현장에 도착한 펌프차는 4대에 불과해 부상자나 화재 규모를 파악하기 어려웠다. 화재 발생 당시 바람은 거의 불지 않았고, 연소 방향이나 속도(20 m/h에서 40 m/h 정도)에도 특이한 점은 발견되지 않았지만 액화석유가스(LPG) 실린더나 외벽의 개구부에서 연소가 확산되었다는 주장이 있다. 또한 와지마 아침시장 자체는 쓰나미 침수구역 밖에 있었지만 대쓰나미경보가 발표되어 피난이 이루어져 화재 파악이 늦어졌다는 지적도 있다. 당시 화재 진압에 나선 소방대원은 단수로 소화전을 사용할 수 없었고, 인근의 방화수조도 무너진 건물에 막혀 사용할 수 없어 멀리 떨어진 방화수조와 소학교 수영장의 물을 사용해 방수를 실시했지만, 여러 개의 호스를 연결해 수압이 부족하여 쓰나미주의보로 전환되어 바닷물을 통한 해수 방수가 가능해질 때까지 화재에 전혀 대응할 수 없었다고 밝혔다. 이 화재로 나가이 고 기념관과 와지마 드라마 기념관이 소실되었다. 여기에 더해 많은 소방대원이 현장으로 향할 수 없었고 지반의 융기 때문에 강에서 물을 끌어올 수도 없는 악조건이 겹쳤으나, 열심히 진화 활동을 벌여 소실 면적을 절반 이하로 줄일 수 있었다고 추정된다. 1월 15일 일본 국토기술정책종합연구소가 발표한 조사 결과에 따르면 이번 와지마시 화재로 소실된 추정 면적은 약 50,800 m2, 면적 내 소실 건물 수는 약 300채로 추정된다. 또한 국토지리원에서는 1월 2일 촬영한 항공 사진 분석을 통해 화재로 인한 소실 면적을 약 48,000 m2, 면적 내 소실 건물 수는 약 300채로 추정한다. 이번 화재의 소방 활동은 총무성과 국토교통성이 합동으로 설치한 전문가와 소방대원의 검토회에서 검증을 진행하고 향후 화재 대책에 도움이 될 만한 점을 참고할 방침이라고 발표했다. 와지마시 외에도 가나자와시에도 화재가 발생했다.
이 외에도 쓰나미와 관련이 있어 보이는 화재도 발생했다. 쓰나미 침수 지역 내에 있던 스즈시 호류정 우카이에서는 1월 1일 18시 30분경 화재가 발생했다. 이 곳에서도 소화전은 사용할 수 없었지만 와지마 아침시장의 사례와는 달리 방화수조를 사용할 수 있어 1월 2일 8시 30분경 화재를 진압했으나 5~10채의 건물이 소실되었다. 이 화재는 쓰나미로 떠밀려 온 자동차와 주택이 비교적 침수 깊이가 얕은 곳에 모여 그 안에서 화재가 발생했다고 추정되며, 발화 즉시 주변의 잔해에 불이 옮겨붙어 번졌다고 추정된다. 똑같이 쓰나미 침주 지역 내에 있던 노토정 시로마루에서도 화재가 발생했는데 발화 시각은 미상이다. 이 곳은 일반적인 연소 확대 화재에 가까웠다고 추정되며, 소화전-방화수조-자연수 등을 사용할 수 있었는지 여부는 불분명하지만 2일 3시가 넘어서 진압되었다. 이 화재로 건물 20채가 전소되었고 1명이 사망했다. 이 화재로 약 5,700 m2의 면적이 전소되었다.
교토 대학 방재연구소가 이번 노토반도 지진(17건 중 14건이 지진의 흔들림으로 직접 발생했다고 가정)과 효고현 남부 지진, 도호쿠 지방 태평양 해역 지진, 2016년 구마모토 지진(전진과 본진), 홋카이도 이부리 동부 지진, 2022년 후쿠시마현 해역 지진에서 최대 진동 속도의 자연로그와 인구 1인당 화재 발생률의 자연로그 관계를 푸아송 분포로 근사화해 그래프로 나타낸 결과 이번 지진의 기울기는 도호쿠 지방 태평양 해역 지진을 넘었으며 효고현 남부 지진 다음으로 커 이번 노토반도 지진에서는 진동의 크기에 비해 화재가 많이 발생했다고 결론내렸다. 이번 지진으로 발생한 화재 상황은 도호쿠 지방 태평양 해역 지진 당시의 상황에서 푸아송 회귀를 통해 발생 횟수를 예측한 것과 큰 차이를 보이지 않았으며, 효고현 남부 지진이나 도호쿠 지방 태평양 연안 지진 때와 비교했을 때 화재 상황에 특이점은 보이지 않는다고 교토대학 방재연구소가 결론을 내렸다. 화재 발생률만 봐도 인구 1명당 1건으로 동일본대진재의 약 5배, 한신·아와지 대진재의 1/5 정도이다.

#### 붕괴, 침수 피해

##### 건물 붕괴

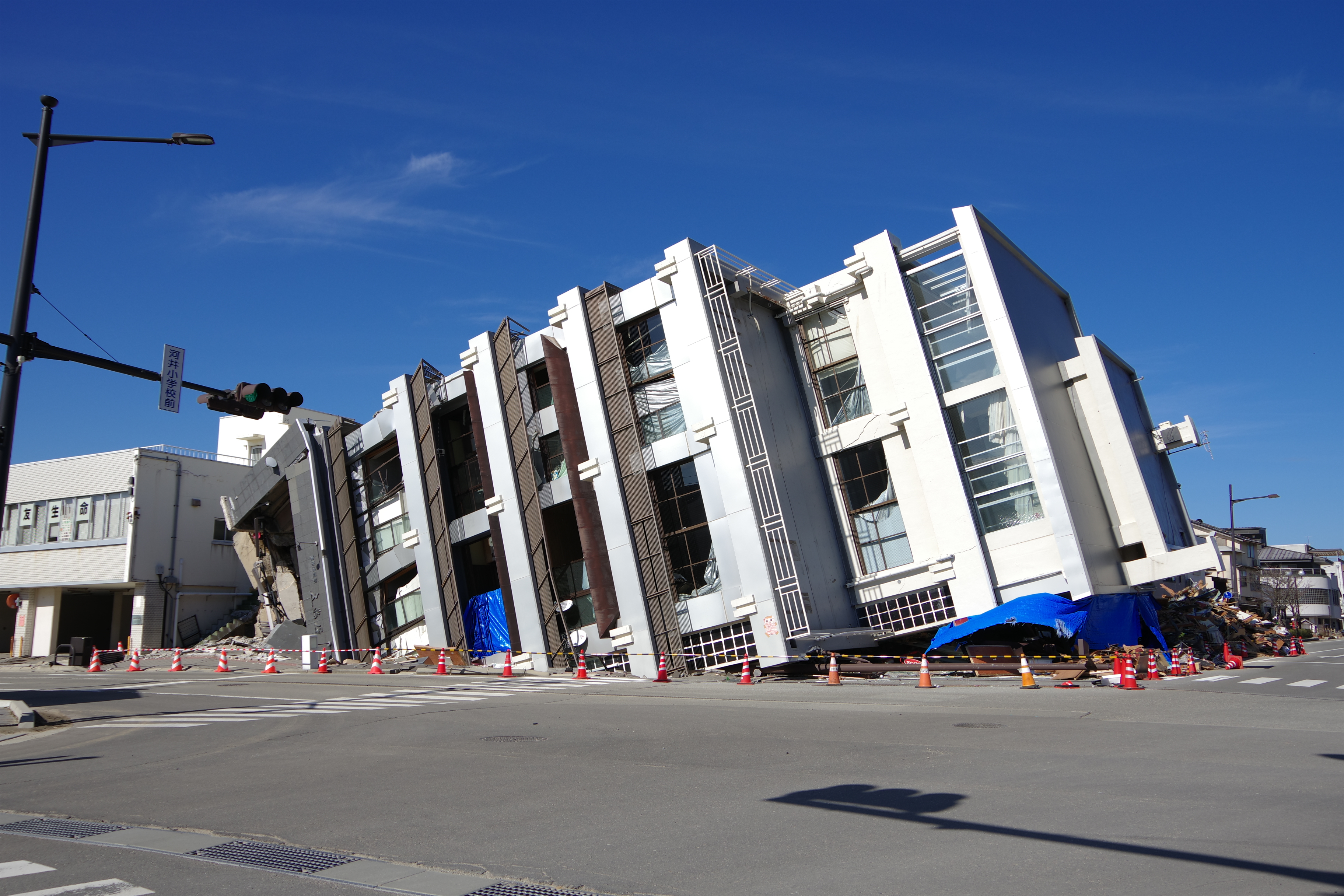
지진으로 옆으로 기울어져 쓰러진 고시마야 본사 건물 모습.

와지마시 가와이마치에서는 옻칠 공예품 제조업체인 주식회사 고시마야의 본사 건물이 옆으로 무너져 사람들이 갇혔다는 소식이 전해졌다. 이 건물은 7층으로 1973년 준공되어 1978년 증축되었다. 옆으로 건물이 쓰러진 원인은 지진의 흔들림으로 한 쪽의 기둥이 순간 빠지면서 반대편 기초 구조에 매우 큰 압축력이 작용했기 때문으로 추정된다. 한신·아와지 대진재 당시 여진의 영향으로 옆으로 건물이 쓰러진 사례는 있었지만 이 건물처럼 철근 콘크리트 구조의 중층 건물이 지진 발생 직후에 쓰러져 주변 주택을 덮쳐 사망자가 발생한 사례는 일본 역사상 최초로 알려졌다.

##### 건축물 해체 및 응급 수리
지진으로 인해 붕괴되진 않았지만 향후 붕괴되어 피해를 끼칠 우려가 있는 건축물을 지자체가 소유자를 대신해서 철거하는 일본의 "공비해체" 제도를 피해증명서 발급이나 현지 조사를 통해 철거까지 시간이 걸리는 일반적인 공비해체가 아닌 소유자의 동의를 얻어 시행하는 긴급공비해체로 2월 초 와지마시부터 진행하기 시작했으며 노토정에서는 2월 26일까지 3채가 철거되었다. 한편 스즈시에서는 2월 26일부터 긴급공비해체를 시작했지만 건축물 소유자가 피난 중이라 부재중인 경우가 많아 철거 우선순위 판단에 시간이 걸리면서 2월 26일 기준 붕괴 우려가 있는 50개 건물 중 공비해체가 결정된 건물은 1채에 불과한다. 또한 아나미즈정에서는 긴급공비해체가 예정되어 있지 않다고 알려졌으나 2월 28일부터 일반공비해체가 시작되었다. 3월 7일 기준 아나미즈정 외에 가나자와시, 나나오시, 노토정, 우치나다정에서 일반공비해체를 접수받기 시작했으며 이시카와현 내 다른 지자체에서도 4월 초까지 접수를 시작하기로 결정했다. 공비해체 대상 건축물은 16개 시정촌에서 총 22,000채 정도로 추정되며 1채당 철거에 10일이 소요되므로 철거가 종료되는 시기는 2025년 10월로 예상된다.
니가타현은 피해 주택의 응급 수리와 관련해 생활 재건을 지원하기 위하여 1월 9일부터 재해구조법이 적용되는 지자체를 대상으로 대규모 반파건물의 경우 100만엔, 정부 지원과 합치면 최대 170만엔을 자체적으로 보조하는 제도를 실시했다.

##### 기타
지진 당시 자동차의 블랙박스 대시캠에선 불과 40초 정도만에 집들이 차례로 붕괴되는 영상이 기록되었다. 스즈시에서는 생매장당한 사람이 다수 발생했으며 지진의 흔들림이나 쓰나미로 인해 많은 주택이 붕괴되었다고 알려졌으며 시내의 건물 절반이 반파되었다고 추정된다. 이번 지진으로 완전 붕괴된 주택 수는 2016년 구마모토 지진 당시의 완전 붕괴된 주택 수를 넘어섰다. 조에쓰시 미나토초에서는 쓰나미로 건물 1채가 침수 피해를 입었고, 조에쓰시의 나오에쓰 해수욕장은 상업용 오두막이 쓰나미로 파괴되었으며 오가타 해안에서는 테트라포드가 육지로 많이 떠밀려왔다. 일본손해보험협회는 이번 지진에서 스즈시 호류마치 카스가노와 노로시마치, 와지마시 가와이마치 일부 지역을 전손지역으로, 그 외 스즈시, 와지마시, 시카정, 노토정 일부 지역을 일부전손지역으로 지정해 전손지역이나 항공사진으로 전손이 확인된 일부전손지역은 현지 조사나 피해증명서 없이 자동으로 모든 지진보험 대상 부동산을 전손으로 인정하고 그 외 일부전손지역도 피해증명서 만으로 전손을 인정했다.
가나자와시 다가미신마치 지역에서는 주택 경사면이 붕괴되어 주택 4채가 완전 붕괴되었다. 댐 피해를 보면 스즈시 오야댐에서 댐 첨단부 콘크리트에 균열이 가거나 댐 표면의 피복 모양 변형, 관리동 근처 광장의 옹벽이 손상되었음을 원격으로 확인했으며, 현장 조사 결과에서는 댐 자체가 약간 침하되었음을 확인했고 누수량도 다소 증가했지만 지속적으로 증가하지 않았으며, 댐이 튀어나온 곳도 없어 댐의 기능에 즉각적인 영향을 미치는 상황은 아니라고 판단했다. 다만 여진으로 새로운 피해가 발생할 수 있어 만약을 대비해 댐 수위를 낮추고 누수량, 수온, 탁도를 지속적으로 모니터링하겠다고 발표했다. 또한 통신 수단을 확보하기 위해 위성 전화를 설치했고 예비발전기도 연료를 보충했다. 기타가와치댐에서도 제방 내부 펌프가 고장나 임시 펌프를 설치했으며, 댐 주변에서 사면 붕괴가 확인되었으나 댐의 기능에 바로 영향을 주는 피해는 아니라고 판단했다.
도야마현에서는 최대진도 5강을 관측한 히미시에서 건물 붕괴와 파손이 잇다라 발생했으며, 액상화현상과 도로 균열, 융기로 막대한 피해가 발생했다. 니가타현 이토이가와시에서는 주택 옹벽 등이 뒤쪽에 콘크리트를 넣지 않는 "공적법"이라는 내진성이 낮은 구식 구조로 되어 있어 진도5강 정도의 흔들림에도 붕괴된 옹벽이 많았다. 그 중에서도 가장 많은 피해를 입은 교가미네 지구는 성토로 형성된 주택지라 주택을 재건하더라도 안전을 보장할 수 없어 지구를 떠나는 주민도 발생했다.

#### 문화재 피해

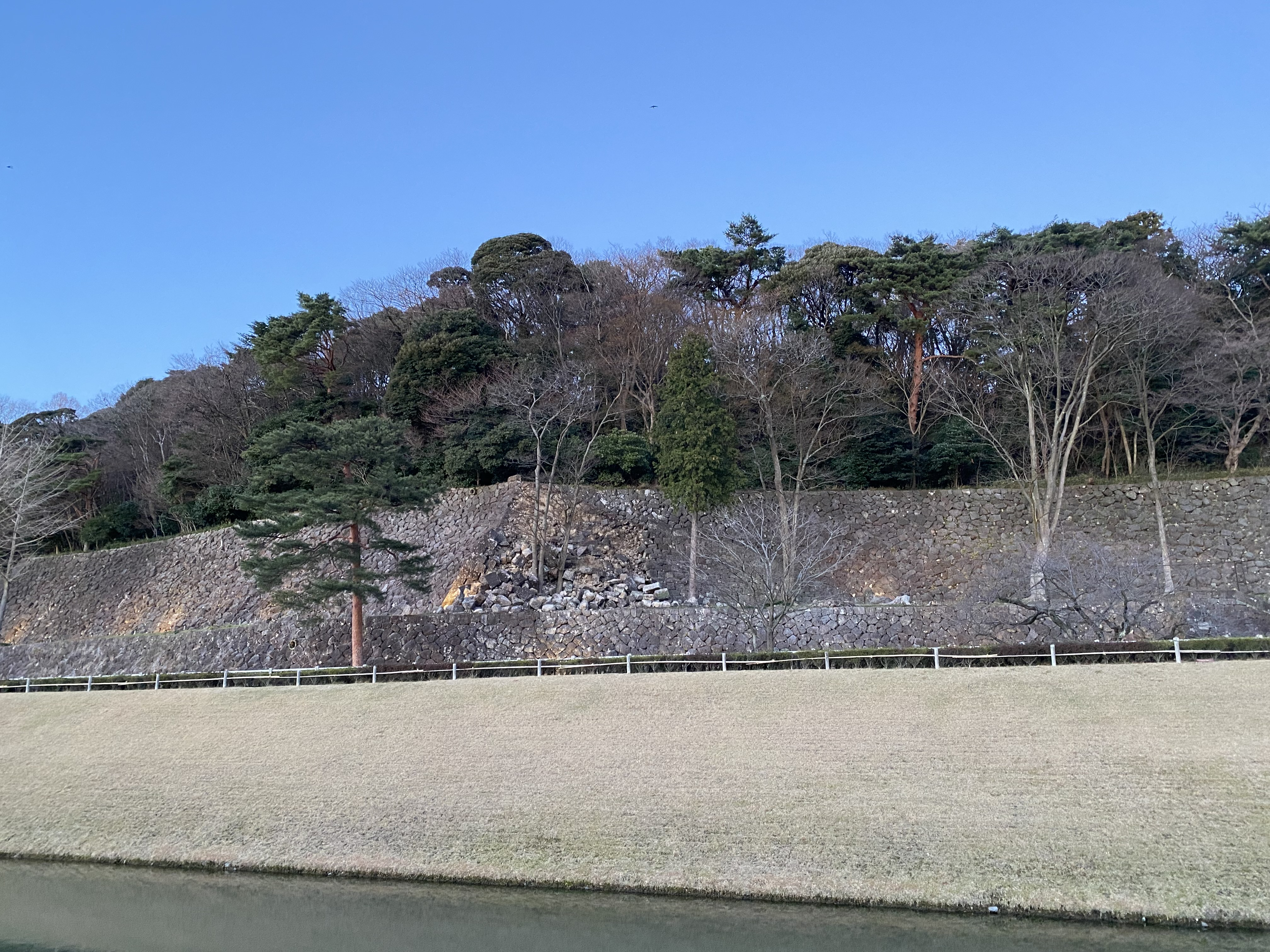
가나자와성 돌담이 무너진 모습

1월 9일 기준 확인된 문화재 피해는 도야마현 51개소, 이시카와현 가나자와시의 겐로쿠엔을 포함한 19개소, 니가타현 47개소, 기후현 2개소이다. 2월 말 기준 와지마시를 제외한 노토반도의 8개 시정촌에서만 일본 정부, 이시카와현, 각 시정촌이 지정한 1,627개 문화재 중 842개가 무피해, 202개가 피해 확인(노토정 71개, 나나오시 52개, 시카정 20개, 스즈시 16개 등), 408개는 도로 단절 등으로 접근 불가능해 미조사로 3월 8일 보고되었다. 가나자와시의 가나자와성에서는 돌담 4곳이 무너지는 피해가 발생했다. 도야마성 성터 공원에서도 성곽 돌담이 위로 솟아오른 것을 확인했고, 화장실도 액상화현상으로 발생한 지반 침하로 사용할 수 없을 정도로 망가졌으며 곳곳에서 지반이 갈라지고 해자 주변이 무너지는 등의 피해가 있어 공원에서 행사 개최는 4월 말까지 보류하기로 결정했다. 기타마에부네의 도매점 터로 알려진 와지마시의 구 카도미케 주택 본채도 지진으로 붕괴되었다.
도야마현에서는 가가번 마에다씨 2대인 마에다 도시나가의 보다이지이자 일본의 국보인 즈이류지의 법당 목조 벽이 뒤틀리고 일본의 중요문화재로 지정된 벽이 무너졌으며 창건 당시 지어진 등롱이 무너지는 등의 피해가 발생했다. 또한 난토시에서는 세계유산으로 지정된 엣추 고카야마 아이노쿠라 마을과 난토시 아이노쿠라 주택의 지붕에 균열과 파열, 지붕 부재를 묶은 줄이 느슨해지거나 끊어지는 등의 피해가 발생했다. 이미즈시 히바리코스기에 있는 국가등록 유형문화재인 "고스기 전시관"(구 호쿠리쿠 은행 고스기 지점)에서는 석고벽에 균열이 생기거나 일부 벽은 벗겨지는 등의 피해가 발생했다.

#### 주택 붕괴 원인

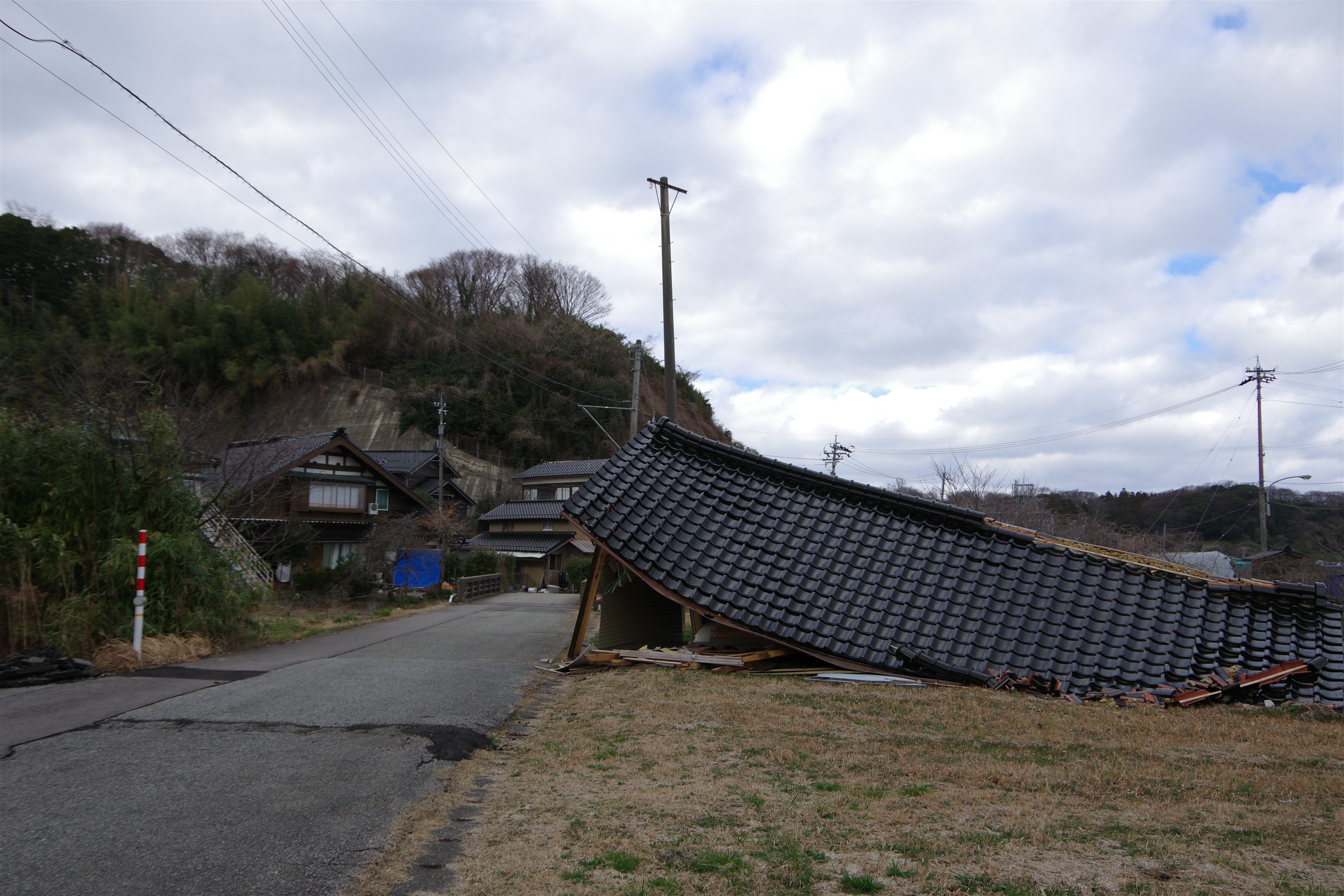
지진으로 지붕을 받치던 기둥이 쓰러져 주택 지붕이 무너진 모습 (이시카와현 스즈시)

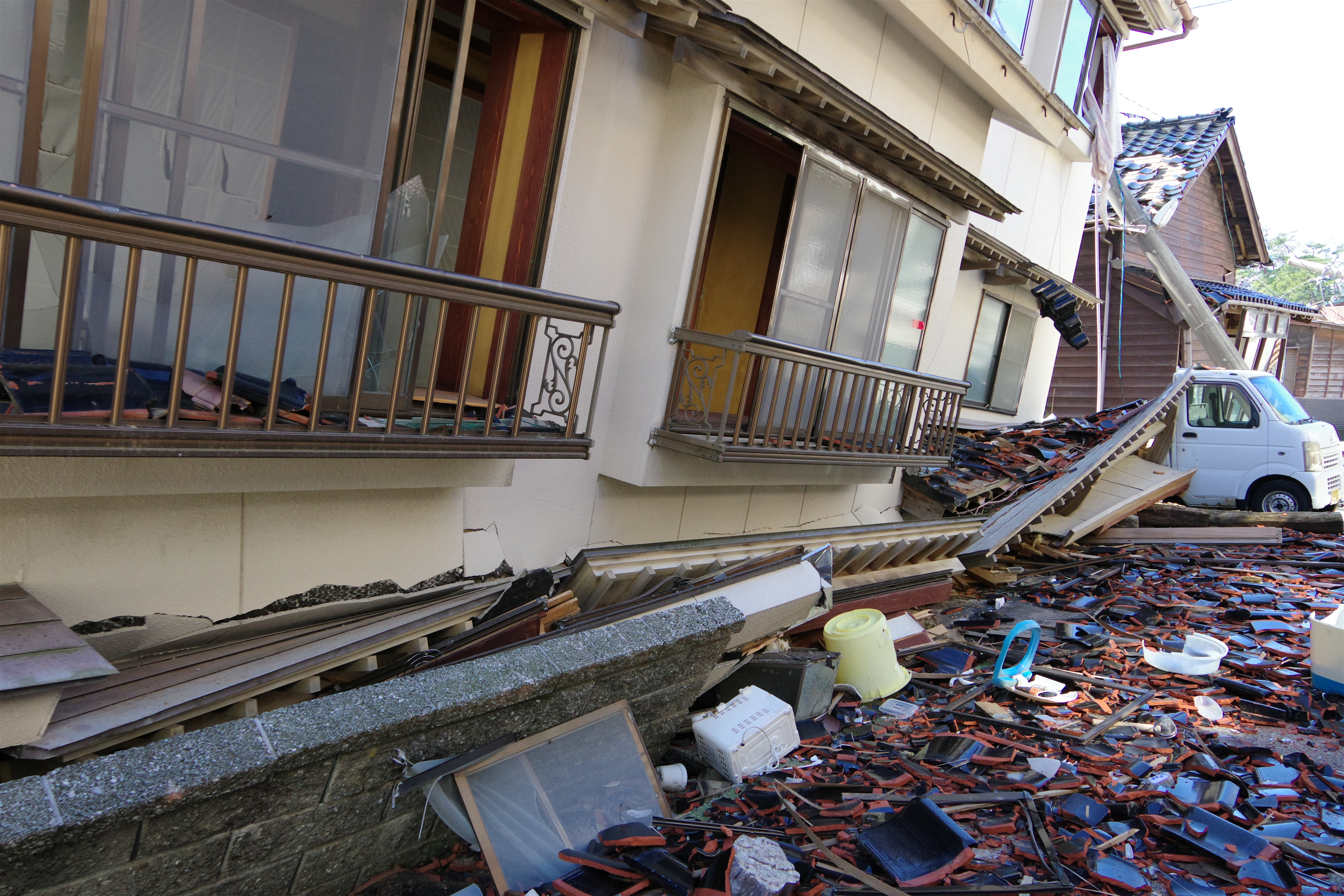
지진으로 1층이 완전히 주저앉아 깔린 주택의 모습 (이시카와현 와지마시)

이번 지진으로 스즈시에서만 발생한 주택 피해는 총 14,770채에 달하며 1월 1일 기준 스즈시에 주민등록을 둔 가구 수인 13,357 가구를 넘어서는 이례적인 수치이다. 인구가 희박한 과소지역인 이번 지진 피해지역은 1981년 일본 건축기준법 개정령에 따라 주택이 진도6강에서 진도7의 흔들림에도 무너지지 않도록 내진 기준이 상향조정되기 전에 건설되어 이 기준을 충족하지 못한 기존부적격 상태의 주택이 많았는데, 건축기준법 내진기준을 만족한 주택의 비율은 도쿄도 92%(2020년 3월 기준), 일본 전국 평균 87%(2018년 기준)인데 비해 스즈시는 51%(2018년 말 기준), 와지마시는 46%(2022년 말 기준)에 불과했다. 이것이 주택 붕괴로 발생한 사망자가 많았던 원인으로 추정된다. 이렇게 부실한 주택은 강한 흔들림에 벽이 떨어져 나가 평행사변형 모양처럼 왜곡되어 무너졌을 것으로 보인다. 또한 2018년 기준 1970년대 이전 지어진 목조 주택의 비율도 스즈시 40.6%, 와지마시 34.6%, 노토정 32%로 일본 전국 7%를 훨씬 넘는 수치이다. 2023년 5월 오쿠노토 지진 이후 주택 내진화를 시작하러는 움직임도 있었지만 대부분 지진에 대비하지 못했다. 오쿠노토 지역에서 주택의 내진화가 이루어지지 않은 원인은 젊은층의 인규 유출로 인한 고령화로 주택 개축이나 내진 보강을 위한 인센티브가 작용하지 않았기 때문으로 지적된다. 한편 1981년 이후 내진 기준을 충족하는 주택이더라도 붕괴가 발생한 경우가 있는데 그 원인으로 가나자와 대학의 무라타 아키라 교수는 2020년 이후의 군발지진으로 벽에 균열이 생기거나 철물의 강도가 약해져 내진성이 저하되었다고 주장했다. 이 외에도 기둥이 부패되거나 흰개미가 침입해 내진성이 저하된 사례도 확인되었다. 다만 신 내진 기준을 충족하는 주택 중에서도 2007년 노토반도 지진 이후 재건축된 주택처럼 2000년 건축기준법 개정법으로 신축 건축물에 대한 지진 대책이 보다 명확해진 이른바 신내진기준을 제정한 뒤에 지어진 주택은 피해가 경미했다. 이번 지진으로 진도6약을 관측한 지역에서 스미토모 고무공업이 개발한 제진 구조의 댐퍼 "MIRAIE"를 사용한 주택 약 300채는 큰 피해가 전혀 없었다.
목조 이외의 철근 콘크리트 구조의 주택에서도 불균등 침하가 발생하거나 철골 구조의 주택에서 외벽이 떨어지는 일도 발생했다. 또한 3층 이상(중층, 고층건축물)의 목조 건축물과 철근 콘크리트 구조 건축물을 대상으로 건축기준법에서 정한 지진지역계수가 이번 지진으로 피해를 입은 이시카와현 와지마시와 스즈시, 도야마현 우오즈시, 나메리카와시, 구로베시, 시모니카와군, 니가타현 전역에서는 0.9로 설정되어 있었다. 이는 이시카와현, 도야마현의 다른 지역이나 3대 도시권처럼 1.0으로 설정된 지역과 비교하면 건축물을 건설할 때 지진 흔들림의 크기를 0.9배로 가정하고 계산한다는 의미로 구마모토 지진이나 홋카이도 이부리 동부 지진의 피해 지역에서도 1.0 미만의 지진지역계수가 설정된 지역이 있어 지진지역계수에 대한 전체적인 재검토가 필요하다는 주장이 나온다. 또한 이번 지진에서는 진도5강 이상의 강한 여진이 반복해서 발생했기 때문에 본진에서는 손상이 누적되었으나 간신히 무너지지 않고 버티던 건축물이 여진으로 한계에 부딪혀 무너져 내린 집도 많았다.
갈리니 등의 연구진은 목조 주택이 붕괴된 과정을 크게 3가지 패턴으로 나눌 수 있다고 주장하면서 가장 많이 보인 패턴은 1층을 지지하는 기둥이 강한 흔들림으로 절단되어 지붕에서 떨어져 나가 붕괴된 것이고, 다음으로 많은 패턴은 기둥과의 접합부가 약한 곳에서 무거운 지붕이 강한 흔들림으로 앞으로 튕겨져 나가 주택 전체가 균형을 잃고 무너져 내린 경우라고 보았다. 이 외에도 위의 두 패턴보다는 많지 않지만 2층 주택이 지진으로 강한 관성력을 받아 2층과 1층이 흔들리는 크기가 달라 균형을 잃고 2층에서 무너져 내린 경우도 있다. 큰 피해를 입은 목조주택 지붕에는 태풍 피해를 대비하기 위해 개당 4 kg 정도의 무거운 기와를 얹은 경우가 많았는데 이 때문에 지붕의 고유주기가 길어져 큰 피해를 가져왔다고 추정된다. 실제로 큰 피해를 입은 주택은 기와지붕인 경우가 많았으며, 갈바륨 강판 등으로 만든 가벼운 지붕집은 피해가 적었다.

#### 엘리베이터 피해
이번 지진으로 호쿠리쿠 지방, 간토 지방, 긴키 지방, 주부 지방 총 21개 도도부현에서 16,000여대의 엘리베이터가 멈췄다. 이 중 대부분은 지진의 흔들림을 감지해 자동으로 정지한 것으로 1월 5일까지 유지보수 업체의 점검을 거쳐 90% 이상을 복구했다. 하지만 이시카와현에서 7대, 아이치현과 오사카부에서 각 2대, 군마현, 니가타현, 도야마현에서 각 1대씩 총 14대의 엘리베이터에서 승객이 안에 갇히는 피해가 발생했다.

### 역사 사료 보존
지진 발생 당일 이시카와현 안팎의 지자체, 대학, 박물관 등 자원봉사자들이 "노토반도 지진 피해 자료 대응 워킹그룹"을 결성해 피해 자료 관련 정보 수집에 나섰다. 고베시에 있는 역사 자료 네트워크(사료넷)은 지진 발생 이후인 1월 8일 긴급사무국 체제에 돌입해 역사 사료의 피해와 관련된 정보 제공을 요청하고 피해 자료의 처리에 관한 문의에도 대응했다. 사료넷과 함께 니가타시에 있는 니가타 역사자료 구제 네트워크를 포함한 지원 단체가 과거 지진으로 고문헌이 발굴되어도 폐기되는 사례가 잇다랐기 때문에 향토사의 귀중한 기록일 가능성이 있는 것은 쓰래기처럼 보이더라도 쉽게 폐기하지 말라고 호소했다. 또한 노토사도야마 리카이 박물관은 고물상에게 매입이나 인수를 의뢰하지 말라고 당부했다. 니가타시 문서관, 하쿠이시 역사민속자료관, 도야마현 서부의 다카오카 시립 박물관과 히미 시립 박물관 등 각지의 박물관도 무너진 주택에서 꺼낸 주로 에도 시대부터 쇼와 시대에 이르는 역사 자료를 재해폐기물로 처분되지 않도록 고문서를 구조했다. 또한 비교적 근래의 자치회 자료라도 미래에는 고문서로 귀중한 기록이 될 가능성이 있기 때문에 적극적인 보존이 이루어졌으며, 가나자와시 등에서는 박물관이나 교육위원회 담당자를 대상으로 고문헌에 묻은 진흙이나 먼지를 제거하는 방법을 가르치는 강습회도 열렸다. 고문헌의 복원에는 일본 문화청이 일본 국립문화재기구에 위탁해 실시하기로 결정했다.

### 생태계
젠킨스 등의 조사에 따르면 지진 이후 1월 말에는 쓰쿠모만 해저에서 서식하는 해삼류의 개체수가 감소함이 확인되었다. 하지만 2월 조사에서는 개체수가 회복되고 있으며, 새우와 참갯지렁이속(Hediste) 등이 굴을 만들고 있는 것도 확인해 젠킨스는 조기 생태계 회복을 기대할 수 있다고 말했다. 한편 후지 뉴스 네트워크(FNN)가 독자적으로 수중 드론을 이용해 조사한 결과에 따르면 도야마만 수심 300 m 해저에는 지진 이전에 서식하던 성게류를 확인할 수 없었다. 또한 해저 산사태가 발생한 해저에는 성게나 거미불가사리류와 같은 저서생물은 거의 발견되지 않았다.

### 경제 손실
일본 내각부는 1월 25일 발표한 월례경제보고에서 지진으로 인한 건축물과 사회자본 등의 재고 피해액에 대해 시정촌별 진도에 따른 기계적인 추정으로 이시카와현, 도야마현, 니가타현 합계 1.1조~2.6조엔(주택이 0.4~0.9조엔, 주택 외 건축물이 0.2~0.4조엔, 사회자본이 0.5~1.3조엔)으로 추산된다고 발표했다. 현별로 따지면 이시카와현이 0.9~1.3조엔, 도야마현이 0.1~0.5조엔, 니가타현이 0.1~0.9조엔으로 추산되었다. 이 금액은 각 현의 비유동자산 총액인 146조엔의 1~2%에 해당한다. 일본종합연구소는 이번 지진으로 인한 생산 활동과 관광 수요 감소로 줄어든 일본 국내총생산(GDP)이 일본 전체 GDP의 0.02%에 해당하는 974억엔이라고 추정했다. 미국 지질조사국(USGS)은 이번 지진의 경제적 피해 총액으로 1천만 달러 이상일 확률이 99%, 1억 달러 이상일 확률이 91%, 10억 달러 이상일 확률이 64%, 100억 달러 이상일 확률이 26%, 1천억 달러 이상일 확률이 5%라고 추정했다.
2024년 1월 일본 내각부가 시행한 경기관찰자 조사에 따르면 노토반도 지진 피해를 입은 호쿠리쿠 지방(이시카와현, 도야마현, 후쿠이현)의 경기동향지수(DI)가 2023년 12월 대비 9.1 하락하여 41.3으로 일본 전국 12개 지방 중 가장 큰 하락폭을 보였으며, 일본 전국 평균도 4개월만에 하락해 50.2를 기록했다. 다만 일본 전국 경기는 "완만한 회복 기조가 지속되고 있지만 한풀 꺾인 것으로 보인다"라는 판단을 유지했다. 이 하락은 동일본 대지진 당시의 영향보다는 적었지만 고신에쓰 지방에서도 약 10%의 응답자가 지진을 언급했으며 긴키 지방에서도 지진과 관련해 매출이 감소했다는 응답이 눈에 띄었다. 한편 호쿠리쿠 지방에서 피해를 입은 제품을 교체하거나 재해 지원에 종사하는 사람들의 수박 등 수요가 급증(지진특수)해 경기 전망을 "좋아지고 있다"고 응답한 사람도 일부 있었다. 호쿠리쿠 재무국이 발표한 2월 호쿠리쿠 3개현의 경기판단에서도 지진의 영향으로 개인 소비와 생산 항목이 하향 조정되었고 종합판단도 2년만에 하향 조정되어 "약보합"으로 발표되었다. 2월의 경기관찰자 조사에서 DI는 회복세로 돌아서 전국평균 51.3을 기록했지만 전국경기판단에 "노토반도 지진의 영향이 남아 있다"는 응답자가 다수 있었다. 3월 12일 발표된 재무성 호쿠리쿠 재무국의 1~3월분 법인기업 경기 예측 조사 결과 응답한 335개 기업 중 경기가 이전 3개월에 비해 상승했다고 응답한 기업의 비율에서 하락했다고 응답한 기업의 비율을 뺀 지수가 이번 지진의 영향으로 -10.4포인트까지 떨어지며 4기만에 마이너스에 돌입했다. 특히 농림수산업과 의료, 교육 분야는 -100프로로 모든 기업이 하락했다고 응답했다. 한편 호쿠리쿠 응원할인 등이 실시되며 4~6월 전망에 대해서는 +7.6 포인트로 예상되었다.

### 산업 피해

#### 전통 산업

##### 전통 공예품
와지마시의 전통 공예품인 와지마누리의 경우 와지마시에서 발생한 지진 화재 때문에 아침시장 거리에 있던 12개 업체 작업장이 소실된 것을 비롯해 거의 모든 공방과 사무실이 전소, 반파되는 등 큰 피해를 입었다. 36세의 와지마누리 장인 1명이 안부가 확인되지 않다가 2월에 사망이 확인되는 등 장인의 인명 피해도 있었다. 이런 피해를 입은 업체 대부분이 강제로 휴업했지만 와지마누리 장인 대부분이 자영업자라 실업급여를 받을 수 없으며 고용 관련 통계에서도 실업자로 잡히지 않는 문제가 발생했다. 와지마누리는 일본 문화청이 가나자와시 내에서 주재하는 프로젝트 팀에서 이시카와현립 와지마누리기술연구원의 조기 재개와 와지마누리 제작에 필요한 옻 조달 등 부흥을 논의할 방침을 정했다. 한편 공방의 일부 기능을 다른 지역으로 옮겨 제작을 이어나가는 업체도 있었다. 3월 11일까지 건축가 반 시게루의 협력으로 가벼운 내진용 종이관으로 만든 임시 공방을 완성해 4월부터 작업을 재개하는 등 부흥 움직임도 이어지고 있다. 3월 14일에는 공방 수리를 마친 젓가락 장인이 와지마 시내에서 제작을 시작했다.

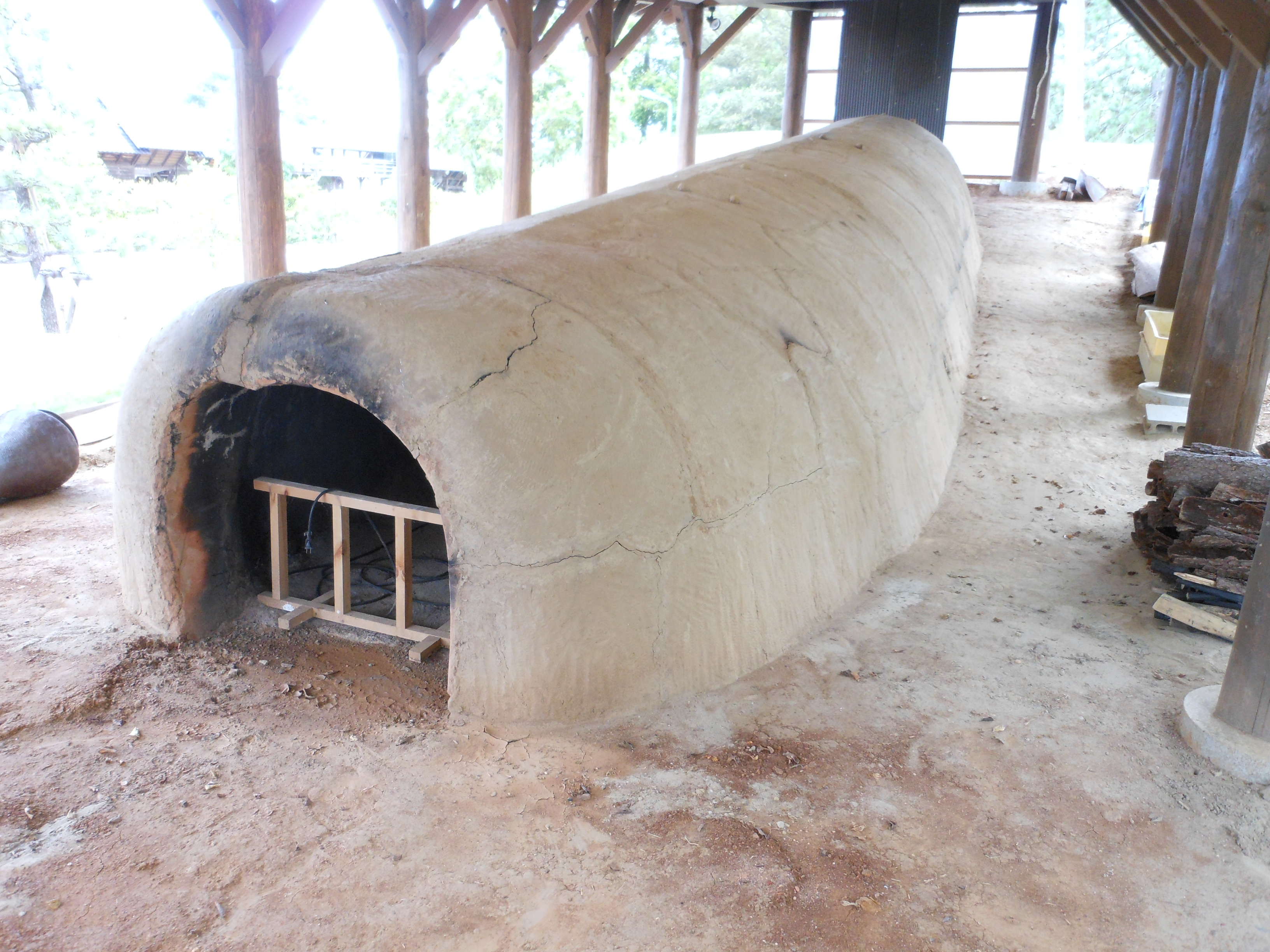
스즈야키 가마의 예시. 벽돌을 쌓아 올린 구조라 지진 발생시 붕괴하기 쉽다.

스즈시의 전통 공예품인 스즈야키 제조에 사용되는 가마가 시 외곽에 있는 가마를 포함해 20곳 모두 피해를 입었으며 시내에 있는 18개 가마는 전소했다. 이 중에는 2023년 오쿠노토 지진으로 피해를 입고 재건했지만 다시 불을 붙이지 못하고 붕괴된 가마도 있었다. 스즈야키 가마는 벽돌을 쌓아서 만들기 때문에 내진성이 부족하다. 하쿠이시에 있는 노토조후 공방도 피해를 입었지만 1월 11일 가동을 재개했다. 규조토를 사용한 시치린과 벽돌은 스즈시 특산품이기도 하지만 이를 제조하기 위한 설비와 물품도 지진으로 큰 피해를 입었으며 2022년 6월 지진, 2023년 오쿠노토 지진, 이번 지진으로 3년 연속 큰 피해를 입은 시설도 있다.
이런 상황 속에서도 2월 14일부터 16일까지 도쿄도 지요다구의 도쿄 국제 포럼에서 "이시카와 전통공예페어"가 개최되어 와지마누리 9곳, 스즈야키 1곳이 작품을 출품해 이재민 지원에 힘을 보탰지만 지진 피해로 출품하지 못한 장인도 많았다.이 외에도 지진과 화재로 피해를 입지 않은 와지마누리를 피해 지역에서 반출해 전시 및 판매하는 활동도 열렸다.
이시카와현 내에서 유일하게 일본식 양초인 와로소쿠를 판매하는 업체인 다카자와 양초점은 공장이 큰 피해가 없었고 생산 자체는 1월 중 재개되었으나 일본의 등록유형문화재로 등록된 점포의 처마가 무너져 판매가 불가능했고 본체 건물도 기울어졌다. 한편 사장과 직원은 참석하지 못했지만 지진에서 무사한 상품이 1월 18일부터 5일간 프랑스 파리 교외에서 열린 전시회인 메종 에 오브제에 출품되어 주목상품으로 선정되는 등 높은 평가를 받았다. 3월 14일에는 원래 매장에서 수백m 떨어진 곳에 임시 매장을 마련하고 영업을 재개했으며 원래 매장도 향후 재건 예정이라고 밝혔다. 도쿄도 후추시는 모두 율령국(나나오시는 노토국, 후추시는 무사시국)의 국부 소재지라는 것에 착안해 노토반도 지진 지원 사업의 일환으로 4월 21일 후추의 숲 예술극장에서 개최되는 시제 시행 70주년 기념식에서 초청자에게 기념품으로 지급할 와소로쿠 약 1,500개를 다카자와 양초점에 주문했고 가게가 이를 수주했다. 지진 피해 때문에 가게 측이 포장이 불가능해 포장지가 그대로 배송되어 현지에서 포장하기로 결정했다.
구타니야키의 경우 고마쓰시, 노미정 등에 있는 이시카와현 도자기상공업협동조합에 가입한 63개 사업자 중 조사에 응답한 26개 사업자 모두가 지진으로 피해를 입었다. 구타니야키가 자연재해로 피해를 입은 정도는 역대 가장 큰 규모로 100만엔 이상의 상품이 깨지는 일이 발생했으며, 한 가게에서 250만엔 이상의 피해가 발생한 곳도 있어 피해 총액은 5천만엔을 넘어섰고 피해 보고수는 1천건을 넘었다. 47개 사업자가 노미시 창구에 피해증명서를 청구했고 풍문 피해도 우려되었다. 하지만 1월 5일에 제작을 재개하고 1월 중에 개인전을 개최할 수 있었던 사업자도 있으며 양과자 제조업체가 구타니야키를 연상시키는 디자인의 포장에 담긴 초콜릿을 판매하는 등 지원 움직임도 일었다.

##### 식문화
오쿠노토의 2개시 2개정에 있는 사케 양조장(쓰쿠리자카야)은 건물이 반파되거나 일부 파손되는 피해를 입어 11개 업체 모두 해당 기간 양조를 포기하는 사태가 발생했다. 한편 피해를 입은 업체로부터 사케 원료인 모로미 중 피해를 입지 않은 것을 받아 다른 지역에서 대신 양조하는 노력도 이어졌다. 이 외에도 피해 지역의 업체와 다른 지역의 업체가 공동으로 양조하는 등 지진 피해 속에서도 양조를 계속 이어나가는 시도가 잇다랐다. 또한 양조장을 응원하기 위한 "청주 모금"이라는 활동도 진행되어 에히메현의 단체가 사케를 판매해 그 수익금을 피해 양조장에 기부하는 행사도 열렸다. 피해를 입은 업체도 마쓰나미 주조 등 3개 업체가 고마쓰시 등 다른 지역에 있는 양조장에서 양조를 재개하기 위해 모로미와 쌀 등의 원료를 반출했다.

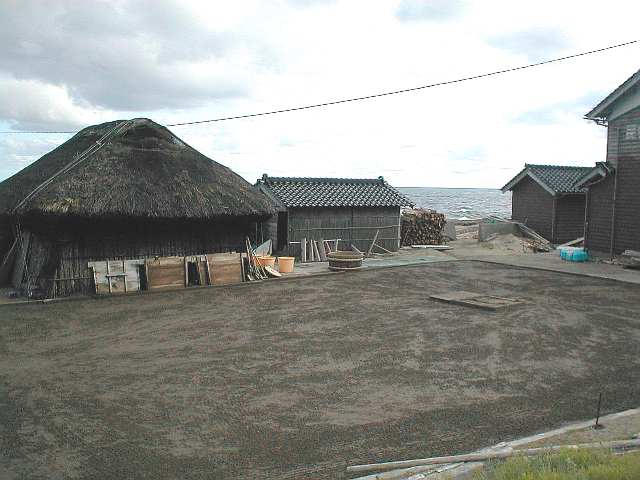
스즈시에서 전통적으로 이뤄지는 모래밭식(揚げ浜式) 천일염 염전의 모습

일본 내에서는 스즈시에서만 남아 있고 일본 중요무형민속문화재로 지정된 모래밭식(揚げ浜式), 즉 염전에 모래를 깔고 바닷물을 모아 놓아 건조시키는 천일염식으로 소금을 만드는 업체들이 지진으로 설비가 파손되었고 지반이 융기되면서 해안선이 바다 쪽으로 물러나 바닷물이 염전에 닿지 않아 소금 생산이 불가능해진 곳이 나왔다. 2월 9일 스즈제염은 스즈시 오야마치에서 처음으로 염전을 재가동했다. 회사 측은 지진 발생 한달 만에 2023년 1년치보다 더 많은 양의 주문이 밀려들어왔으며 많은 사람들이 피해자를 지원하러는 의지가 있다고 밝혔다. 한편 직원이 피난을 떠나고 교통 상황이 좋지 않아 제염을 다시 시작할 계획이 없는 업체도 있어 폐업하는 제염 업체도 보인다고 발표했다.
노토반도에서 전통적으로 생산했지만 지진 이전엔 노토정에 단 1개 업체만 남아 있던 쌀엿(고메아메) 제조 업체가 지진으로 피해를 입어 가마솥 기초 부분이 무너져 생산이 불가능해졌다. 하지만 노토정의 상수도 공급이 재개되었고 모르타르를 사용해 긴급하게 균열을 복구해 2월에 생산을 재개했다. 오쿠노토 지역의 특산품이자 제조기술이 중요무형민속문화재로 지정된 이시루 생산량의 70%를 차지하는 야마사상사에서 저장 탱크가 큰 피해를 입어 2024년 기간 휴업을 결정했다. 이시루 생산을 위해서는 2월경부터 1년 이상 오징어와 청어과를 소금에 절여야 하는데 2월 초 기준 2024년 내 생산 재개를 목표로 한 업체는 없다. 노토정에 있는 저장탱크의 40%가 고장났을 뿐 아니라 원료 반입과 저장탱크 이동에 사용되는 도로를 사용할 수 없는 상황도 생산에 영향을 미쳤다. 일부 업체는 당분간 조리가 재개될 것으로 보이지 않아 지진 전에 조리를 마친 이시루를 출하하는 것 이외에는 상품 판매가 중지된 업체도 많다. 또한 나나오시에서는 모든 요리에 이시루를 첨가하던 음식점이 재건이 어렵다고 판단해 2월 29일을 끝으로 영업을 중단했다. 다만 이시루를 제조하는 공방 자체는 비교적 피해가 적어 생산을 계속하기로 결정했다. 노토정에선 3월 중순 들어 도로망이 복구되면서 이시루 제조 및 출하를 재개한 업체가 속속 나타났다.

##### 기타 전통산업
나나오시의 와쿠라 온천은 건물 등이 큰 피해를 입어 1월 19일 기준 모든 료칸이 휴업 상태이다. 와쿠라 온천에 있는 료칸인 "가가야"와 와쿠라 온천의 여러 제휴기업은 휴업 기간을 활용해 직원을 그룹 내 다른 기업에 파견해 능력을 전수하는 기회로 삼아 대응했다. 하지만 온천 원수 자체는 안전해 1월 16일부터 온천수 양수를 시작했다.
사도 금광에서는 아이카와 금은광 유적의 경사면에 낙석이 떨어졌으며 니시미카와 사금광 유적 부근의 도로 옆 경사면이 무너지는 등의 피해가 발생했다. 금광과 함께 "사도섬 금광"으로 세계문화유산 등재를 노리는 사도 봉행소 터도 외벽에 균열이 가는 등 피해가 있었지만 큰 피해가 아니라 충분한 복구가 가능하다고 판단한 사도시는 세계문화유산 등재에 영향을 미치지 않는다고 발표했다. 조사 결과를 바탕으로 1월 15일 실시된 전문가 회의에서도 조속한 대응이 필요한 손상 부위는 없다는 결론이 내려졌다.

#### 어업
1월 23일 기준 이시카와현 내 60개 어항이 피해를 입었으며 어항 공동이용시설 26곳이 피해를 입었다. 피해를 입은 어선은 최소 233척에 달하며 이 중 전복되거나 침몰한 어선이 146척, 유실한 어선이 27척으로 집계되었다. 넓은 지역에서 지반이 수 m씩 융기하며 시카정, 와지마시에서 스즈시 소토우라 해역까지의 21개 어항에서 해저가 노출되거나 수심이 매우 낮아졌다. 와지마시 몬젠정의 구로시마 어항에서는 지반이 융기해 어항 안쪽이 육지로 변하여 어선이 드나들 수 없는 상태가 되었다. 도호쿠 지방 태평양 해역 지진 당시 발생한 것과 같은 지반 침하라면 상대적으로 바다가 깊어졌을 뿐이므로 쓰나미로 손상된 항만 시설만 복구하고 부두 높이를 높이면 다시 조업이 가능하지만, 융기가 발생하면 항구 전체를 사용할 수 없어 어업 문제는 이 쪽이 더 심각하다는 의견이 있다. 이시카와현 어업조합도 이렇게 항구를 아에 사용할 수 없는 사태는 예상하지 못했다고 말했다.
지반 융기 외에도 해수 펌프 등의 기계도 피해를 입었고 어업 거점 중 하나인 헤구라섬이 쓰나미로 큰 피해를 입어 종사자들이 피난을 갔고 지각 변동으로 해저 지형이 변화한 점 등이 겹쳐 일본의 국가중요무형민속문화재로도 지정되어 있는 와지마시 아마마치를 중심으로 한 노토반도의 아마(남성의 경우 아마, 여성은 해녀)의 스킨다이빙 어업을 더 이상 할 수 없게 되었고 다시 시작할 전망이 보이지 않아 해녀들이 모두 실직 상태가 되었다. 이 때문에 생계가 어려운 상태로 많은 어부들이 어선 건조비 등을 마련하기 위해 진 빚을 갚을 수 없게 되었다. 피해를 입은 어항 중 하나인 가나자와항에서는 연료와 얼음을 충분히 공급할 수 없고 기항도 할 수 없어 다른 현을 거점으로 하는 어업에도 큰 영향을 미치고 있다.
한편 마찬가지로 스킨다이빙 어업이 활발한 미에현 시마시와 연속 TV 소설 《아마짱》의 무대가 된 이와테현 구지시의 같은 "아마초"(단 이시카와현 와지마시는 '아마마치'로, 시마네현에서는 '아마초'로 읽는다)의 호의로 시마네현 오키군 아마정 등으로부터 지원을 받고 있다. 또한 도호쿠 지방 태평양 해역 지진과 달리 바다로 나가러다 쓰나미에 휩쓸려 조난당한 어부는 없었는데 이는 지진으로 해저 융기가 일어나 항구의 쓰나미 높이가 낮아졌기 때문으로 분석된다.
해저가 융기하며 어선이 드나들 수 없는 와지마항에 해저의 토사를 제거하고 준설해 2.5 m에서 3 m 깊이를 확보해 출항 상태로 만드는 공사가 2월 16일부터 국토교통성 호쿠리쿠 지방 정비국 주도로 시작되었다. 이는 대규모 재해 발생 시 특례에 따라 본래 운영자인 이시카와현이 해야 할 작업을 국가가 대행한 것이지만 이런 공사는 전례가 없어 난공사가 되었다. 또한 부두 바로 옆으로 준설하면 부두가 무너질 수 있어 배를 띄울 수 있는 경계 지역까지만 준설을 하고 있다. 또한 와지마항 인근에는 산이 많아 암반 등 장애물이 없는지 사전 확인이 필요했다. 또한 겨울철 동해 쪽은 파도가 치기 쉽기 때문에 평소에는 이런 공사를 시행하지 않아 실제로 작업을 할 수 없는 날도 많았다. 또한 3월 16일에는 부두와 평행한 방향으로 길이 34 m, 폭 4.2 m의 가설부두를 설치해 일부 선박이 접안해 승하선이 가능해졌다. 어항의 복구 방법으로는 이렇게 최소한의 항로를 굴착하는 방법이나 피해를 입은 어항 앞바다에 부두를 설치하는 것 이외에도 더 이상 사용할 수 없게 된 어항 앞바다에 선박 인양장을 건설하는 방법, 접안이 가능한 곳에 완전히 새로운 어항을 개발하는 방법 등도 거론된다. 뒤에 나오는 방법일수록 어항이 원래의 기능을 회복하긴 쉬워지지만 반대로 시간과 비용이 더 소요된다.
또한 스즈시에서도 총 100척 이상의 어선이 침몰되거나 전복되었다. 특히 동해안에 있는 이이다항은 쓰나미 피해도 컸으며 일상적으로 이 항구를 사용하던 30척 중 25척이 침몰하거나 표류, 전복되었다. 또한 소파블록도 침몰하거나 전복되어 지원물자와 복구공사에 필요한 자재를 원활하게 반입하거나, 재해 폐기물을 반출하는 일이 어려워지자 호쿠리쿠 지방 정비국은 2월 27일부터 4월 말까지 완료를 예상으로 어선 인양 작업을 시작했다. 3월 15일까지 20척의 어선 해상기중기를 이용한 인양을 완료했다.
보통 쓰나미가 밀려올 수 있는 대지진이 발생하면 어선이 쓰나미로 전복되는 일을 막기 위해 어선을 해역으로 대피시키지만, 이번 지진의 경우 16시 6분의 전진 당시 즉시 항구로 출항한 어부는 대피가 늦었지만, 16시 10분의 본진이 발생한 후 항구로 간 어부는 이미 해저가 융기해 배를 띄울 수 없는 상태라고 증언했다. 전진 당시 피난을 시도하던 선박 중에서도 융기가 발생해 좌초된 선박이 있었다. 그 후 쓰나미가 밀려오면서 일시적으로 수심이 깊어져 그 타이밍을 노려 배를 대피시킨 어부도 있었으나 모든 어부들이 성공하진 못했고 좌초한 어선도 있었다.
도매시장의 경매도 피해 지역 곳곳에서 중단되었지만 도야마현 히미시에서는 1월 6일, 나나오시에서는 2월 1일, 노토정에서는 3월 1일 경매를 재개했다. 하지만 3월 7일 기준 노토정에서 경매가 진행된 해산물은 지진 발생 이전의 1/20 정도로 줄어들었다.

#### 농업
농업 시설 피해는 일본의 농림수산대신 사카모토 데쓰시에 따르면 1월 12일 기자회견에서 농지나 저수지 등에 500곳 이상에서 피해가 발생했다고 발표했다. 2월 22일 기준 이시카와현 내에서 농지 142건, 농로 328건, 수로 289건 등 총 1,284건의 농업 피해가 확인되었으나 오쿠노토 지역에서는 아나미즈정 2건을 제외하면 아직 조사가 제대로 진행되지 않아 실제로는 이보다 더 피해가 많다고 추정된다. 실제로 조사가 진행된 3월 12일 시점에서 농지 761건, 농로 841건, 수로 1,145건 등 총 3,363건의 피해가 확인되었으며 이 중 오쿠노토 지방은 스즈시 268건, 노토정 188건, 와지마시 70건 등 총 70%를 차지하며 이시카와현의 총 농업 피해액은 630억 엔에 달한다고 발표되었다. 또한 노토반도를 떠나 피난한 농가도 많아 지진 이전부터 문제가 되었던 노토반도의 농가수 감소 문제도 가속화된다는 지적이 있다. 스즈시 등에서는 모내기철이 와도 벼농사를 재개할 수 있는 상황이 오지 않아 농업 작업을 진행하지 않는 농가도 많다고 보고되었다. 이런 사정으로 1월 말 일본에서 정기적으로 실시하는 쌀 재배 면적에 관한 의향 조사 대상에 이시카와현이 빠졌다. 니가타시에서는 2월 말 기준 용수로나 배수로가 액상화현상으로 침하하거나 지하 파이프라인이 원 위치에서 빠지는 등 최소 132건, 4억 9,100만엔 상당의 피해가 발생했다고 확인되었다. 낙농업계에서도 단수 때문에 외양간에 물을 손으로 직접 옮기는 등 피해가 있었다.
위와 같은 피해로 인해 노토반도의 인구 과소화가 20년 정도 앞당겨진다는 분석이 있어 이시카와현은 농가가 농업을 재개할 수 있도록 지원하고 그에 따른 공동체 유지에도 지역사회 전체가 함께 노력하는 마을에 대해 2024년 4월부터 총 2천만엔의 보조금을 지급하는 사업을 시작하며 농촌 공동체 유지를 위해 현장에서 모집하는 자원봉사자 중 일부를 농업 등 제1차 산업에 특화된 자원봉사자로 모집한다는 방침을 발표했다.

#### 임업
지진으로 발생한 산사태와 제재소 붕괴로 임업도 큰 타격을 받았다. 1월 16일 기준 목재 가공 및 유통시설 19개소, 임지 황폐화 30개소, 버섯 재배 등에 사용되는 특용임업시설 84개소 등의 피해가 확인되었다. 3월 12일 기준 발표에 따르면 지진으로 발생한 이시카와현 내 산림 피해액은 370억엔으로 추산되었다. 일본 임야청은 스즈시와 와지마시의 민유림 총 7곳에 대해 국가 직할로 재해 복구와 2차 재해 방지를 위한 응급 공사를 시작했다.

#### 제조업
노토반도에 많이 소재한 전자 부품 및 의류산업 공장도 지진으로 큰 피해를 입었다. 노토반도에 공장을 둔 일본의 주요 기업 26개사 중 1월 15일 기준 10개사가 직원이 피해를 입거나 공장이 피해를 입고 정전이 생겨 생산 재개가 어렵다고 응답했다. 무라타 제작소는 아나미즈정 공장이 5월 중순까지 조업을 중단한다고 예상되며 도시바의 가가도시바 일렉트로닉스, 산켄 전기, 재팬디스플레이, EIZO 등의 공장도 일시적으로 조업을 중단했다가 다시 재개했다. 많은 기업에서 인명 피해는 발생하지 않았지만 무라타 제작소에서는 지진으로 1월 17일 기준 직원 1명이 사망했음을 확인했다. 산켄 전기는 지진으로 실적 예측이 어려워졌다며 2023년도 실적 전망 발표치를 철회했다. 토요타 자동차처럼 피해 지역에 공장이 없어 직접적인 피해는 없었지만 부품을 생산하는 하청 업체가 피해를 입어 생산에 차질을 빚은 기업도 있다.

#### 제3차 산업
금융기관의 경우에도 호쿠리쿠 은행와 홋코쿠 은행 일부 지점이 휴업했지만 호쿠리쿠 은행은 1월 15일 모든 지점의 영업을 재개했다. 홋코쿠 은행 와지마 지점과 스즈 지점도 1월 17일부터 영업을 재개했지만 영업시간 단축과 영업일 축소 등의 영향은 이어졌다. 또한 이번 지진으로 발생한 보험금 청구액 총액은 210억엔에서 900억엔으로 추정되며 이는 구마모토 지진 당시 3,620억엔이나 2018년 오사카부 북부 지진 당시의 1,030억엔에 비하면 적은 액수로 예상된다.
편의점의 경우 지진 이후 세븐일레븐이 약 150개 점포, 로손이 약 80개 점포, 패밀리마트 약 200개 점포가 휴업을 선언했다. 하지만 편의점이 영업하는 광경이 이재민들에게 일상이 유지된다는 상징일 뿐 아니라 영업을 통해 치안 악화를 방지할 수 있기 때문에 편의점 복구를 서둘렀다. 세븐일레븐은 1월 6일 모든 점포가 영업을 재개했으나 1월 12일 기준 로손은 나나오시의 1개 점포가 휴업을 계속하고 있으며(이동식 판매만 개시), 편의점 3사 중 유일하게 노토반도 나나오시 북쪽에 점포가 있는 패밀리마트(구 서클 K산크스)는 직원의 피해와 운송 도로의 단절 때문에 14개 점포가 휴점 상태이다. 이후 패밀리마트는 1월 31일 와지마시가, 2월 14일 스즈시 일부 점포의 영업을 재개했다. 로손에서는 정기적으로 대피 훈련을 시행해 피난지시가 내려지면 즉시 대피한다는 원칙을 세워 쓰나미 피해는 없었으며, 직원의 안부를 확인하고 점장과 직원 모두가 안전한 상태임을 확인한 후 곧바로 복구 작업에 들어갈 수 있었다. 당시 대응에 나섰던 관계자는 정전은 예상했으나 이번 지진처럼 광범위한 단수는 예상하지 못했다고 말했다. 이동식 판매를 시작한 점포에서는 바디시트를 구매한 고객이 많았다고 인터뷰했다.
이온은 일부 점포가 휴업했지만 1월 2일 전 점포가 영업을 재개했다. 드러그스토어인 겐키 스토어는 오쿠노토 지역을 포함한 모든 점포에서 에정대로 새해 영업을 시작했으며, 비상구 유리를 망치로 깨뜨려 매장 안으로 들어가거나 정전으로 계산대가 작동되지 않아 대략적인 가격으로 판매하는 등 많은 어려움을 겪으면서도 피해 직후 주민 생활을 지원했다. 와지마시에서는 원래 새해는 휴업이지만 지진으로 임시 영업을 연 슈퍼마켓도 있었다.

### 인프라 피해

#### 전력

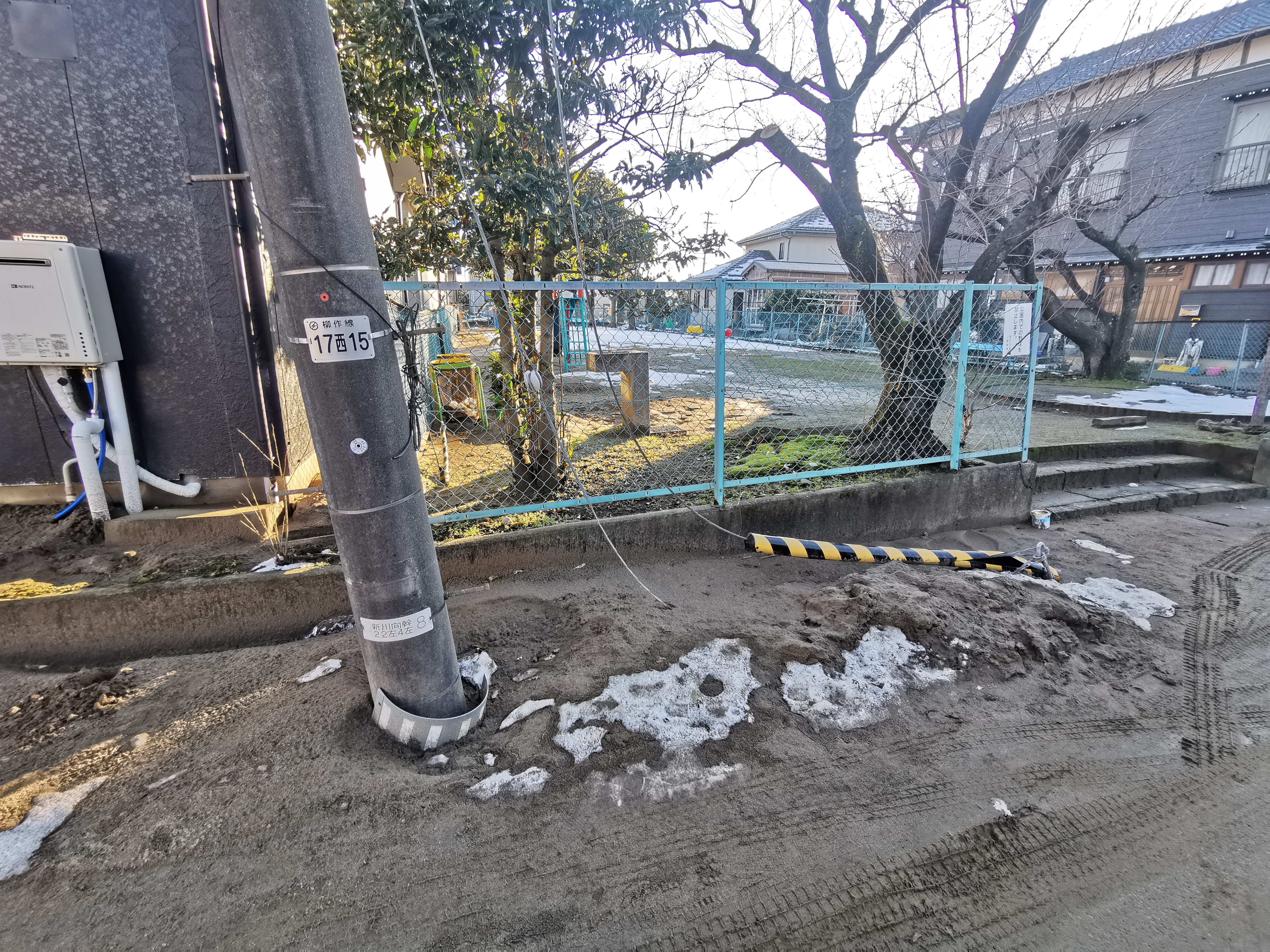
지진 이후 토양액상화 현상으로 가라앉은 전봇대의 모습

호쿠리쿠 전력 관내에서는 최대 약 4만 가구에 정전이 발생했으며 니가타현에서는 약 1,500가구에서 정전이 발생했다. 1월 31일 호쿠리쿠 전력은 조기 복구가 어려운 일부 지역 2,500가구를 제외한 대부분의 정전이 복구되었다고 발표했다. 3월 15일에는 설비 복구를 완료해 피해 지역의 모든 곳에 전기가 다시 개통된 상태라고 밝혔다. 하지만 와지마시 약 350가구, 스즈시 약 70가구, 노토정 우시쓰야마분과 도메의 총 10가구, 나나오시 나카지마마치카와치, 나카지마마치벳쇼 총 10가구 미만 등 약 420가구는 실내 배선에 결함이 발생해 그대로 전기를 개통하면 누전이 발생할 위험이 있어 외부 설비가 복구되었어도 바로 실제로 전기를 재개하지 않고 각 계약자와 연락을 취해 개별적으로 방문하여 합리적인 안전 대책을 세운 후 실제 각 세대로 송전하기로 발표했다.
이시카와현에 있는 나나오오타 화력발전소 가동 중인 1호기, 2호기가 정지했고 니가타현 이토이가와 화력발전소도 지진 발생 약 6시간후 가동을 중단했으며 도야마현의 도야마신코 화력발전소도 1호기, 2호기에 출력 저하가 발생했다. 수력 발전소의 경우 니가타현 묘코시에 있는 도호쿠 전력의 세키카와 발전소가 정지했다. 태양광 발전소의 경우 나나오시와 노토정에 있는 3곳의 발전소에서 피해가 확인돼 경제산업성은 감전 피해를 막기 위하여 깨진 태양 전지판에 접근하지 말라고 주의를 당부했다. 풍력 발전소의 경우 지진 당시 가동 중이던 이시카와현 내 73기(모두 노토 지방에 있음)가 지진에 따른 안전장치 작동과 정전으로 모두 정지했으며 시카정과 스즈시에서는 날개 블레이드가 파손되거나 지면에 떨어지는 등 과거 지진에서는 거의 볼 수 없었던 피해도 확인되었다. 2월에 재가동 가능한 풍력 발전소는 총 9기 뿐이며 대다수는 3월 10일 기준으로도 발전을 재개하기 어려운 상태이다. 나나오시에서는 기초 부분에 균열이 발생한 풍력 발전소도 있었다.
호쿠리쿠 전력, 호쿠리쿠 전력 송배전, 도호쿠 전력, 도호쿠 전력 네트워크, 도호쿠 전력 에너지 파트너, 도호쿠 전력 파워 그리드는 재해구조법 적용을 받은 시정촌 및 인접한 시정촌에 대해 특례조치로 전기 요금 납부 기한 등을 연장해 달라고 경제산업성에 요청하여 1월 5일 승인되었다.
호쿠리쿠 전력은 2024년 4월 30일 발표한 2024년 3월기 월말결산에서 이번 지진으로 발생한 설비 피해를 약 610억엔으로 산정하고 수리비로 약 451엔을 특별손실로 계상했다고 밝혔다.
한편 정전된 지역에서는 전기자동차를 적극 활용한 사례도 있었다. 테슬라는 이번 지진을 계기로 1월 3일부터 9일까지 니가타현, 도야마현, 이시카와현, 후쿠이현에 설치된 전기차 급속충전기를 자사 차량에 무료로 개방했다. e모빌리티 파워도 이시카와현 내 12곳의 급속충전기를 무료로 개방했으며 닛산 자동차와 미쓰비시 자동차공업도 각 거점에 급속충전기를 무료로 이용할 수 있도록 개방했다. 또한 정전 시 사용할 수 있는 축전지 역할로 전기자동차나 플러그인 하이브리드 차량을 지자체의 요청에 따라 대여한 자동차 제조사도 있었다.

##### 원자력 발전소
지진 발생 후인 16시 19분에는 시카 원자력 발전소 관련해 원자력규제위원회-내각부 사고합동경계본부가, 16시 26분에는 원자력규제위원회-내각부 합동현지경계본부가 설치되었으며 16시 52분에는 만일의 사태에 대비해 관계 지자체에 연락 체제를 구축해 달라고 당부했다. 17시 19분에는 국제 원자력 기구(IAEA)에 1차 통보가 이루어졌고 고준위 방사선 피폭 의료지원센터 및 지정 의료기관과 연락도 이루어졌으며 18시 30분까지 양 본부의 요원 11명 중 6명의 소집이 완료되었다. 이런 대응은 원자력 발전소가 있는 지자체에서 진도6약 이상의 흔들림을 관측해 "경계상황"으로 판단하여 설치된 것이었으나 이번 지진 발생 시에는 설치 5시간 후 폐지되었다. 이시카와현은 정부의 지시가 없었기 때문에 원전 반경 5 km 이내에 거주하는 고령자나 임산부에 대한 대피 준비를 각 지자체에게 요청해야 했음에도 이를 요청하지 않았다.
진앙에서 약 70 km 떨어져 있는 시카 원자력 발전소는 지하 2층에서 진도 5강에 해당하는 최대 지반 가속도 399.3 Gal의 흔들림을 관측해 운전 정지 중인 1호기, 2호기에서 변압기 내 절연유 누출과 사용후 핵연료가 저장된 물탱크의 물이 넘치는 사고가 발생했으나 모두 피해나 외부에 미친 영향이 없었고 안전에는 문제가 되지 않음이 확인되었다. 또한 소화 설비도 작동했지만 화재 발생 여부는 확인되지 않았다. 또한 부지 내 상황을 확인한 결과 1호기의 바다 쪽에 설치된 약 4 m 높이의 방조벽이 수 cm 정도 기울어져 있는 것이 발견되었다. 인근의 공간방사선량을 측정하는 모니터링 장비인 "모니터링 포스트"는 15곳이 지진으로 측정 불가능한 상태가 되었다. 이 중 히미시에 있는 모니터링 포스트는 휴대용 측정기를 사용해 복구했으나 교통망이 끊겨 다른 지역의 모니터링 포스트는 측정하기 어려웠다. 하지만 가동 중인 모니터링 포스트에서는 수치에 이상이 확인되지 않았다. 이 외에도 지진 직후에는 핵연료가 담긴 수조를 냉각-정화하는 펌프가 일시적으로 정지했다가 30분 후에 복구된 것 이외에 배관에서 순수한 물이 유출되었다. 1호기의 변압기는 2월에 임시 복구되었으나 송전선은 1계통 2회선이 사용 불가능한 상태라는 것이 원전이 지진 후 언론에 처음 공개된 3월 7일까지 이어졌음이 밝혀졌다. 시카 원전은 이번 지진에서 얻은 정보를 통해 부지 내 단층이 지진을 일으킬 가능성이 있는지 검토하기 위해 재가동이 몇 년 더 지연될 것이라고 밝혔다. 니가타현 가시와자키시에 있는 가시와자키 가리와 원자력 발전소, 후쿠이현 스루가시에 있는 스루가 원자력 발전소, 미하마정의 미하마 원자력 발전소, 오이정의 오이 원자력 발전소, 다카하마정의 다카하마 원자력 발전소, 스루가시의 몬주, 후겐 원자력 발전소 등 다른 원자력 발전소에서는 이상 징후가 탐지되지 않았다. 한편 가시와자키 원자력 발전소는 이번 지진을 근거로 운전 금지 가처분 소송의 근거에 피난시 어려움이 추가되는 등 원자력 발전소 가동에 영향을 미쳤다.
또한 원자력 발전소에 사고가 났을 때 기압을 조절해 방사성 물질로부터 인체를 보호하는 시설이 이시카와현에는 총 20곳이 있는데 이 중 14곳이 이번 지진으로 피해를 입어 방사선으로부터 보호가 어려워진 곳이 6곳, 피난민 수용이 아에 불가능해진 시설이 시카정에서 2곳이 있었으며 피난에 사용되는 11개 도로 중 7개 도로가 단절되어 끊겼다. 이에 따라 자연재해외 원자력 발전소 사고가 동시에 발생하는 복합재해에 대한 대응을 점검해야 한다는 의견이 있지만 원자력규제위원회는 이런 검토를 하지 않는다고 밝혔다.
2월에는 주니치 신문을 포함한 20개사가 공동으로 실시한 설문조사에서 향후 원자력 발전소에 대한 정책으로 "즉시 전국적인 폐로 정책을 시행해야 한다" 또는 "적극적으로 폐로하고 탈원전을 서둘러야 한다"라고 답한 응답자의 비율이 전년 대비 8.3%p 오른 총 44.1%로 나왔으며 "운전 연장을 자제하고 원자로 댓수를 줄이면서 활용한다", "운전 연장을 포함해 원자력규제위원회의 심사를 통과한 기존 원전은 유지한다", "증설이나 재건 등 원자력 발전을 적극 추진해야 한다"라고 응답한 사람의 비율은 전년 대비 8.6%p 줄어든 총 48.0%로 응답자 비율은 이번 지진이 큰 영향을 미쳤다.
한편 이번 지진으로 큰 피해를 입은 스즈시는 한 때 스즈 원자력 발전소 건설 계획이 있었으나 2003년 설치 계획이 동결되었다. 스즈시 다카야의 원전 건설 예정 부지는 이번 지진으로 지반이 2 m 정도 융기해 만약 원전이 설치되었다면 이번 지진으로 심각한 사고를 일으켜 대피가 불가능한 상태였을 것이라고 당시 스즈 원전 계획을 잘 알고 있는 지역 관계자가 말했다. 2014년 오이 원자력 발전소의 가동을 불허하는 판결을 내린 후쿠이 지방법원의 전 재판장 히구치 히데아키는 1월 13일 이바라키현 쓰쿠바시에서 열린 강연에서 스즈 원전 반대 운동에 참여했던 주민들에게 감사하다는 메세지를 전했다. 당시 반대운동의 핵심 인물이었던 쓰카모토 신요시는 도쿄 신문의 취재에서 "스즈 원전이 멈춰서 정말 다행이다"라고 말했다.

#### 수도
지진 발생 초기 단수가 일어난 가구는 10만 가구 미만으로 인구가 적었기 때문에 동일본대진재나 구마모토 지진 당시와 비교하면 1/3에서 1/4 정도 수준이다. 이시카와현에서는 1월 7일 기준 14개 시정촌 66,000 가구에서 단수가 이어지고 있다. 특히 와지마시, 스즈시, 나나미오시, 아나미즈정, 노토정, 시카정, 나카노토정은 거의 전 지역에서 단수가 발생했다. 이시카와현에서는 스즈시의 호류 정수장과 와지마시의 정수장 2곳에 급수구가 파손되어 운영이 불가능해졌고 배수관도 광범위하게 손상되어 단수 상황이 장기화되어 2월 2일 기준 40,070가구가 단수 상태이다. 정수장 구조물의 심각한 손상으로 정수 기능이 중단된 것은 한신·아와지 대진재 당시에도 없었던 매우 드문 사건이다. 또한 오쿠노토에서는 수도관이 그물망처럼 촘촘하게 뻗어 있는 도시 지역과는 달리 굵은 수도관에서 가는 수도관으로 차례로 가지를 쳐서 이어나가 연결되어 있는 방식이기 때문에 굵은 수도관을 수리하지 않으면 가는 수도관의 누수를 검사할 수 없고, 이 때문에 마치 자벌레처럼 뛰어 가며 작업을 진행할 수 밖에 없다는 점도 복구가 늦어지는 원인으로 지적된다. 또한 누수를 점검하더라도 피해 주민에게 급수를 우선으로 해야하기때문에 사용할 수 있는 물의 양이 제한되어 복구 작업이 신속하게 이루어지지 못했다. 피해를 입은 수도관 대부분은 주변 지반 상황으로 내진 설비가 불필요하다고 판단해 이음새에 누수 방지 기능이 없는 비내진형 수도관으로 내진 적합형으로 분류된 최신식 내진형 수도관은 피해를 입지 않았다. 하지만 내진형 혹은 내진 적합형 수도관 비율은 이시카와현이 36.8%로 일본 전국 평균인 41.2%보다 낮았다. 1 km당 손상된 수도관 갯수를 평균으로 구해도 노토정에서 2.66개, 와지마시에서 2.63개로 동일본 대진재 당시 가장 높은 수치를 기록했던 미야기현 와쿠야정의 0.36개와 비교하면 7배 이상이며 한신·아와지 대진재 당시 가장 높은 수치를 기록했던 효고현 아시야시의 1.61개나 구마모토 지진 당시 가장 높은 수치를 기록했던 구마모토현 니시하라촌의 0.43개보다 훨씬 많다. 지진 발생 후 7일간은 단수 가구수가 급격히 줄어들었으나 지진 발생 후 15일이 지난 후에도 첫 단수 발생 가구 중 48.3%가 여전히 단수 상태인데 이는 동일본 대진재 당시의 19.2%, 구마모토 지진 당시 2.9%보다도 훨씬 높은 수치이다.
단수 때문에 피해 지역에 있는 큰 피해가 없는 일부 센토는 무료로 영업하는 경우도 있다.
도야마현 히미시에서도 1월 7일 기준 1,500가구가 단수 상태였으나 1월 21일까지 수도 공급이 모두 재개되었다. 니가타시에서도 일부 단수 피해가 있었다.
이 외에도 지진으로 배관 등 수도 수설 피해를 입은 가구는 이시카와현, 니가타현, 도야마현, 나가노현, 기후현, 후쿠이현에서 135,640가구에 달했다. 2월 14일 시점에도 와지마시와 스즈시 거의 전 지역을 포함한 이시카와현 내 약 30,620가구가 딘수 상태이다. 한편 아나미즈정은 외부로부터 지원을 받아 예정보다 한 달 가까이 빠른 3월 1일에 오쿠노토 지자체 중 처음으로 상하수도를 모두 복구했다. 스즈시에서는 3월 10일 스즈시청과 스즈시 종합병원을 포함한 중심부 약 110가구의 상하수도 복구를 완료했다. 각 지자체의 중심부에서 도시처럼 그물망 형태의 수도망을 구축할 수 있었기 때문에 복구 속도가 빨라졌다. 한편 수도 공급이 재개된 주택에서도 지진의 영향으로 파이프에 균열이 발생하는 등 여러 이유로 누수가 발생해 수도꼭지에서 물이 잘 나오지 않는 상황이 지속되는 사례가 있어 수도 업체가 수리를 하고 있다.
스즈시에서는 3월 초 단수 때문에 시내의 608개 소화전 중 북부의 일부를 제외한 570개소, 약 93%의 소화전을 사용할 수 없어 화재 예방 운동을 적극 펼치고 있다. 그 외에도 3월 6일 기준 와지마시에서 80% 이상, 노토정에서 약 50%, 나나미오시에서 20% 정도의 소화전을 사용할 수 없으며 단수에서 복구되었어도 건물 붕괴 때문에 막혀서 사용할 수 없는 소화전도 있다. 단수가 장기화되면서 스즈시에서는 자택에 있는 우물을 사용해 생활용수를 확보한 사람도 있었으며 오사카부의 지질 조사 업체인 '메사이'가 했던 것처럼 와지마시나 아나미즈정에서 생활용수 확보를 위해 새로 우물을 굴착한 사례도 있었다. 피해 지역에 있는 8개 지자체는 가나자와시를 포함한 일본 전국의 약 1/4의 지자체가 정한 것과 같은 재해시 우물 사용 계획이 정해져 있지 않아 재해시 사용 가능한 우물을 행정기관에서 사전에 파악되어 있지 않아 하쿠이시에서 급하게 지진 이후 사용한 우물을 모집해 홈페이지에 공표하거나 자발적으로 우물을 개방한 사례가 있었다.
하수도도 이시카와현 와지마시 등 6개 시정의 하수관 연장 총 685 km 중 52%인 359 km가 피해를 입었다. 특히 스즈시에서는 94%가 기능 상실이라는 큰 피해를 입었다. 이는 동일본 대진재 당시의 1%, 한신·아와지 대진재 당시의 2%(효고현 내), 2016년 구마모토 지진 당시의 13%(가미마시키군 마시키정), 2004년 니가타현 주에쓰 지진 당시의 22%(기타우오누마군 가와구치정, 현 나가오카시)과 비교해도 매우 높다. 한편 하수종말처리장이나 양수장은 내진 설계가 되어 있었기 때문에 큰 피해는 없었으며 단기간에 복구가 완료되었다. 또한 피해 지역에서는 많은 곳에서 하수도가 아닌 정화조를 사용하고 있었는데 이번 지진으로 정화조도 땅 위로 떠오르거나 배관이 파손되어 단수가 복구되어도 물을 사용할 수 없는 경우가 있었다. 이 때문에 자부담 없이 정화조를 수리해준다는 방침이 세워져 일본 환경부는 2월 16일부터 정화조 관련 상담을 받을 수 있는 수신자 부담 전화번호를 운영하기 시작했다.

#### 가스
도시가스 공급의 경우 가나자와 시내의 가나자와 에너지가 공급하는 지역에서 공급 장애 121건, 도야마현 내 니혼카이 가스가 공급하는 지역에서 공급 장애 27건과 가스 누출 131건이 발생했으며 호쿠리쿠 가스가 공급하는 지역에서 297건의 가스 누출이 확인되었으나 모두 1월 5일까지 복구되었다. 호쿠리쿠 가스는 재해구조법이 적용된 지자체에서 2023년 12월 검침분 중 지불 기한이 2024년 1월 1일 이후인 2023년 12월 검침분 및 2024년 1~2월 검침분 모두에 대해 지불 기한을 1개월 연장하고 2024년 3월 31일까지는 가스 사용이 불가능한 사용자의 응급 복구 비용을 호쿠리쿠 가스가 부담하기로 했으며 피해 발생 후 6개월간 가스를 전혀 사용하지 않는 달에는 요금을 완전 면제하는 특별조치신청을 경제산업성 간토경제산업국에 제출했고, 산업국은 1월 5일 이를 승인했다. 또한 니혼카이 가스와 다카오카 가스도 비슷한 조치(단, 응급 복구에 소요되는 비용을 사업자가 전액 부담하는 시기는 2024년 2월 29일)를 경제산업성 주부경제산업국 전력가스사업 호쿠리쿠지국에 신청하여 1월 11일 인가받았다.
지진으로 주유소도 여럿 피해를 입어 1월 3일 15시 기준 니가타현, 도야마현, 이시카와현, 후쿠이현에서 총 68곳이 휘발유 수송이나 공급이 불가능해 휴업에 들어갔다. 영업 중인 주유소에서도 휘발유가 부족해 물자를 수송하는 트럭에 우선적으로 주유해주기 위해 일반 차량의 주유가 제한된 점포가 있었으며 일반 휘발유는 주유할 수 없고 고급휘발유나 경유만 주유할 수 있거나 "1대당 2000엔까지" 등 주유 가능량을 제한한 점포도 있었다. 주유를 하지 못해 차박을 한 사람 중 차량의 기름이 완전히 떨어져 집으로 가지 못하고 고립된 사람도 있었다. 일부 주유소는 긴 자동차 줄이 생기기도 했지만 경제산업상 사이토 겐은 1월 5일 기자회견에서 며칠 내로 이 줄이 해소될 것이라고 전망했다. 간선도로의 응급 복구가 끝나 같은 날부터 휘발유 등을 운반하는 대형 탱크트럭이 오쿠노토 지역으로 진입하면서 영업을 재개한 주유소가 늘어났고 같은 날 아침에서는 노토반도 북부의 주유소 40%가 영업을 재개했으나 직원이 대피해 있거나 정전이 계속된 점, 주유소 설비 자체가 파손된 사례 등 때문에 이때도 영업을 재개하지 못한 주유소가 다수 있었다. 1월 10일이 되자 노토반도 북부의 주유소 70%가 영업을 재개했으며 자동차 행렬이나 주유 제한 조치도 거의 해제되었다. 한편 정상영업을 재개한 주유소에서도 직원이 가나자와시 등지로 유출어 점장이 매장에서 충분한 휴식을 취하지 못하는 등 영업이 불안정한 주유소도 여럿 있다.

#### 통신망
1월 3일까지 NTT 도코모, KDDI, 소프트뱅크, 와이모바일을 합쳐 휴대 전화 기지국 839곳의 전파 송수신이 멈췄다. 고정 통신 서비스(유선전화)의 경우 1월 6일 기준 NTT 서일본과 소프트뱅크에서 설비 고장 등으로 인해 이시카와현 내 일부에서 통신 장애가 발생했다. 이 외에도 NTT 서일본은 1월 3일경부터 통신설비에서 사용된 상용 전원의 미복구와 비상전원 고갈 때문에 노토 지방 일부에서 회선 이용이 불가능한 지역이 나타났다. 또한 아직까지도 무정전 전원 장치으로 서비스를 제공하고 있는 지역의 경우 추가로 전원 고갈로 인한 통신 불가 영향 범위가 더 넓어질 수 있다고 발표했다. 휴대 전화 통신망의 경우 NTT 도코모, KDDI, 소프트뱅크, 라쿠텐 모바일 등 통신사 대기업 4개사가 정전 등 피해의 영향으로 노토 지방을 중심으로 이시카와현과 니가타현에서 장애가 발생했다고 발표했다. 3일까지도 노토 지방과 니가타현 일부에서 장애가 지속되었다. 일반 전화의 통화 가능 여부는 통신사마다 차이가 있었지만 LINE에 관해서는 어느 통신사든지 비교적 안정적으로 통신할 수 있었다는 지진 피해자의 증언이 있었다. 2월 21일까지도 와지마시 일부 지역에서는 유선전화 370회선이 불통인 상태이다. 2월 27일에는 대기업 4개사 중 소프트뱅크가 처음으로 사용할 수 없는 기지국이 있는 상태에서도 피해 지역 전역에서 위성통신 등을 사용해 응급 복구를 끝냈다.
각 통신사들은 피해 지역 주민의 통신요금 납부 기한 연장, 감면, 사용 한도 증가 등의 응급조치를 취했다.

#### 공공방송 및 방재무선
이시카와현 일부 지역에서 중계국 연료 공급이 끊기고 비상 배터리가 고갈되어 디지털 지상파 텔레비전과 라디오 방송이 중단되었다. 이에 따라 NHK는 9일 18시부터 BS 위성방송의 빈 채널(BS103)을 이용해 지상파 뉴스 프로그램과 지진 관련 정보를 방송하기 시작했다. 또한 NHK에서는 피해 지역 주변에 가동 가능한 헬리콥터가 없고 도쿄 지역의 헬리콥터는 엔진 고장으로 현지 촬영을 할 수 없어 시청자가 올린 영상에 의존해 보도했다. 이시카와현에서는 가나자와시에만 본거지를 둔 방송사가 많아 피해 지역으로 향하기가 어려웠고 노토반도에 거점을 둔 지역 방송사도 시설 자체가 피해를 입어 보도가 어려웠다.
한편 스즈시에서는 쓰나미 때문에 시정촌 방재행정무선 라디오 스피커 2곳이 피해를 입어 망가졌으며, 스피커 자체에는 피해가 없었지만 3곳 중 자가 발전기가 있는 시설을 제외한 2곳의 무선 중계국이 정전으로 기능을 정지했고 비상용 전원도 배터리가 방전되어 스피커로 정보를 방송할 수 없는 곳이 생겨났다. 이 때문에 1월 3일부터 대부분의 스피커가 방재행정무선을 전달할 수 없게 되었으며 대피 및 지원 관련 정보를 전달하지 못하는 피해가 나타났다. 스즈시 외에도 큰 피해를 입은 4개 지자체에서 대부분의 스피커를 사용할 수 없어 방재행정무선기가 작동을 멈췄다.

#### 소방
오쿠노토 광역권 사무조합의 소방본부에 설치된 지령센터는 이번 지진으로 큰 피해를 입은 와지마시, 스즈시, 노토정, 아나미즈정을 관할하고 있으며 지진 직후부터 119 신고 전화가 끊이지 않고 왔지만 지진의 흔들림에 따라 소방서의 회선에 이상이 생겨 각 소방서 및 분소에 개인용 컴퓨터를 이용한 출동 지시를 내릴 수 없었다. 이 때문에 매번 전화로 지령을 내릴 수밖에 없었고 1월 1일 하루동안 400건 이상의 119 신고(평시의 약 20배)의 절반만 대응할 수 있었다. 경우에 따라서는 A5 용지에 신고 내용을 수기로 작성한 경우도 있었다. 한편 쓰나미에서 대피 유도, 도로 복구, 방범 순찰, 주택 내 이재민 구조 등에 와지마시와 스즈시를 합쳐 600명의 소방대원이 활동하여 소방서의 중요성을 재인식한 일본 정부는 전국의 지자체에 소방대원 확보를 지시했다.

### 교통 피해

#### 철도

##### 신칸센

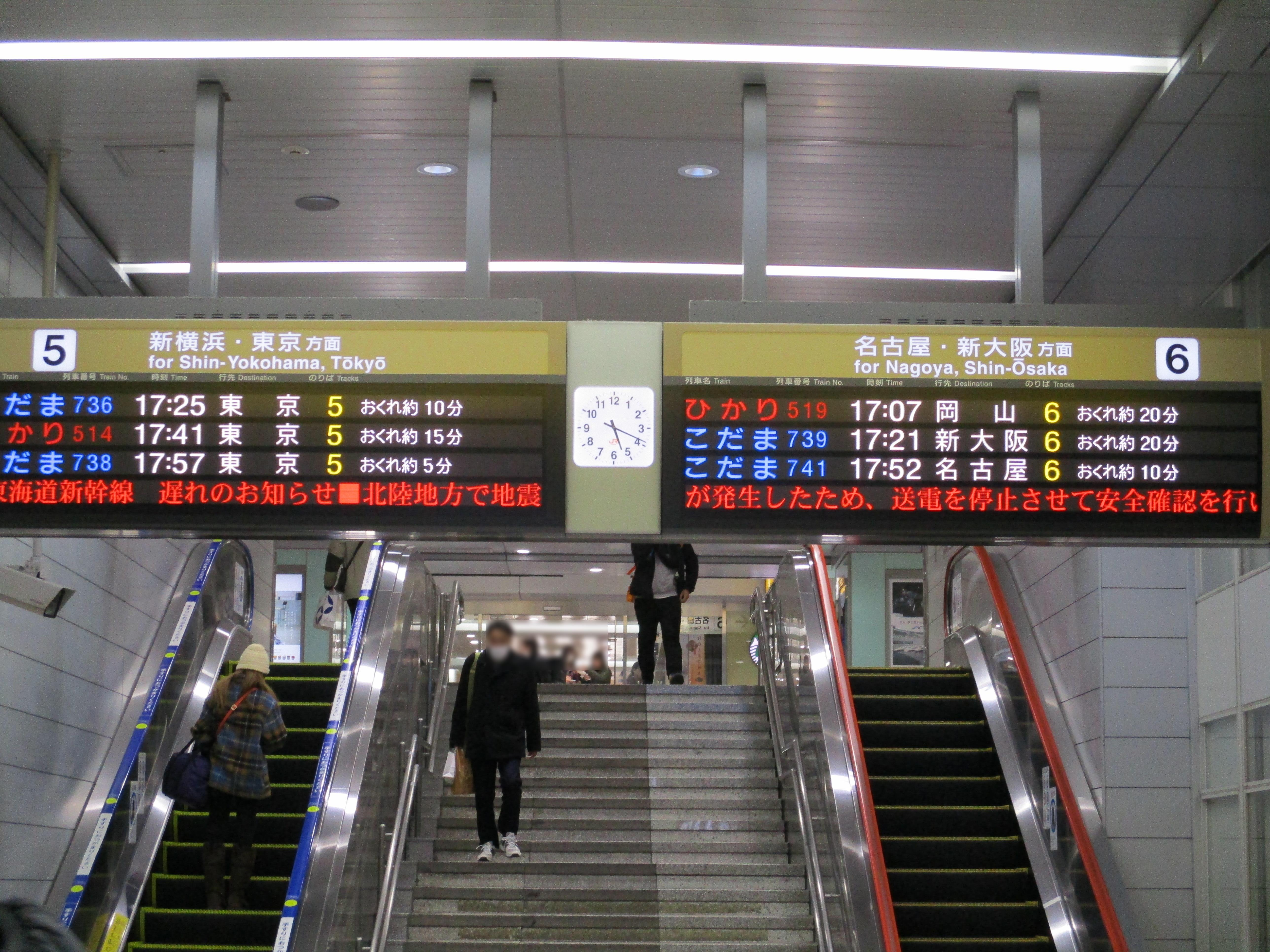
지진으로 도카이도 신칸센의 운행 중단과 지연이 발생했음을 알리는 시즈오카역의 안내판

지진으로 도호쿠 신칸센, 홋카이도 신칸센, 야마가타 신칸센, 아키타 신칸센, 호쿠리쿠 신칸센, 조에쓰 신칸센의 전 구간과 도카이도 신칸센 도쿄역-오다와라역 구간과 도요하시역-신오사카역 구간, 산요 신칸센 신오사카역-신코베역 구간이 일시적으로 운행을 중단했다. 이 중 호쿠리쿠 신칸센 나가노역-가나자와역 구간과 조에쓰 신칸센 에치고유자와역-니가타역 구간은 1일 하루 종일 운행을 중단했으며 그 외 구간은 같은 날 운행을 재개했다. 호쿠리쿠 신칸센에서는 도야마역-가나자와역 구간 사이 총 4대의 열차가 멈춰서 다음 날 새벽 움직이기 시작한 후 열차호텔로 개방했다. 지진 발생 다음날인 1월 2일에는 조에쓰 신칸센 에치고유자와역-니가타역 간 하행선 운행이 13시 47분경에, 상행선 운행이 14시 38분경에, 호쿠리쿠 신칸센 나가노역-가나자와역 구간이 상하행 양방향 15시 20분에 각각 운행을 재개했다. 한편 2024년 춘계 시간표 개정 당시 연장 개통을 앞두고 2023년 11월부터 준공 검사를 시행하던 호쿠리쿠 신칸센 가나자와역-쓰루가역 구간 시설은 피해가 없었으며 1월 26일 준공검사통과가 인정되어 예정대로 개통하기로 결정, 3월 16일 개통했다. 연장된 호쿠리쿠 신칸센은 이번 지진의 피해에서 부흥을 촉진하는 역할로 기대를 모았다. 가나자와발 쓰루가행 첫 열차인 쓰루기 1호의 개통 첫날 승무원으로 운전사는 가나자와 신칸센 열차구에서 스즈시 출신을, 차장은 가나자와 신칸센 열차구에서 나카노토정 출신으로 모두 피해 지역에 연고가 있는 사람으로 선정되었으며, 취재에서 신칸센을 통해 노토반도의 이재민을 격려하고 싶다고 밝혔다.

##### JR 재래선

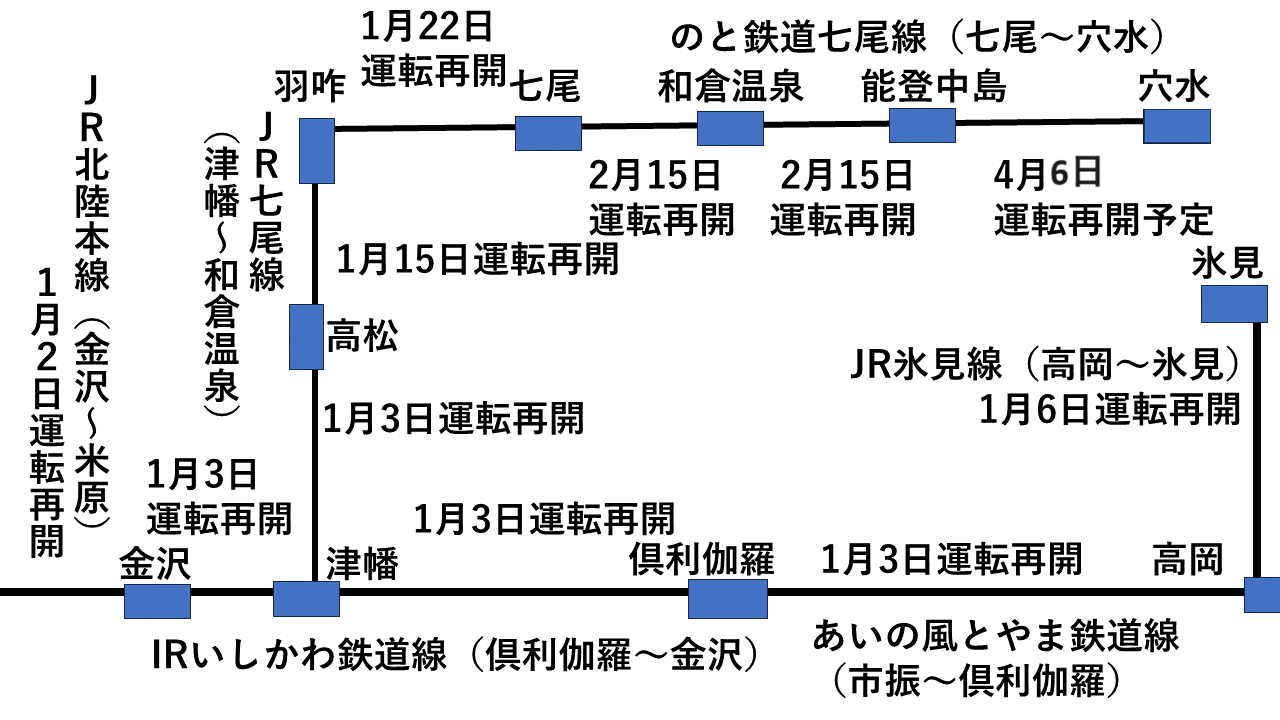
노토반도 인근의 재래선 복구 현황을 나타낸 지도

동일본여객철도(JR 동일본)의 재래선 중 오이토선(마쓰모토역~미나미오타리역 구간), 우에쓰 본선, 신에쓰 본선(시노노이역-나가노역 구간, 나오에쓰역-니가타역 구간), 조에쓰선, 시노노이선, 주오 본선, 하쿠신선, 반에쓰사이선, 이야마선, 에치고선, 고우미선, 다다미선, 야히코선, 요네사카선이, 서일본 여객철도(JR 서일본) 재래선 중 조하나선, 호쿠리쿠 본선, 다카야마 본선(이노타니역-도야마역 구간), 나나오선, 오바마선, 에쓰미호쿠선(구즈류선), 오이토선(미나미오타리역-이토이가와역 구간), 히미선 등이 운휴나 지연 영향을 받았다. 야히코선 야히코역에서는 이야히코 신사에 기차로 참배하러 온 사람들 60여명이 역 구내 혹은 기차 내에서 지진으로 귀가곤란자가 되어 야히코촌에서 귀가곤란자를 버스를 준비해 대피소로 이동시켜 숙방 장소를 확보한 후 다음날 아침 쓰바메산조역, 우치노역, 니가타역 중 한 곳으로 이동시켰다. 도카이 여객철도(JR 도카이) 다카야마 본선 스기하라역-이노타니역 구간도 일시적으로 운행을 중단했다.
JR 서일본의 특급열차인 선더버드, 시라사기, 다이노스타는 2일 오전까지 운행을 중단했다. JR 도카이의 특급열차인 히다도 일부 열차의 다카야마역-도야마역 구간 운행을 중단했다.
이 중 JR 동일본 관내에서 에치고선 우치노역-니가타다이가쿠마에역 구간에서 선로 노반이 함몰되는 사고가 발생했다. 이 때문에 같은 해 1월 5일까지 세키야역-에치고아카쓰카역 구간은 운행을 중단했다. 또한 버스 대행은 실시하지 않겠다고 밝혔으며 나머지 구간은 1월 3일 운행을 재개한다고 발표했다. JR 서일본의 나나오선에서는 회송하는 열차의 팬터그래프와 가선이 지진의 흔들림으로 파손되어 복구가 불가능해졌다. 이 회송열차는 노토 가가비 5호로 종점인 와쿠라온센역에 도착한 후 나나오역 구내의 차량기지로 회송하던 도중 지진이 일어나 나나오역-와쿠라온센역 사이 교통량이 많은 도로변에 쓰러져 정차한 상태로 많은 시민들의 눈에 띄어 이번 노토반도 지진으로 발생한 철도 피해를 상징하는 사진이 되었다.
- JR 나나오선의 교량이 손상된 모습(나나오역-와쿠라온센역 구간)
- 와쿠라온센역의 승강장이 지진으로 피해를 입은 모습

##### 사철 및 제3섹터선
호쿠리쿠 철도는 1일 밤 이후 모든 철도 노선(이시카와선, 아사노가와선), 버스, 고속버스 운행을 중단했고 다음 날인 2일에도 전편 운휴했다. 도야마 지방 철도는 철도 노선(본선, 다테야마선, 후지코시선, 가미다키선)을 2일까지 전 노선 휴업을, 도야마코선, 트램 등의 시내 노선은 점검이 완료된 2일 10시까지 휴업했다.
제3섹터 철도의 경우 노토 철도의 나나오선, IR 이시카와 철도선, 아이노카제토야마 철도의 아이노카제토야마 철도선, 만요센 주식회사의 만요선, 에치고토키메키 철도의 니혼카이 히스이선과 묘코 하네우마선, 호쿠에쓰 급행의 호쿠호쿠선, 시나노 철도의 기타시나노선, 시나노 철도선이 운행 중단이나 장시간 지연 등 여러 피해가 발생했다.
구로베 협곡 철도의 본선은 네코마타역-가네쓰리역 사이 교량에 낙석이 떨어져 침목 일부가 떨어지고 교각 철골이 뒤틀리는 사고가 발생했다. 3월 7일 도야마현은 눈이 녹은 후인 4월 말부터 복구를 시작하기 때문에 노선 복구는 10월 초나 될 예정이며 이에 따라 6월 30일 개통 예정이었던 구로베 우나즈키협곡 루트도 10월로 미루어진다고 발표했다. 원래는 4월 25일~9월 30일 기간 중에 우나즈키역-네코마타역 사이 구간을 왕복 운행할 예정이었으나 이후 다리와 주변 경사면 공사에 시간이 더 걸렸고 게야키다이라역 주변에서도 피해가 확인되어 주변 재해 대책을 위한 공사 기간 연장이 예상되면서 같은 해 5월 27일에는 2024년 내에는 전 노선 개통이 불가능하다고 발표했다. 이 때문에 본 루트를 포함한 새롭게 일반 공개 예정이었던 우나즈키협곡 루트도 2024년 공개가 취소되었다. 이후 추가 복구 공사 등이 이어지면서 전 노선 복구 예정일은 빠르면 2026년 9~10월경으로 전망된다.
- 노토 철도 아나미즈역 구내 선로가 손상된 모습
- 노토 철도 노토카시마역-아나미즈역 구간 터널에 산사태가 발생한 모습

##### 장기간 운행 중단과 대체수송
1월 6일 첫 차 기준 노토 철도 나나오선 전 구간과 JR 나나오선 다카마쓰역-와쿠라온센역 구간 운행 중지가 계속되었다. JR 나나오선의 다카마쓰역-하쿠이역 구간은 1월 15일 운행 횟수를 줄여서 운행을 재개했으며 하쿠이역-나나오역 구간은 1월 22일 재개되었다. 이 단계에서 일반 열차는 정상 운행했지만 일부 특급열차는 운행하지 않았고 지진의 영향이 컸던 시키나미역-하쿠이역 구간은 속도를 낮춰 운행했다. 한편 노토 철도 구간은 피해가 커서 1월 9일부터 10일까지 일본 철도건설·운수시설정비지원기구의 철도재해조사단이 피해 상황을 조사했다. JR 나나오선의 나나오역-와쿠라온센역 구간 및 노토 철도 나나오선의 나나오역-노토나카지마역 구간은 2월 15일부터 운행을 재개했다. 또한 노토 철도 나나오선은 1월 29일부터 버스를 이용한 대체수송을 실시했으나 일부 구간이 복구되면서 2월 15일부터는 노토나카지마역-아나미즈역 사이만 버스 대체수송을 실시한다. 특급열차도 이 즈음에는 와쿠라온센역까지 운행을 재개했으나 나나오역-와쿠라온센역 사이 일반열차의 운행 횟수가 적었기 때문에 이 구간 내에서는 상호 이용에 한해서 정기권을 포함한 일반열차 승차권으로 특급열차의 자유석을 이용할 수 있는 특례가 도입되었다. 단 이 구간을 벗어날 경우 전 구간 특급권을 구입해야 한다고 규정했다. 3월 8일에는 마지막까지 운휴하던 노토 철도 나나오선 노토카지마역-아나미즈역 구간을 4월 6일에 운행 횟수를 줄여 운행을 재개하고 동시에 대체수송버스 운행도 중지하겠다고 발표했다. 이와 동시에 나나오역-와쿠라온센역 사이에 이루어졌던 특례도 종료되었다. 이에 앞서 이나미즈역 창구는 3월 25일부터 영업을 재개하기로 결정했다. 3월 16일 노토 철도가 실시한 시간표 개정은 당시 운행을 재개한 나나오역-노토카지마역 구간이 대상으로 이에 따라 대체수송버스 시간도 변경되었다.
철도 저널리스트인 고바야시 다쿠야는 과거 자연재해로 철도가 피해를 입었을 때보다 복구 공사가 더 빨리 진행된 이유는 철도재해조사대가 재해 후 빠른 시기에 조사를 한 점, JR 서일본과 연계가 잘 되었단 점, 피해 구간이 비교적 짧았다는 점 등을 이유로 들었다.

##### 화물철도
일본화물철도(JR 화물)의 신미나토선은 1월 5일까지 운휴했다. 니혼카이 주칸선(호쿠리쿠 본선, IR 이시카와 철도선, 아이노카제토야마 철도선, 에치고토키메키 철도 니혼카이 히스이선, 신에쓰 본선, 우에쓰 본선, 오우 본선)의 화물 기관차는 지진 발생 당시 휴일을 맞아 운휴 중이었으며 1월 4일 정상적으로 영업을 재개했다.

#### 도로

##### 고속도로
고속도로의 경우 니혼카이 도호쿠 자동차도 니가타추오 JCT~아라카와타이나이 IC 상하행 구간, 아쓰미온센 IC~쓰루오카니시 IC 상행 방향, 호쿠리쿠 자동차도 마루오카 IC~니가타추오 JCT 구간, 간에쓰 자동차도 고이데 IC(현 우오누마 IC)~나가오카 JCT 구간, 조신에쓰 자동차도 시나노마치 IC~조에쓰 JCT 구간, 도카이 호쿠리쿠 자동차도 오야베토나미 JCT~시라카와고 IC 구간, 노에쓰 자동차도 개통 전 구간, 노토사토야마 해도 전 구간, 반에쓰 자동차도 쓰가와 IC~니가타추오 IC 구간 등 총 8개 노선이 통행금지되었다.
- 노토사토야마 해도에서는 곳곳에서 도로 함몰과 산사태 피해가 일어났다.[709] 한편 2007년 노토반도 지진 이후 배수 대책을 시행해 복구한 곳은 이번 지진에서 피해가 없었으나 2007년 노토반도 지진에서 피해를 입지 않았던 구간이 이번 지진으로 큰 피해를 입은 경향을 보였다.[710] 3월 15일에는 고시노하라 IC~아나미즈 IC 사이 와지마 방면 구간만 속도 제한 40 km/h로 복구되어 노에쓰 자동차도, 노토사토야마 해도를 통해 와지마시 방면으로 향하는 통로가 모두 개방되었다.[711] 7월 17일에는 평면 교차로인 노토 대교를 제외한 전 노선의 양방향 통행이 풀렸으며 남은 구간인 노토 대교도 9월 10일부터 통행이 재개되었다.[712]
- 노에쓰 자동차도에서도 아나미즈 IC~노토미 IC 구간에서 도로 함몰 등을 비롯한 여러 피해가 발생했다.[706] 아나미즈 IC~노토미 IC를 제외한 나머지 구간은 1월 10일 10시에 통행금지가 해제되었다.[706] 7월 17일에는 나머지 구간도 복구되면서 전 구간 통행이 재개되었다.[713]
- 나머지 6개 노선은 특히 호쿠리쿠 자동차도와 간에쓰 자동차도에서 단차, 균열, 함몰 등의 피해가 발생했지만[706][714] 1월 2일 21시까지 점검과 보수를 마치고 통행 금지가 해제되었다.[706] 이 시점에서 피해 지역의 모든 시역소와 정역장(시청/정사무소 해당)의 도로 접근이 가능해졌다.[715]

##### 일반도로
고속도로 외 일본의 일반 국도 중 직할국도에서는 토사 붕괴로 국도 제8호선 니가타현 조에쓰시 자야가하라에서 1월 27일 10시까지 통행이 금지되었으며, 국도 제8호선 가시와자키시 시내 구간과 국도 제116호선 니가타 바이패스에서 니가타시 니시구 신도리 나들목~가메가이 나들목 구간, 국도 제160호선 이시카와현 히가시하마 구간에서 노면 단차로 일시 통행 금지가 내려졌다. 조에쓰시 자야하라에서는 국도 제8호선의 통행 금지 기간 동안 해당 구간과 평행하게 달리는 호쿠리쿠도 및 조신에쓰도 일부 구간을 대체 도로로 무료 개방하는 조치가 이루어졌다.
보조국도에서는 국도 제249호선의 이시카와현 대부분 구간에서 통행 금지가 되었으며 국도 제359호선의 도야마현 오야베시에서 이시카와현 가나자와시로 향하는 구간이 지진 등으로 도로가 붕괴되어 통행이 금지되었다.(같은 해 6월 11일 통행금지가 해제됨) 이 외에도 국도 제415호선 하쿠이시 구간, 국도 제471호선 도야마현 오야배시 및 도야마시 야오마치 도치오리 구간이 통행 금지되었다. 니가타현, 도야마현, 이시카와현, 나가노현 4개 현의 도도부현도 일부 구간도 폐쇄되었다.
노토섬과 일본 본토를 잇는 노토지마 대교와 나카노토 노도교(트윗 브릿지)가 통행이 금지되어 2일 오전 노토지마 대교의 통행이 재개되기 전까지 약 800명이 섬 안에 고립되었다. 교량의 경우 효고현 남부 지진 이후 건설된 구조물은 거의 피해가 없었지만 오래된 시설물은 내진 보강이 충분히 이뤄지지 않아 큰 피해가 발생했다. 토양액상화로 다리가 침하해 뒤틀린 경우도 있었다. 노토 공항도 주변 도로가 끊겨 2일 오후까지 약 500명이 고립되었다.
이처럼 도로 사정이 매우 악화되어 1월 3일부터 4일 사이 스즈시에서 아나미즈정으로 이동한 한 호쿠쿠니신문 기자는 이동에 10시간이 걸렸다고 밝혔다. 맨홀이 도로 밖으로 떠오르기도 해 차량이 맨홀에 빠지는 일을 막기 위해 형광색 스프레이로 칠하는 조치가 이루어졌다. 피해 지역의 인프라가 단절되어 지원 활동을 하러 갈 경우 현지 숙박이 어려워 가나자와시 등에 숙박하고 매일 자동차로 노토반도 안쪽까지 왕복해야 해 도로 정체가 더 악화되었다. 와지마시 가미고치 지구처럼 2023년 12월 폭설로 고립된 지 한달도 되지 않아 지진으로 다시 고립된 지역도 있었다. 한편 노토반도는 산이 많을 뿐 아니라 노토반도 내 지자체가 재해시 도로 복구 계획이 제대로 잡혀있지 않아 복구가 늦어졌다는 지적이 있다.
- 국도 제249호선 사면이 붕괴된 모습(스즈시)
- 국도 제249호선 오야 루프교의 피해 모습
- 국도 제249호선 오야 터널의 피해. 약 100 m 구간의 천장 복공 콘크리트가 붕괴되었다.[730]
- 이시카와현도 제266호선 이기스키베타선에서 산사태가 발생한 모습
- 붕괴된 도로와 피해 상황을 확인하는 자위대원의 모습

이처럼 많은 도로의 통행이 제한되면서 토요타 자동차는 지진 발생 당일부터 공식 홈페이지의 "통행 가능한 도로 지도"에 T-Connect(구 G-BOOK) 시스템을 탑재한 자사 자동차와 차량 정보 통신 시스템(VICS) 등으로부터 얻은 최신 교통정보를 참조해 통행 가능한 도로를 표시하기 시작했다. 개통 후에는 접속자가 몰려 접속이 어려울 수 있으므로 필요하지 않은 사람의 경우 접속을 자제해 달라고 발표했다.
도로 곳곳의 미치노에키(휴게소)도 나나미시에 있는 노토 식자재시장이 액상화 등의 피해를 입어 대부분이 휴업했다. 히미시의 휴게소도 피해를 입어 휴업한 곳이 있었지만 피해 지역에 있는 휴게소 일부는 재해 복구 및 부흥 지원 관련 활동의 거점으로 활용되었다.

#### 버스, 택시
이번 지진으로 와지마시를 거점으로 운영하는 택시 업체 7곳 중 5곳이 2월 26일까지도 휴업을 이어가고 있으며 나머지 1곳은 폐업했고 영업을 계속하는 1곳도 매출이 크게 감소했다. 스즈시에서는 2개 업체 중 1개 업체가 휴업중이며 노토정에서도 영업하던 2개 업체 중 1곳이 휴업중이다. 이런 사태가 발생한 원인으로 사무실이 피해를 입거나 직원들이 피난을 가 부재중이었고 도로 상황도 좋지 않은데다 주민들도 피난을 계속 나가고 있어 영업을 해도 승객이 별로 없다는 점이 꼽힌다. 택시가 강을 거슬러 온 쓰나미에 휩쓸려 많은 차량이 침수 피해를 입은 택시 업체도 있다. 지진으로 연료 확보도 어려워졌지만 자력으로 이동할 수 있는 교통수단이 없는 노약자에게 택시가 중요한 교통수단이기 때문에 이동 거리에 제한을 두면서 지진 다음날부터 영업을 재개했고 연료 확보가 가능하다고 예상되자 거리 제한 없이 전면 영업을 재개한 사업체도 있다. 지진 후 택시는 토사재해로부터 피난가거나 2차 피난처로 이동 등 지진과 관련된 이용이 많았다. 한편 피해 지역의 지원에도 택시가 많이 사용되어 가나자와 시내에서는 영업 중인 택시 대부분이 노토반도로 향해 지역 주민들이 비교적 가까운 거리에서도 시내 이용이 어려운 상황이 발생했다. 피해 지역의 택시 업체를 지원하기 위해 지진 후 사이타마현에서 와지마시로 이주해 현지 택시 업체에 지원하여 운전기사가 된 사람도 있다.
노토정이 운영하던 승합 택시는 지진으로 발생한 도로 파손으로 영업을 중지하다가 2월 20일부터 운행 횟수를 줄여 영업을 재개했다. 스즈시의 무료 시영버스는 2월 13일부터 운행 횟수를 줄여 대부분 노선에서 영업을 재개했으며, 임시로 피난처를 경유하는 노선도 운행했다. 와지마시는 2월 5일부터 무료 시영버스를 운영하며 노토정의 노선 버스도 2월 13일부터 운영을 재개했다. 또한 일본 국토교통성은 전세버스와 택시에 대하여 2024년 1월 17일부터 4월 11일까지 이시카와현, 도야마현, 니가타현, 후쿠이현을 출발지 혹은 목적지로 운행하는 경우 특례로 영업 외의 구역의 승객도 신고 없이 수송할 수 있도록 조치했다.

#### 항공
니가타 공항은 1월 1일 하루동안 모든 항공편이 결항했다. 이 밖에도 노토 공항, 도야마 공항, 고마쓰 공항, 쇼나이 공항 등을 오가는 항공편도 결항되거나 출발이 취소되었다.
노토 공항에서는 지진으로 활주로에 깊이 약 10 cm, 길이 10 cm 이상의 균열이 4~5곳 발생했다. 유도로 부근에는 길이 37 m, 깊이 12 cm의 균열이 발견되었다. 원래는 1월 4일까지 활주로 운행을 중단할 예정이었으나, 이후 구호물자 수송용 헬기 운항을 제외하고는 1월 24일까지 폐쇄가 결정되었다. 1월 11일 임시 복구가 완료되어 같은 날부터 자위대 수송기 발착이 가능해졌으며 1월 27일부터는 정기 항공편 운항도 재개되었다. 3월 9일에는 노토 공항 터미널 서쪽 부지에 피해 지역 난민이 한번에 134명(조립식 119명, 컨테이너 15명)이 숙박할 수 있는 임시 호텔이 개장했다.
- 노토 공항 활주로에 발생한 높이 10 cm 이상의 균열
- 임시 복구된 노토 공항 활주로

#### 해운

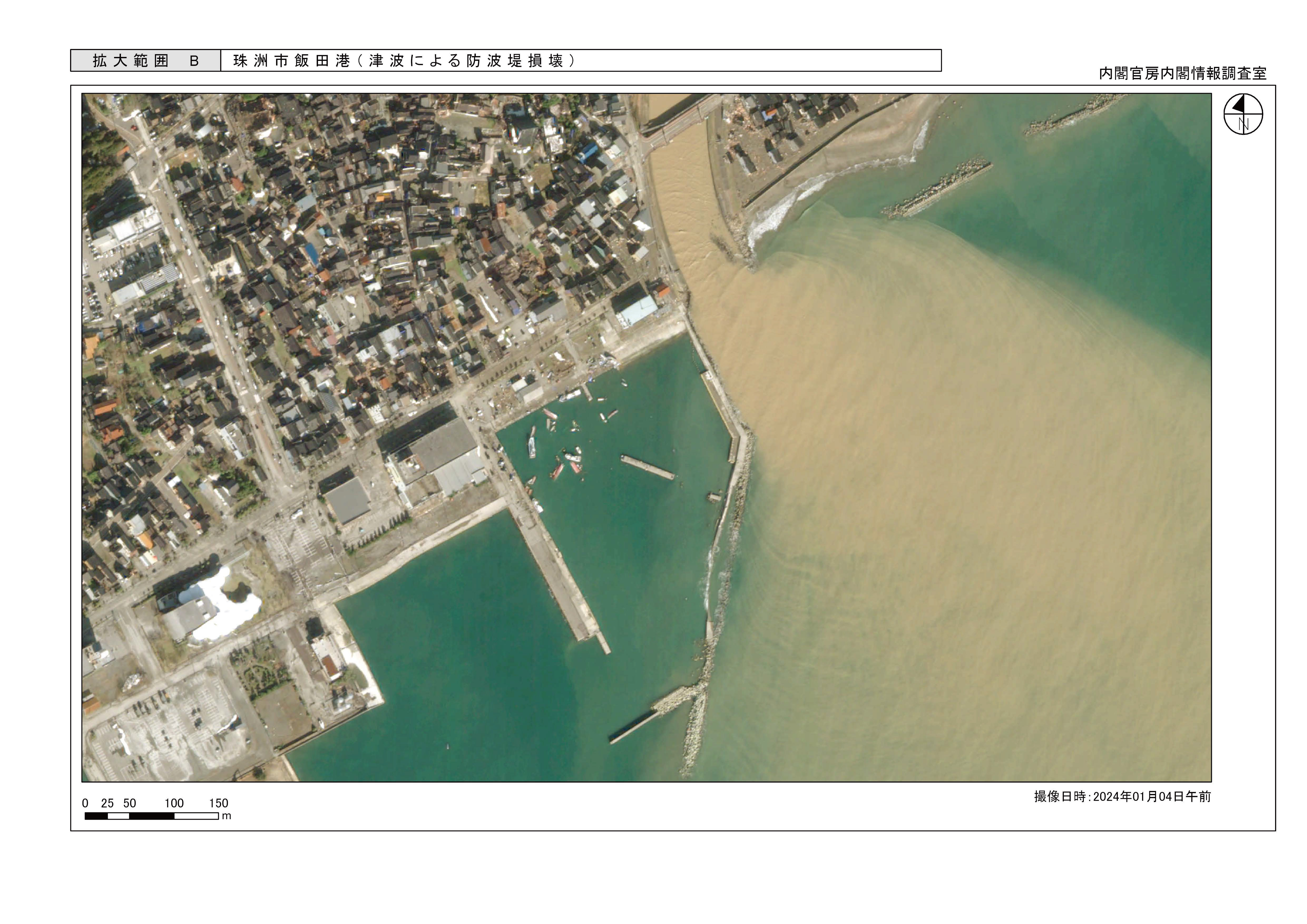
스즈시 이다항이 쓰나미로 방파제가 파괴된 모습(1월 4일 IGS 위성 사진)

사도 기센은 쓰나미경보 및 주의보 발표의 영향으로 2일 오전까지 니가타항-료쓰항 배편을 결항했다. 아와시마 기센도 2일까지 이와후네항-아와시마섬 어항편을 결항했다. 또한 쓰가루 해협 페리는 아오모리항-하코다테항 배편이 1월 1일 4개선, 세이칸 페리는 같은 구간의 1월 1일부터 2일까지 6개선, 가와사키 긴카이 기센은 도마코마이항-하치노에헌 2개선이 결항했다. 또한 가와사키 긴카이 기센은 하치노헤에서 출발하는 3개 배편을 쓰나미주의보가 해제될 때까지 도마코마이항 해역에서 대기시켰다. 하토란도 페리는 1월 2일 에사시항-오쿠시리항을 연결하는 모든 배편을 결항했다. 헤구라섬과 와지마항을 잇는 페리는 와지마항의 융기와 와지마항에 피해를 준 쓰나미의 영향으로 계속 휴항하고 있으며 복구 일정도 제대로 잡혀 있지 않은 상태이다. 지진 발생 당시 헤구라섬에는 전기 설비를 점검하던 작업자 2명과 해녀 1명 등 총 3명이 있었는데 인원수로는 설날을 맞아 귀경한 사람이 많아 평소보단 적었지만 위와 같이 항구가 피해를 입어 1월 14일 자위대가 헬리콥터로 구출할 때까지 섬에서 고립되었다.
항로표지도 피해를 입어 도야마현 이와사키노하나 등대, 이시카와현 노토섬 지향등, 노토섬 롯코사키 등대가 각각 꺼졌고 이시카와현 노토구라사키 등대가 기울어지는 등 선박의 안전한 운항에 피해를 입었다. 와지마시의 사루야마미사키 등대는 이번 지진으로 1~2° 기울어져 빛이 닿는 거리가 약간 짧아졌다고 추정된다.
무역항 중에서는 가나자와항의 도미즈 부두가 바다 쪽으로 기울고 물건을 쌓아두는 부두 한가운데가 50 cm 정도 침하되어 대형 선박이 접안할 수 없어 건설 기계나 시멘트를 다른 부두에서 적재하거나 다른 항구에서 육상으로 운송하는 등 평소보다 작업 시간이 늘어나는 피해가 발생했으며, 오쿠다 부두도 피해가 발생했다. 나나오항도 오타 부두 일부가 피해를 입어 선박 접안이 불가능해 다른 부두를 사용한다. 피해 규모가 커서 복구 공사 완료까지 1년 넘게 소요되었다.

### 디지털 데이터 및 가전제품
이번 지진으로 컴퓨터나 하드 디스크 드라이브(HDD) 등 데이터 스토리지 위에 지진으로 물건이 떨어져서 맞거나, 쓰나미로 침수 혹은 지진으로 발생한 화재 피해를 겪어 고장나 안에 저장된 디지털 데이터를 불러오지 못하는 상황이 곳곳에서 발생했다. 이런 상황은 동일본 대진재 당시에도 일어났지만 그 당시와 비교했을 때 개인과 법인 모두 스마트폰의 복구 요청이 증가했으며, 솔리드 스테이트 드라이브(SSD) 복구 요청도 늘어났다. 또한 동일본 대진재 당시와 비교하여 기록 매체의 저장 용량이 대폭 늘어났고, 많은 저장 매체가 암호화 소프트웨어 기술로 비트로커나 파일볼트 등을 기본으로 설정하면서 데이터 복구의 난이도가 높아졌다. 도쿄도의 AOS 주식회사는 피해를 입은 저장 매체에 대해 개인당 1대는 무료(배송비만 실비 부담), 2대부터는 정상가의 반값으로, 법인의 경우 정상가의 반값으로 데이터 복구 서비스를 시작했다. 디지털 데이터 솔루션(DDS) 사는 도야마현 다카오카시의 도야마 은행 본점에서 3월 5일부터 7일까지 도야마 은행과 공동으로 기록 매체 데이터를 무상으로 복구하는 서비스를 실시했으며, 이시카와현에서 7명이 이용했다. 데이터 복구에는 기술자 2명이 있었지만 기간 내에 복구해 소유자에게 반환한 건 단 2대이며 나머지는 도쿄도 내 DDS 본사로 가져가 복구를 이어가기로 결정했다. 도야마 은행에서는 청정실이 없어 클린 박스 안에서 복구를 진행했다.
소니, 샤프, 파나소닉홀딩스 등 여러 제조사는 재해구조법이 적용된 지역에 거주한 사람이 소유한 가전제품이 지진 피해를 입어 고장난 경우 보증서 유무나 보증기간 내인지 여부와 상관없이 특별수리를 실시해 수리 요금은 특별요금으로 청구하겠다고 밝혔으며, 조지루시는 지진으로 파손된 제품의 수리를 배송비만 부담하고 무료로 해준다고 발표했다. 또한 닌텐도는 이미 수리 접수를 끝낸 제품을 제외한 게임기 수리를 배송비를 포함해 의뢰인 부담 없이 무상으로 진행한다고 발표했다. 빅카메라는 피해 지역에 건설되는 가설 주택에 TV, 냉장고 등의 가전제품을 제공했다. 또한 파손된 가전제품은 개별적인 회수도 진행되었다.

## 같이 보기
- 도쿄 국제공항 지상 충돌 사고 - 지진 구호 작전을 위해 다니던 일본 해상보안청 비행기가 일본항공 민항기와 충돌
- 노토 군발지진
- 2007년 노토반도 지진
- 2023년 오쿠노토 지진
- 한국의 지진해일
- 2024년 지진
- 일본의 지진 목록

## 참고 문헌
- 小玉, 祥司; 中島, 淳一 (2024년 1월 24일), “能登半島で大地震 大規模な地殻変動を観測”, 《日経サイエンス》 (東京: 日経サイエンス社) 54 (3), 10–13쪽, ISSN 0917-009X
- 出村, 政彬; 西村, 卓也; 加藤, 愛太郎 (2024년 2월 24일), “能登の地下で何が起きているのか”, 《日経サイエンス》 (東京: 日経サイエンス社) 54 (4), 32–39쪽, ISSN 0917-009X
- 出村, 政彬; 遠藤, 智之; 宍倉, 正展; 岡村, 行信 (2024년 2월 24일), “大隆起からひもとく列島形成の歴史”, 《日経サイエンス》 (東京: 日経サイエンス社) 54 (4), 40–49쪽, ISSN 0917-009X - 日本経済新聞のウェブサイト「能登半島地震、大隆起はなぜ起きたのか」から記事内容全体の要約を確認できる。
- 遠田, 晋次; 今井, 明子; 板倉, 龍 (2024년 2월 26일), “「震度7」と「4メートル隆起」のメカニズムを徹底図解 能登半島巨大地震”, 《Newton》 (東京: ニュートンプレス) 44 (4), 12–31쪽, ISSN 0286-0651
- 国立国会図書館総合調査室; 国立国会図書館国土交通調査室; 国立国会図書館国土交通調査課 (2024년 2월 15일), “令和 6 年能登半島地震の概況” (PDF), 《調査と情報》 (東京: 国立国会図書館調査及び立法考査局) (1262), 1–20쪽, ISSN 1349-3019
- 能登半島地震共同取材班 (2024년 2월 8일), “能登半島地震 震度7の衝撃 : 日本海側最大級の地震がもたらした複合災害の実相”, 《日経アーキテクチュア》 (東京: 日経BP) (1257), 26–57쪽, ISSN 0385-0870
- 能登半島地震共同取材班 (2024년 1월 25일), “能登半島地震 : 最大震度7の揺れや津波で壊滅的被害”, 《日経アーキテクチュア》 (東京: 日経BP) (1256), 6–21쪽, ISSN 0385-0870
- 能登半島地震共同取材班 (2024년 2월 20일), “特集 能登半島地震 土木被害の全貌”, 《日経コンストラクション》 (東京: 日経BP) (803), 58–89쪽, ISSN 0915-3470
- 能登半島地震共同取材班 (2024년 1월 20일), “能登半島地震でインフラ大打撃”, 《日経コンストラクション》 (東京: 日経BP) (802), 7–12쪽, ISSN 0915-3470

단행본
- 《能登半島地震緊急出版 : 特別報道写真集 : 2024.1.1》, 名古屋: 中日新聞社, 2024년 2월 20일, ISBN 9784806208143
- 《令和6年能登半島地震 : 特別報道写真集 : 2024.1.1》, 金沢: 北國新聞社, 2024년 2월 15일, ISBN 9784833023078

### 일본 정부
- (일본어) 令和6年能登半島地震　関連情報 - 일본 내각부
- (일본어) 令和6年能登半島地震による被害状況等について - 일본 내각부 방재정보
- (일본어) 令和6年能登半島地震における被害と対応について - 일본 국토교통성
- (일본어) 令和6年能登半島地震の関連情報 - 일본 기상청
- (일본어) 令和6年能登半島地震の地震活動と防災事項ポータルサイト - 가나자와 지방 기상대
- (일본어) 令和6年(2024年)能登半島地震に関する情報 - 일본 국토지리원
- (일본어) 令和6年能登半島地震に関する情報 - 일본 지진조사연구추진본부
- (일본어) 令和6年能登半島地震への対応状況 - 일본 홋카이도 개발국

### 일본 지자체
- (일본어) 令和6年能登半島地震に関する情報 - 이시카와현
- (일본어) 令和6年能登半島地震に係る富山県内の情報 - 도야마현
- (일본어) 令和6年能登半島地震に関する情報（被害状況・お問合せ先） - 니가타현
- (일본어) 福井県内の状況 - 후쿠이현

### 기타
- 2024 동해안 지진해일 분석보고서 - 대한민국 기상청
- 규모 7.6 강진 후 1개월, 지금 노토반도는? (KBS_343회_2024.2.3.방송) - 유튜브 - KBS 세계는지금
- (영어) 미국지질조사국 보고